# Liste der Biografien/But–Buz
Liste der Biografien |
Portal Biografien |
Personensuche
# |
A |
B |
C |
D |
E |
F |
G |
H |
I |
J |
K |
L |
M |
N |
O |
P |
Q |
R |
S |
T |
U |
V |
W |
X |
Y |
Z |
?
 
Ba |
Be |
Bd |
Bg |
Bh |
Bi |
Bj |
Bl |
Bm |
Bn |
Bo |
Br |
Bs |
Bu |
Bw |
By |
Bz
 
Bua |
Bub |
Buc |
Bud |
Bue |
Buf |
Bug |
Buh |
Bui |
Buj |
Buk |
Bul |
Bum |
Bun |
Buo |
Buq |
Bur |
Bus |
But–Buz
Die Liste der Biografien führt alle Personen auf, die in der deutschsprachigen Wikipedia einen Artikel haben. Dieses ist eine Teilliste mit 1172 Einträgen von Personen, deren Namen mit den Buchstaben „But“ – „Buz“ beginnt.

## But–Buz

### But
- But, Anton Nikolajewitsch (* 1980), russischer Eishockeyspieler und -trainer
- But, Serhij (* 1969), ukrainischer Freestyle-Skier
- But, Weniamin Jewgenjewitsch (* 1961), russischer Ruderer und Ruderfunktionär
- But, Wiktor Anatoljewitsch (* 1967), russischer Transportunternehmer und WaffenhändlerWiktor Anatoljewitsch But (* 1967)

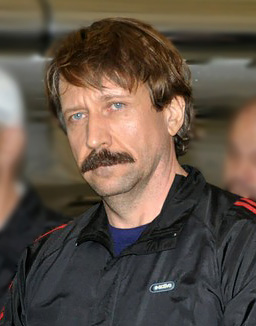
Wiktor Anatoljewitsch But (* 1967)

- But, Wladimir Wladimirowitsch (* 1977), russischer Fußballspieler

#### Buta
- Buta, Aurélio (* 1997), portugiesisch-angolanischer Fußballspieler
- Buta, George (* 1993), rumänischer Biathlet und Skilangläufer
- Buta, Sorin (* 1961), rumänischer Ingenieur, Sportfunktionär und Politiker (Partidul Democrat Liberal)
- Butagira, Francis Kamujanduzi (* 1942), ugandischer Richter, Politiker und Diplomat
- Butajew, Kasbek Sawwitsch (1893–1937), ossetisch-sowjetischer Ökonom und Hochschullehrer
- Butajew, Radschab Jussupowitsch (* 1993), russischer Boxer
- Butajewa, Fatima Aslanbekowna (1907–1992), ossetisch-russische Physikerin
- Butajewa, Tamara Michailowna (1912–1998), sowjetisch-russische Architektin und Stadtplanerin
- Butakow, Alexei Iwanowitsch (1816–1869), russischer Admiral und Forschungsreisender
- Butakow, Grigori Iwanowitsch (1820–1882), russischer Admiral
- Butakow, Innokenti Nikolajewitsch (1881–1970), russischer Physiker und Hochschullehrer
- Butakow, Wiktor Wassiljewitsch (1928–1977), sowjetischer Biathlet
- Butalia, Urvashi (* 1952), indische Historikerin, Autorin, Verlegerin und Feministin
- Butalikakis, Verena (1955–2018), deutsche Politikerin (CDU), MdB
- Butaschewitsch-Petraschewski, Michail Wassiljewitsch (1821–1866), russischer Denker und der Gründer des Zirkels der Petraschewzen
- Butaud, Alice (* 1983), französische Schauspielerin
- Butautas, Stepas (1925–2001), sowjetisch-litauischer Basketballtrainer und -spieler

#### Butb
- Butba, Beslan (* 1960), abchasischer Bau- und Medienunternehmer sowie Politiker
- Butbul, Shlomit (* 1965), österreichisch-israelische Sängerin, Schauspielerin und Regisseurin
- Butbul, Tohar (* 1994), israelischer Judoka
- Butbull, Nisan (* 1981), israelischer Eishockeyspieler

#### Butc
- Butchart, Andrew (* 1991), britischer Mittelstreckenläufer
- Butchart, Bill (1933–2019), australischer Mittelstreckenläufer
- Butchart, Cuthbert Strachan (1876–1955), britischer Golfer
- Butcher, Adam (* 1988), kanadischer Filmschauspieler
- Butcher, Calum (* 1991), englischer Fußballspieler
- Butcher, Camille (* 1980), britisch-französische Opernsängerin in der Stimmlage Sopran
- Butcher, Eugene (* 1950), US-amerikanischer Mediziner
- Butcher, Finn (* 1995), neuseeländischer Kanute
- Butcher, Garth (* 1963), kanadischer Eishockeyspieler
- Butcher, Goler Teal (1925–1993), US-amerikanische Juristin
- Butcher, James († 1824), US-amerikanischer Politiker
- Butcher, Jim (* 1971), US-amerikanischer SchriftstellerJim Butcher (* 1971)

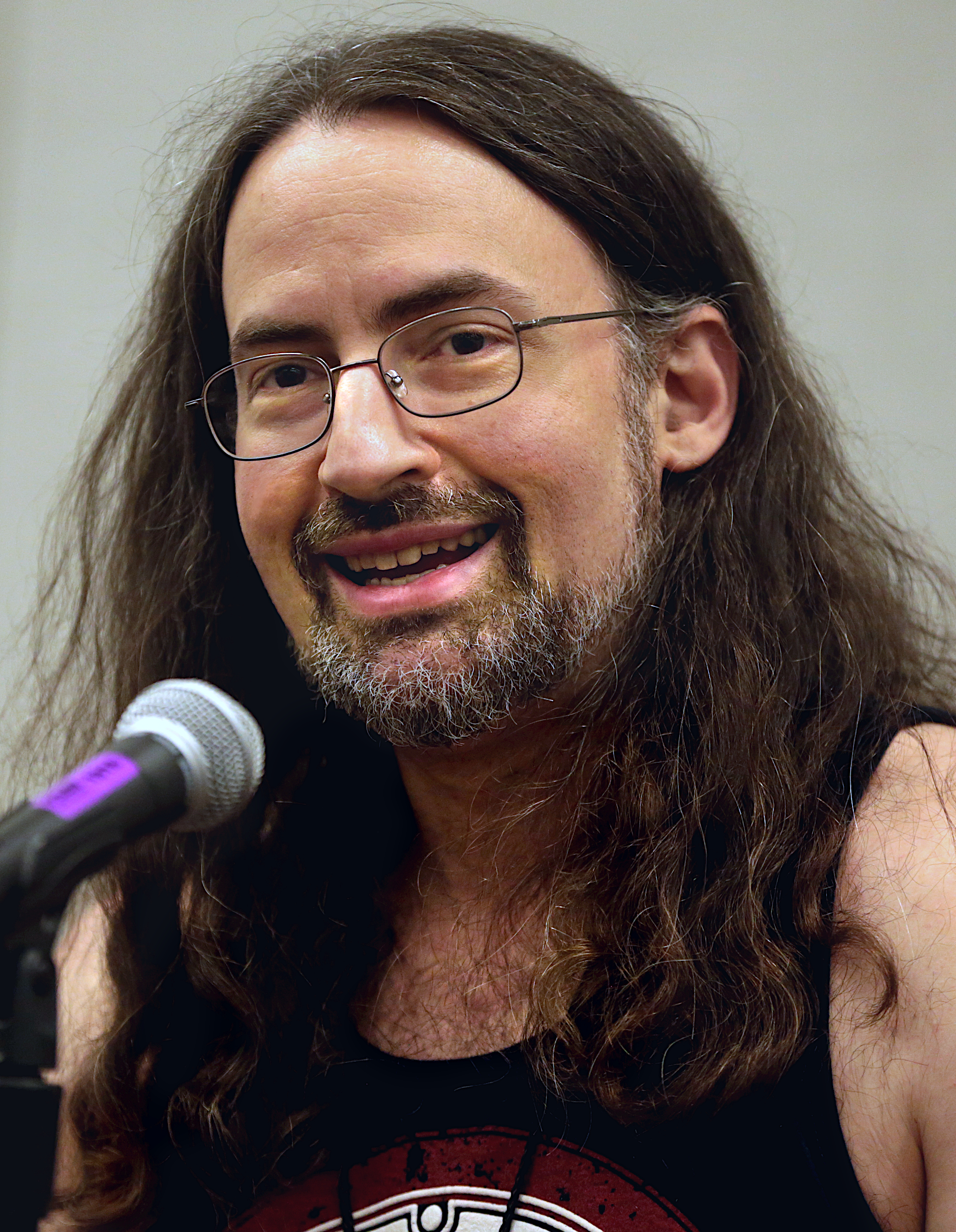
Jim Butcher (* 1971)

- Butcher, John (* 1954), britischer Saxophonist
- Butcher, John C. (* 1933), neuseeländischer Mathematiker, Professor der Mathematik
- Butcher, Matt (* 1997), englischer Fußballspieler
- Butcher, Paul (* 1994), US-amerikanischer Schauspieler
- Butcher, Solomon D. (1856–1927), US-amerikanischer Fotograf
- Butcher, Stan (1920–1987), britischer Musiker, Bandleader, Arrangeur und Komponist
- Butcher, Susan (1954–2006), US-amerikanische Hundeschlitten-Fahrerin
- Butcher, Terry (* 1958), englischer Fußballspieler und -trainer
- Butcher, Tim (* 1967), britischer Journalist und Publizist
- Butcher, Will (* 1995), US-amerikanischer EishockeyspielerWill Butcher (* 1995)

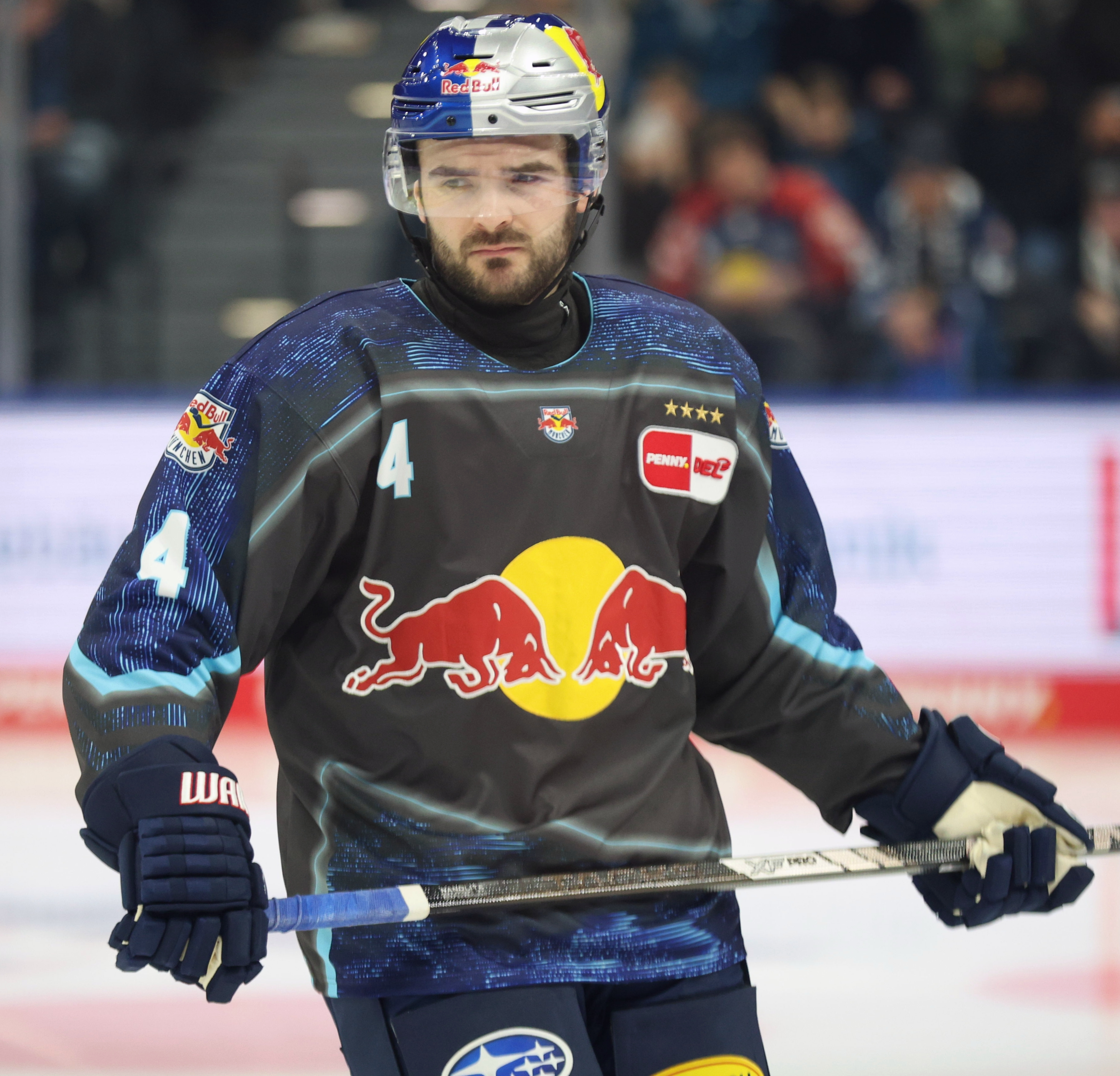
Will Butcher (* 1995)

#### Butd
- Butdee, Chatchai (* 1985), thailändischer Boxer

#### Bute
- Bute, Cornelis J. (1889–1979), niederländischer Organist, Carilloneur und Komponist
- Bute, Lucian (* 1980), rumänischer Boxer
- Bute, Mary Ellen (1906–1983), amerikanische Regisseurin von Animations- und Experimentalfilmen
- Buteau, Michelle (* 1977), US-amerikanische Stand-up-Comedian und Schauspielerin
- Bütefisch, Heinrich (1894–1969), deutscher Chemiker
- Büteführ, Nadja (1966–2024), deutsche Politikerin (SPD), MdL
- Buteiko, Konstantin Pawlowitsch (1923–2003), russischer Arzt
- Butel, Annaïg (* 1992), französische Fußballspielerin
- Buteler, Leopoldo (1882–1961), römisch-katholischer Geistlicher, Bischof von Río Cuarto
- Butelezi, Peter Fanyana John (1930–1997), südafrikanischer römisch-katholischer Ordensgeistlicher, Erzbischof von Bloemfontein
- Butelle, Ludovic (* 1983), französischer Fußballtorhüter
- Bütemeister, Hans Ernst (1750–1837), deutscher Beamter
- Bütemeister, Johann Daniel (1661–1721), deutscher lutherischer Theologe und Generalsuperintendent
- Buten, Howard (1950–2025), US-amerikanischer Psychiater und Clown
- Butenandt von Rosenbusch, Heinrich (1634–1701), russischer Unternehmer und Metallurg
- Butenandt, Adolf (1903–1995), deutscher Chemiker auf dem Gebiet der Steroidhormone, Nobelpreisträger für Chemie (1939)Adolf Butenandt (1903–1995)

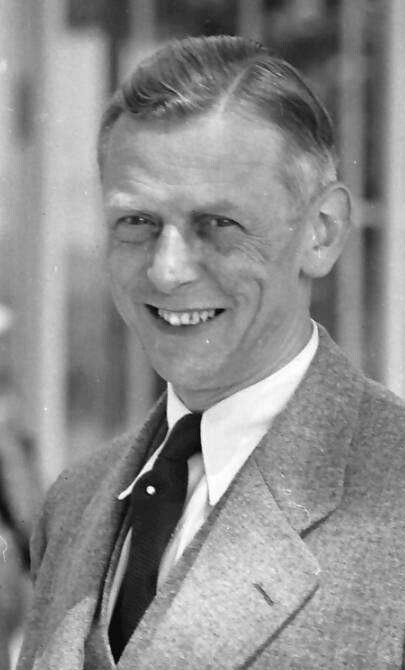
Adolf Butenandt (1903–1995)

- Butenandt, Erika (1906–1995), deutsche medizinisch-technische Assistentin, Gattin des deutschen Biochemikers und Nobelpreisträgers Adolf Butenandt
- Butėnas, Vladas (1940–2009), litauischer Journalist und Politiker, Mitglied des Seimas
- Butendach, Otto Friedrich (1730–1798), deutscher evangelisch-reformierter Theologe
- Butenew, Konstantin Fjodorowitsch (1805–1869), russischer Bergbauingenieur
- Butenew, Nikolai Fjodorowitsch (1803–1870), russischer Bergingenieur, Geologe und Metallurg
- Butenin, Artem (* 1989), ukrainischer Fußballspieler
- Butenop, August (1788–1807), deutscher Kinderdarsteller und Theaterschauspieler
- Butenop, Carl Heinrich (1752–1843), deutscher Theaterschauspieler, -leiter sowie Sänger (Tenor)
- Butenschoen, Johann Friedrich (1764–1842), deutscher Pädagoge und Journalist und einer der Väter der pfälzischen Kirchenunion
- Butenschön, Andrea (1866–1948), schwedische Schriftstellerin, Orientalistin und Übersetzerin
- Butenschön, Gunnar (* 1960), deutscher Politiker (Partei Rechtsstaatlicher Offensive), MdHB
- Butenschön, Helene (1874–1957), deutsche Schriftstellerin
- Butenschön, Rolf (1933–2005), deutscher Unternehmer und Erfinder
- Butenschön, Sven (* 1976), deutsch-kanadischer Eishockeyspieler und -trainer
- Butenuth, Claudia (1945–2016), deutsche Schauspielerin
- Butenuth, Hellmuth (1898–1990), deutscher Maschinenbau-Ingenieur und Unternehmer
- Buteo, Johannes, französischer Mathematiker
- Bütepage, Goswin, Ratsherr der Hansestadt Lübeck
- Buter, Anna (* 2001), niederländische Beachhandballspielerin
- Büter, Bernhard (1883–1959), deutscher Landschafts-, Tier- und Genremaler der Düsseldorfer Schule
- Büter, Bernhard (1913–1944), deutscher römisch-katholischer Landwirt und Märtyrer
- Büter, Felix (* 1959), deutscher Politiker (CDU), Bürgermeister von Ahaus
- Buter, Yvonne (* 1959), niederländische Hockeyspielerin
- Butera, Luca, italienischer Popsänger
- Butera, Sam (1927–2009), US-amerikanischer Tenorsaxophonist und Arrangeur
- Buterfas, Ivar (* 1933), deutscher Unternehmer, Autor, Holocaustüberlebender, Boxveranstalter
- Buterin, Dragan (* 1971), kroatischer Fußballspieler
- Buterin, Vitalik (* 1994), kanadisch-russischer Softwareentwickler und AutorVitalik Buterin (* 1994)

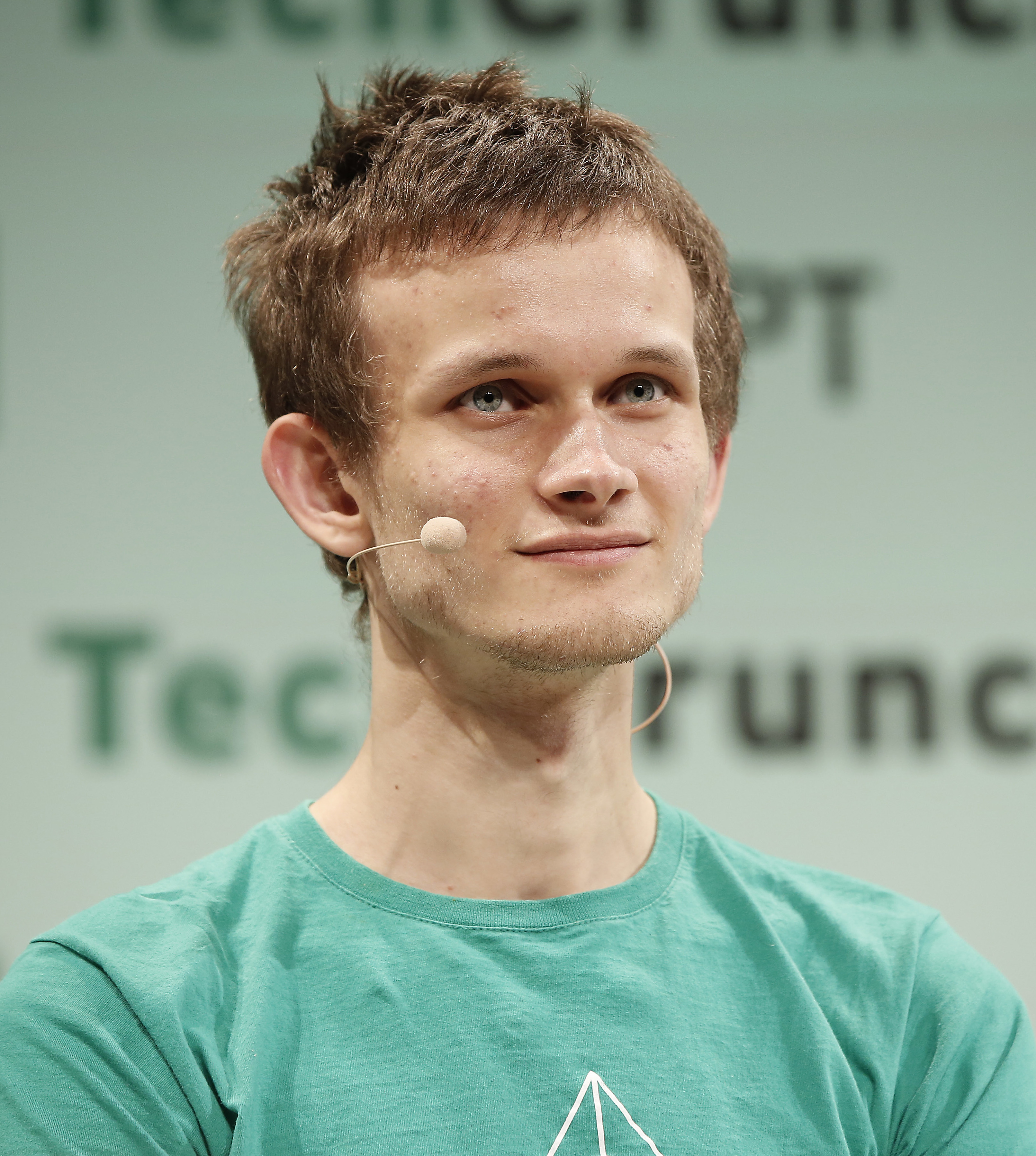
Vitalik Buterin (* 1994)

#### Buth
- Buth Diu, Politiker im Süden des Sudan
- Buth, Kai (1970–2002), deutscher Schauspieler
- Buth, Matthias (* 1951), deutscher Dichter und Schriftsteller
- Büthe, Britta (* 1988), deutsche Beachvolleyballspielerin
- Buthe, Hef (* 1946), deutscher Journalist und Schriftsteller
- Buthe, Michael (1944–1994), deutscher Künstler
- Buthelezi, Linda (* 1969), südafrikanischer Fußballspieler
- Buthelezi, Mangosuthu (1928–2023), südafrikanischer Politiker
- Buthelezi, Mbongeni (* 1965), südafrikanischer Künstler
- Buthenhoff-Duffy, Claudia (* 1959), deutsche Filmregisseurin, -produzentin und Drehbuchautorin
- Butherich († 390), römischer Heermeister
- Buthmann, Reinhard (* 1951), deutscher Historiker
- Buths, Julius (1851–1920), deutscher Pianist, Komponist und Dirigent sowie städtischer Musikdirektor in Düsseldorf

#### Buti
- Buti, Carlo (1902–1963), italienischer Sänger
- Buti, Francesco (1604–1682), Jurist, Librettist
- Buti, Francesco da (1324–1406), italienischer Humanist und Grammatiker
- Buti, Giovanni Antonio, italienischer Maler
- Buti, Maktum bin († 1852), Herrscher des Emirates Dubai
- Buti, Marco (* 1957), italienischer EU-Beamter
- Būtī, Muhammad Saʿīd Ramadān al- (1929–2013), syrischer Religionsgelehrter türkischer Herkunft
- Buti, Roland (* 1964), Schweizer Schriftsteller
- Buti, Said bin († 1859), Herrscher des Emirates Dubai
- Butibubage, Renatus Lwamosa (1918–1998), tansanischer Geistlicher, Bischof von Mwanza
- Buticchi, Marco (* 1957), italienischer Schriftsteller
- Bütikofer, Hans (1915–2011), Schweizer Bobfahrer
- Bütikofer, Reinhard (* 1953), deutscher Politiker (Bündnis 90/Die Grünen), MdL, MdEPReinhard Bütikofer (* 1953)

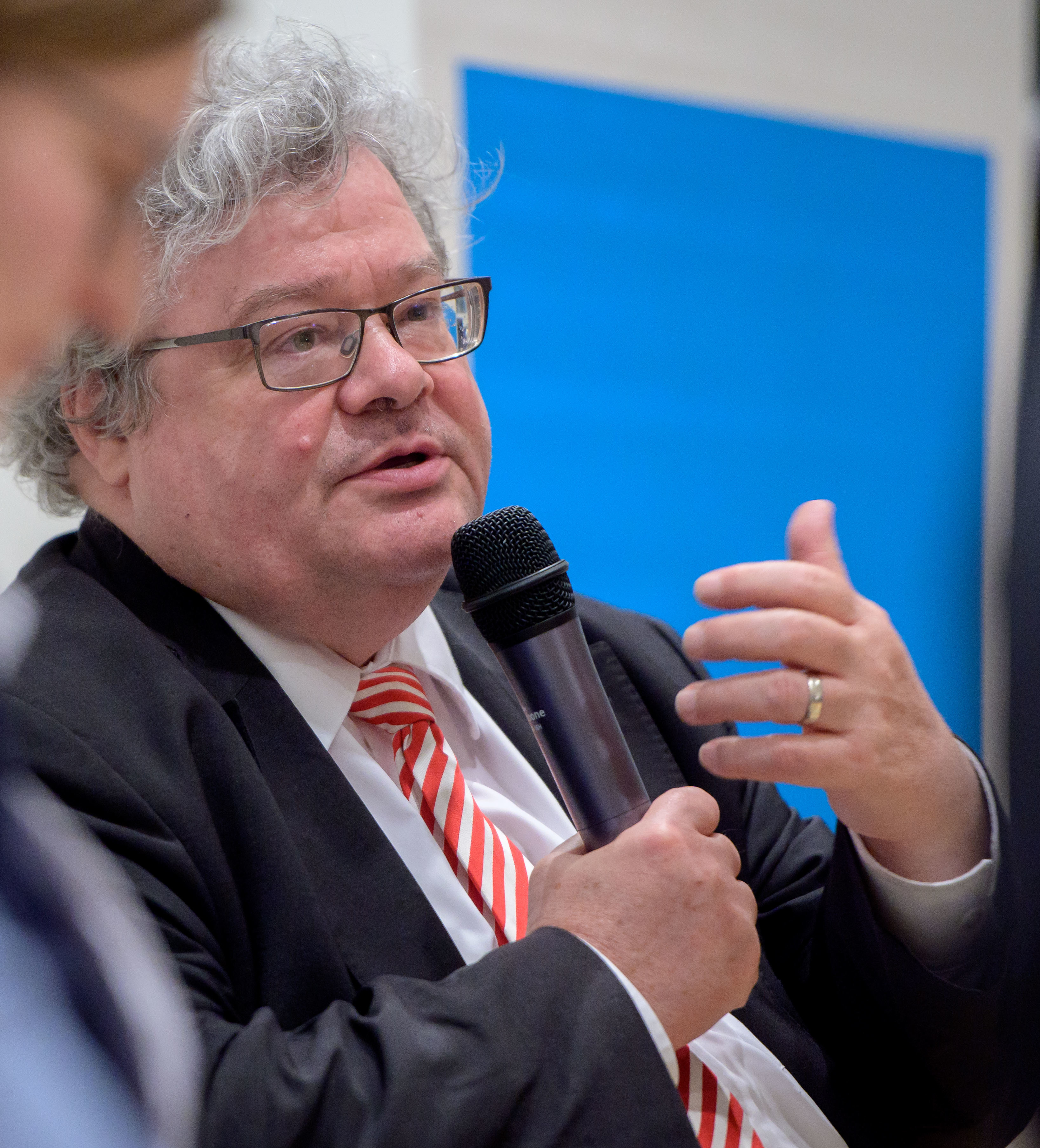
Reinhard Bütikofer (* 1953)

- Bütikofer, Sarah (* 1976), Schweizer Politologin, Chefredaktorin und Dozentin
- Bütikofer, Stefan (* 1978), Schweizer Politiker (SP)
- Butilin († 554), fränkischalamannischer Herzog der Diözese Avenches (536–554)
- Butin, Florence, französische Juristin
- Butin, Heinz (1928–2021), deutscher Phytopathologe und Forstwissenschaftler
- Butin, Hubertus (* 1964), deutscher Kunsthistoriker und Ausstellungskurator
- Butin, Michail Dmitrijewitsch (1835–1907), russischer Unternehmer und Mäzen
- Butina, Marija Walerjewna (* 1988), russische ehemalige Agentin, Waffenlobbyistin und Politikerin
- Butina, Tomislav (* 1974), kroatischer Fußballtorhüter
- Butinas, Vainius (* 1965), litauischer Jurist
- Butini, Ami (1718–1780), Genfer Plantagenbesitzer, Sklavenhalter und ethnografischer Sammler
- Butinone, Bernardino, italienischer Maler

#### Butk
- Butke, Gerhard (* 1952), deutscher Schriftsteller und Lyriker
- Butker, Harrison (* 1995), US-amerikanischer American-Football-SpielerHarrison Butker (* 1995)

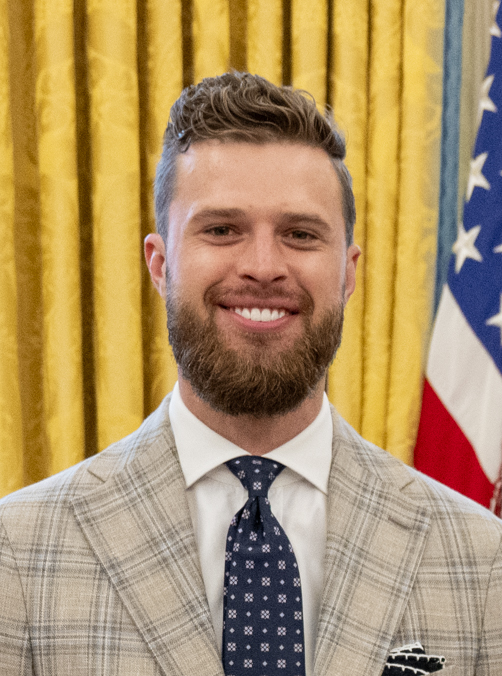
Harrison Butker (* 1995)

- Butkereit, Markus (* 1976), deutscher zeitgenössischer Multimedia-Künstler
- Butkereit, Miriam (* 1994), deutsche Judoka
- Butkevičius, Algirdas (* 1958), litauischer Politiker
- Butkevičius, Audrius (* 1960), litauischer Politiker, erster litauischer Verteidigungsminister
- Butkevičius, Juozas (* 1948), litauischer Politiker und ehemaliger Bürgermeister der Rajongemeinde Telšiai
- Butkewitsch, Adolf Weniaminowitsch (1914–1983), sowjetischer Wissenschaftler auf dem Gebiet der Geodätischen Astronomie
- Butkewitsch, Aleh (* 1972), belarussischer Geistlicher, Bischof von Witebsk
- Butkewytsch, Maksym (* 1977), ukrainischer Menschenrechtsaktivist und Journalist
- Butkiewicz, Michał (* 1942), polnischer Degenfechter
- Butko, Alexander Anatoljewitsch (* 1986), russischer Volleyballspieler
- Butko, Bohdan (* 1991), ukrainischer Fußballspieler
- Butković, Dino (* 1992), kroatischer Biathlet
- Butkovic, Luca (* 2004), deutscher Fußballspieler
- Butkow, Isaak (1909–1938), litauischer Architekt
- Butkus, Aleksas (* 1953), litauischer Politiker
- Butkus, Dick (1942–2023), US-amerikanischer American-Football-Spieler und SchauspielerDick Butkus (1942–2023)

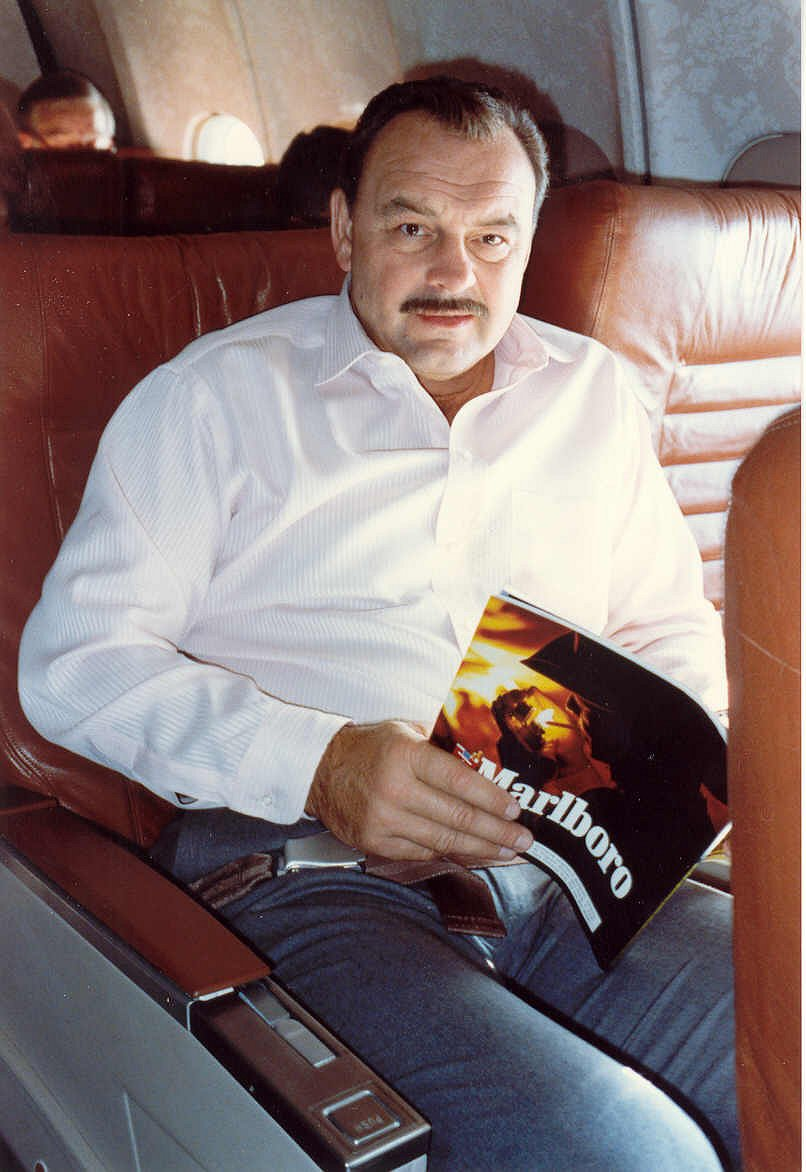
Dick Butkus (1942–2023)

- Butkus, Mindaugas (* 1961), litauischer Diplomat und Botschafter
- Butkus, Viktoras (1923–1993), litauischer Theologe
- Butkus, Vytautas (* 1949), sowjetischer Ruderer

#### Butl
- Butland, Jack (* 1993), englischer Fußballtorhüter
- Butler, Aaliyah (* 2003), US-amerikanische Sprinterin
- Bütler, Alain (* 1995), Schweizer Politiker (SVP)
- Butler, Alexander (1869–1959), US-amerikanischer Filmregisseur und Schauspieler beim britischen Film
- Butler, Algernon Lee (1905–1978), US-amerikanischer Jurist und Politiker
- Butler, Alison (* 1954), US-amerikanische Chemikerin
- Butler, Andrew (1796–1857), US-amerikanischer Politiker
- Bütler, Anton († 1874), Schweizer Maler
- Butler, Arthur (1892–1975), englischer Fußballspieler
- Butler, Arthur Gardiner (1844–1925), britischer Ornithologe, Entomologe und Arachnologe
- Butler, Arthur Lennox (1873–1939), britischer Ornithologe, Naturforscher, Kurator am Muzium Negeri Terengganu und Leiter eines Wildtier-Reservats im Sudan
- Butler, Austin (* 1991), US-amerikanischer SchauspielerAustin Butler (* 1991)

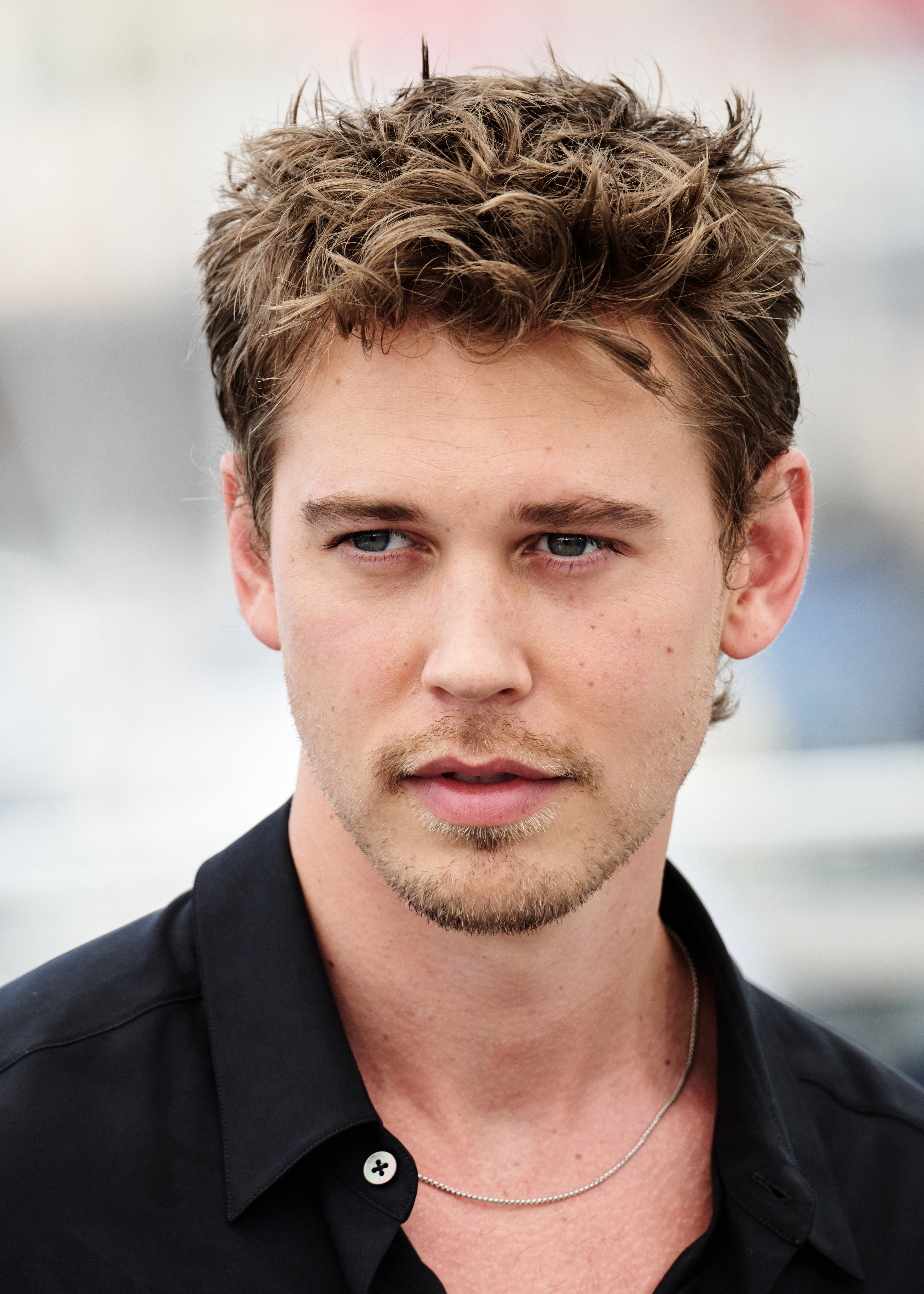
Austin Butler (* 1991)

- Butler, Basil Christopher (1902–1986), englischer Ordensgeistlicher und Weihbischof in Westminster
- Butler, Benjamin Franklin (1795–1858), US-amerikanischer Jurist und Politiker
- Butler, Benjamin Franklin (1818–1893), US-amerikanischer Jurist, Politiker und General der United States Army im Sezessionskrieg
- Butler, Bernard (1886–1959), irischer Politiker
- Butler, Bernard (* 1970), britischer Gitarrist
- Bütler, Bernarda (1848–1924), Schweizer katholische Missionarin und Ordensgründerin
- Bütler, Bernhard (1955–2018), Schweizer Berufsoffizier (Brigadier)
- Butler, Bill (1921–2023), US-amerikanischer Kameramann
- Butler, Bill (1933–2017), britischer Filmeditor
- Butler, Bill (* 1956), schottischer Politiker
- Butler, Billy (1925–1991), US-amerikanischer Jazzmusiker
- Butler, Bobby (* 1987), US-amerikanischer Eishockeyspieler
- Butler, Brandon (* 1996), US-amerikanischer Schauspieler
- Butler, Brett (* 1958), US-amerikanische Stand-up-Komikerin und SchauspielerinBrett Butler (* 1958)

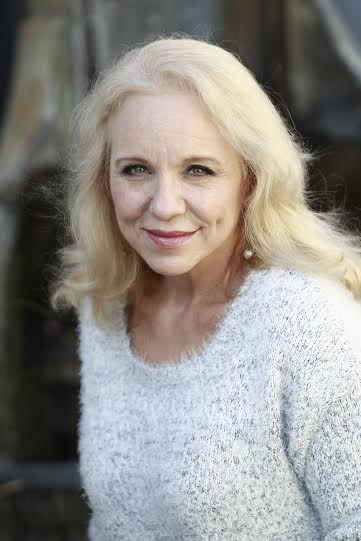
Brett Butler (* 1958)

- Butler, Brian (* 1991), deutscher Basketballspieler
- Butler, Brooke (* 1989), US-amerikanische Schauspielerin
- Butler, Carl (1927–1992), US-amerikanischer Country-Sänger
- Butler, Carl-Hubertus von (* 1950), deutscher GeneralleutnantCarl-Hubertus von Butler (* 1950)

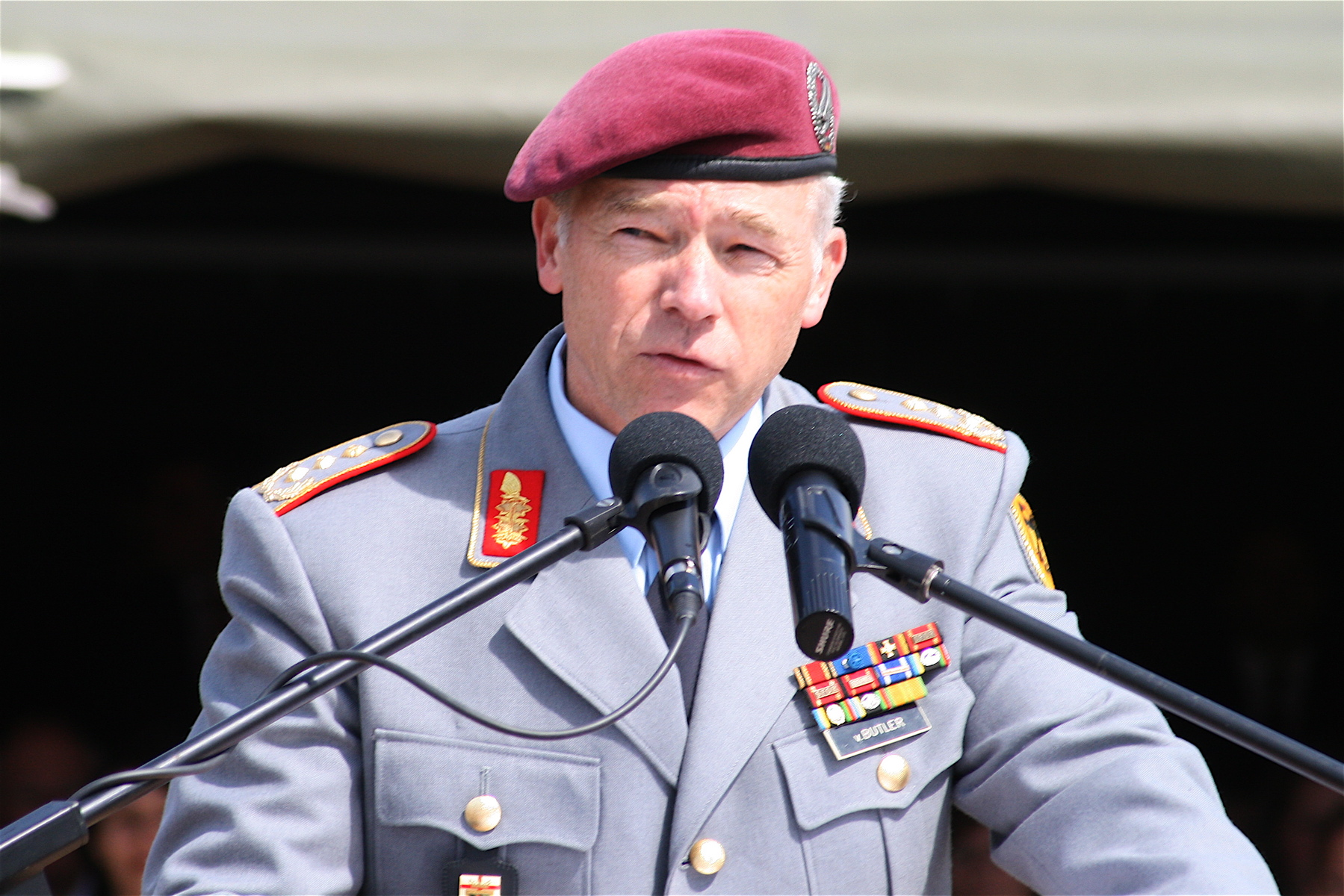
Carl-Hubertus von Butler (* 1950)

- Butler, Caron (* 1980), US-amerikanischer Basketballspieler
- Butler, Charles (1560–1647), englischer Bienenzüchter
- Butler, Chester Pierce (1798–1850), US-amerikanischer Politiker
- Butler, Chris (* 1974), britischer Filmregisseur, Animator und Drehbuchautor
- Butler, Chris (* 1986), US-amerikanischer Eishockeyspieler und -trainer
- Butler, Chris (* 1988), amerikanischer Radrennfahrer
- Butler, Chris A. (1952–1994), US-amerikanischer Szenenbildner
- Butler, Clifford Charles (1922–1999), britischer Experimentalphysiker
- Butler, Craig (* 1974), englischer Snookerspieler
- Butler, Cuthbert (1858–1934), englischer Benediktinerabt und Historiker
- Butler, Dan (* 1954), US-amerikanischer Schauspieler
- Butler, Daniel (1944–1970), US-amerikanischer Radrennfahrer
- Butler, David (1829–1891), US-amerikanischer Politiker
- Butler, David (1894–1979), US-amerikanischer Filmregisseur, Schauspieler, Drehbuchautor und Filmproduzent
- Butler, David (1924–2022), britischer Politikwissenschaftler, Wahlforscher und Hochschullehrer
- Butler, David (1927–2006), britischer Drehbuchautor und Theaterschauspieler
- Butler, Daws (1916–1988), US-amerikanischer Synchronsprecher
- Butler, Dean (* 1956), kanadisch-amerikanischer Film- und Fernsehschauspieler und DokumentarfilmproduzentDean Butler (* 1956)

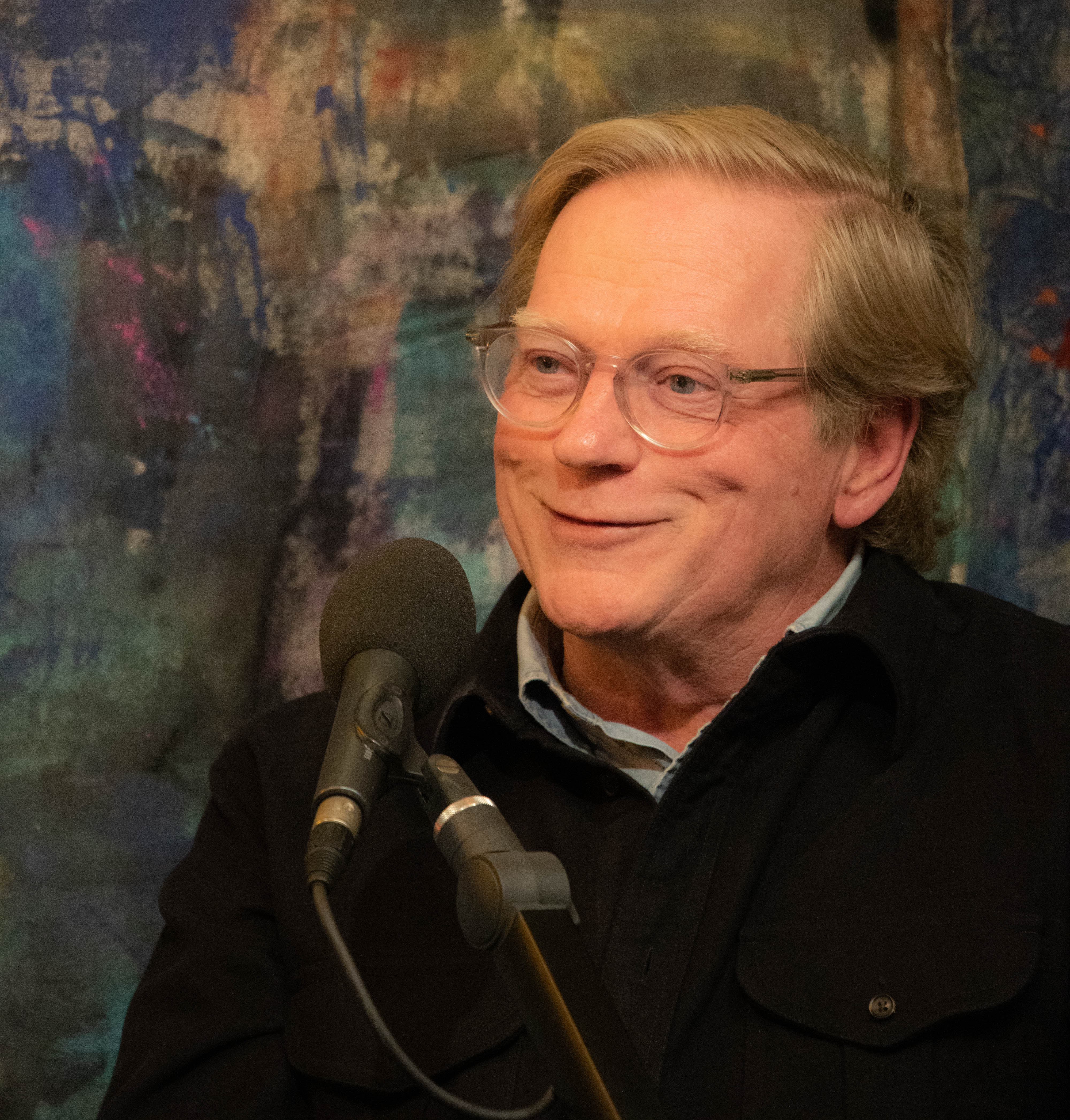
Dean Butler (* 1956)

- Butler, Dean (* 1977), australischer Hockeyspieler
- Butler, Eddie (* 1971), israelischer Sänger
- Butler, Édith (* 1942), kanadische Autorin, Komponistin, Musikerin und Schauspielerin
- Butler, Edmund, Earl of Carrick, anglo-irischer Adliger und Beamter
- Butler, Edward Arthur (1843–1916), britischer Offizier und Ornithologe
- Butler, Eleanor Charlotte (1739–1829), Ladies von Llangollen
- Butler, Eliza Marian (1885–1959), britische Germanistin
- Butler, Elizabeth, Duchess of Ormonde (1615–1684), anglo-irische Adlige
- Butler, Ellis Parker (1869–1937), US-amerikanischer Schriftsteller
- Butler, Eric (1916–2006), australischer Politiker und Journalist
- Butler, Eric (* 1974), kanadisch-britischer Basketballspieler
- Butler, Ernest (* 1934), US-amerikanischer Basketballspieler
- Butler, Ernie (1919–2002), englischer Fußballspieler
- Butler, Eugene (1894–1995), US-amerikanischer Herausgeber und Verleger
- Butler, Eugene Joseph (1900–1981), irischer römisch-katholischer Ordensgeistlicher und Bischof von Mombasa
- Butler, Eugenia (1947–2008), US-amerikanische Konzeptkünstlerin
- Butler, Everard (1885–1958), kanadischer Ruderer
- Butler, Ezra (1763–1838), US-amerikanischer Politiker
- Butler, Frank (1890–1967), US-amerikanischer Schauspieler und Drehbuchautor
- Butler, Frank (1928–1984), US-amerikanischer Jazzschlagzeuger
- Butler, Geezer (* 1949), britischer RockmusikerGeezer Butler (* 1949)

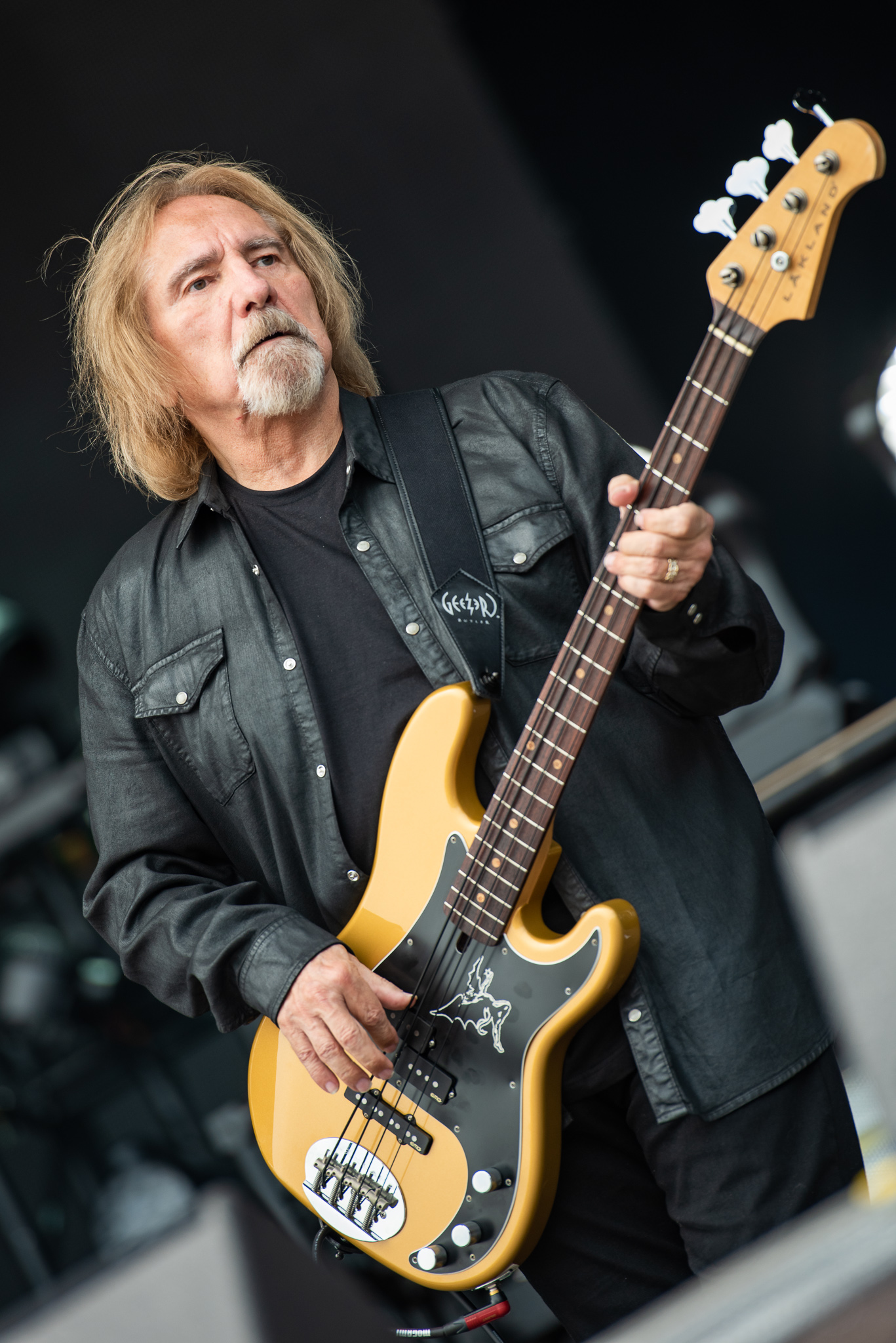
Geezer Butler (* 1949)

- Butler, George (1931–2008), US-amerikanischer Jazzproduzent
- Butler, George (1936–2005), US-amerikanischer Blues-Mundharmonikaspieler und Sänger
- Butler, George (1943–2021), britischer Dokumentarfilmer
- Butler, George Edmund (1872–1936), englischer Maler und Kriegsmaler
- Butler, George Lee (* 1939), US-amerikanischer Offizier, General der US Air Force
- Butler, Gerard (* 1969), britischer Schauspieler und FilmproduzentGerard Butler (* 1969)

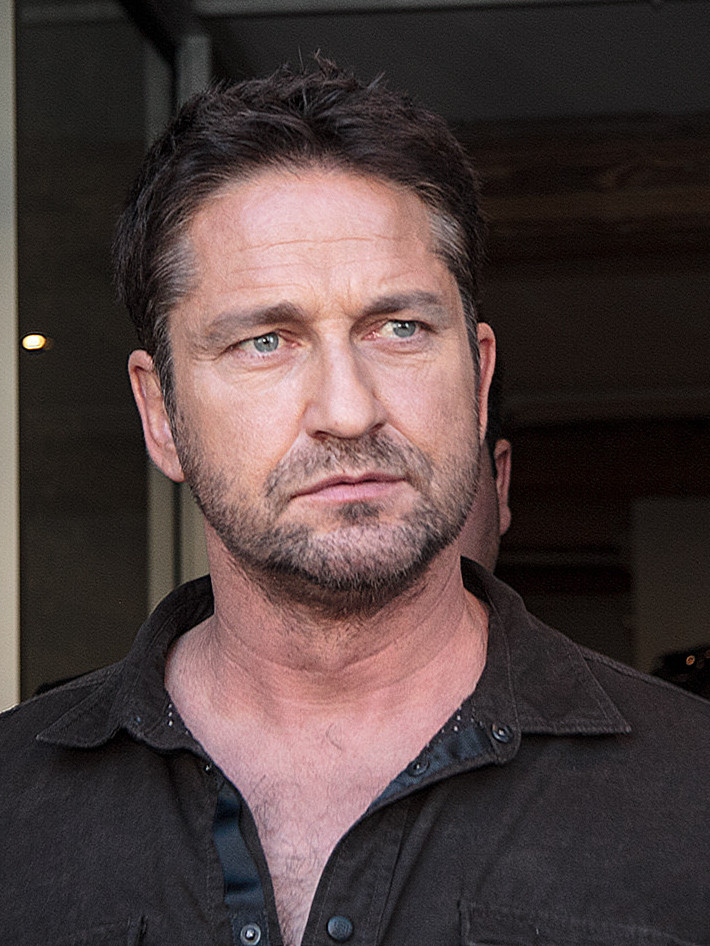
Gerard Butler (* 1969)

- Butler, Grace (1886–1962), neuseeländische Malerin
- Butler, Greg, Filmtechniker
- Butler, Gregory (* 1940), kanadischer Pianist und Musikpädagoge
- Butler, Guy (1899–1981), britischer Leichtathlet
- Butler, Gwendoline (1922–2013), britische Autorin von Kriminalromanen
- Butler, Harriet, US-amerikanische Tennisspielerin
- Bütler, Heinrich (1893–1983), Schweizer Geologe und Grönlandforscher
- Butler, Helen May (1867–1957), US-amerikanische Bandleaderin und Komponistin
- Butler, Henry (1949–2018), US-amerikanischer Jazz- und Blues-Pianist
- Butler, Horacio (1897–1983), argentinischer Maler und Schriftsteller
- Butler, Howard Crosby (1872–1922), US-amerikanischer Architekturhistoriker und Archäologe
- Butler, Hugh A. (1878–1954), US-amerikanischer Politiker (Republikanische Partei)
- Butler, Hugo (1914–1968), kanadischer Drehbuchautor
- Bütler, Hugo (* 1944), Schweizer Historiker und Journalist
- Butler, Ione (* 1985), britische Schauspielerin, Synchronsprecherin und Moderatorin
- Butler, Jack (1909–2003), US-amerikanischer Jazztrompeter und Sänger
- Butler, Jack (1927–2013), US-amerikanischer American-Football-Spieler, Scout (Sport)
- Butler, Jackie (* 1985), US-amerikanischer Basketballspieler
- Butler, Jacob (* 1982), australischer Popmusiker und Singer-Songwriter
- Butler, James (* 1972), US-amerikanischer Boxer im Supermittelgewicht
- Butler, James 2. Duke of Ormonde (1665–1745), anglo-irischer Staatsmann und Heerführer
- Butler, James Glentworth (1821–1916), US-amerikanischer presbyterianischer Geistlicher
- Butler, James Joseph (1862–1917), US-amerikanischer Politiker
- Butler, James Walter (1931–2022), britischer Bildhauer
- Butler, James, 1. Duke of Ormonde (1610–1688), anglo-irischer Staatsmann und Heerführer
- Butler, James, 3. Earl of Ormonde († 1405), irischer Earl
- Butler, James, 3. Marquess of Ormonde (1844–1919), irischer Adliger
- Butler, Jason (* 1986), US-amerikanischer Rockmusiker und PunkmusikerJason Butler (* 1986)

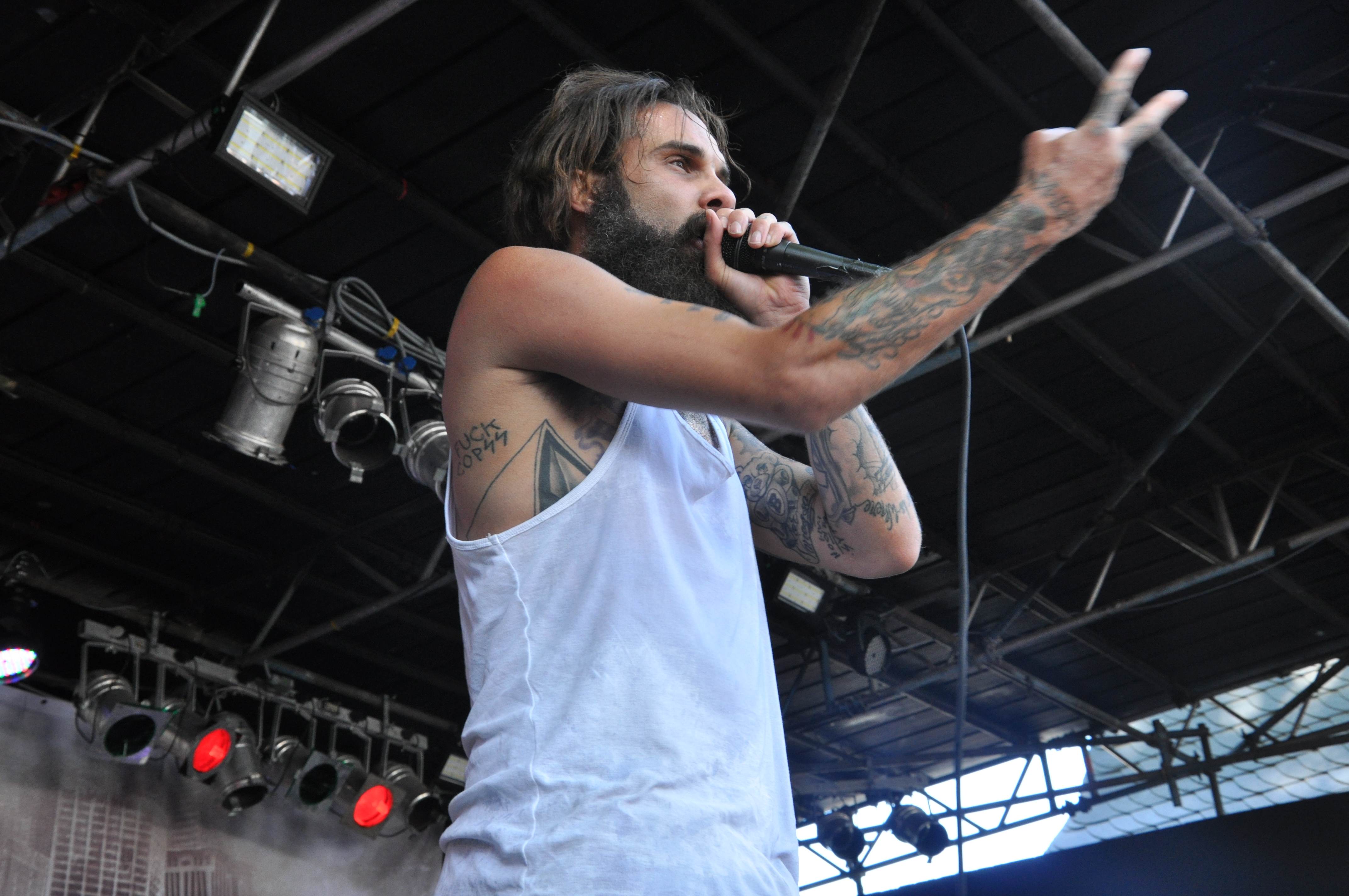
Jason Butler (* 1986)

- Butler, Jerry (1939–2025), US-amerikanischer Soul-Sänger, Komponist und Politiker
- Butler, Jerry (* 1951), kanadischer Eishockeyspieler
- Butler, Jerry (1959–2018), US-amerikanischer Pornofilmdarsteller
- Butler, Jim (* 1971), US-amerikanischer Tischtennisspieler
- Butler, Jimmy (* 1989), US-amerikanischer BasketballspielerJimmy Butler (* 1989)

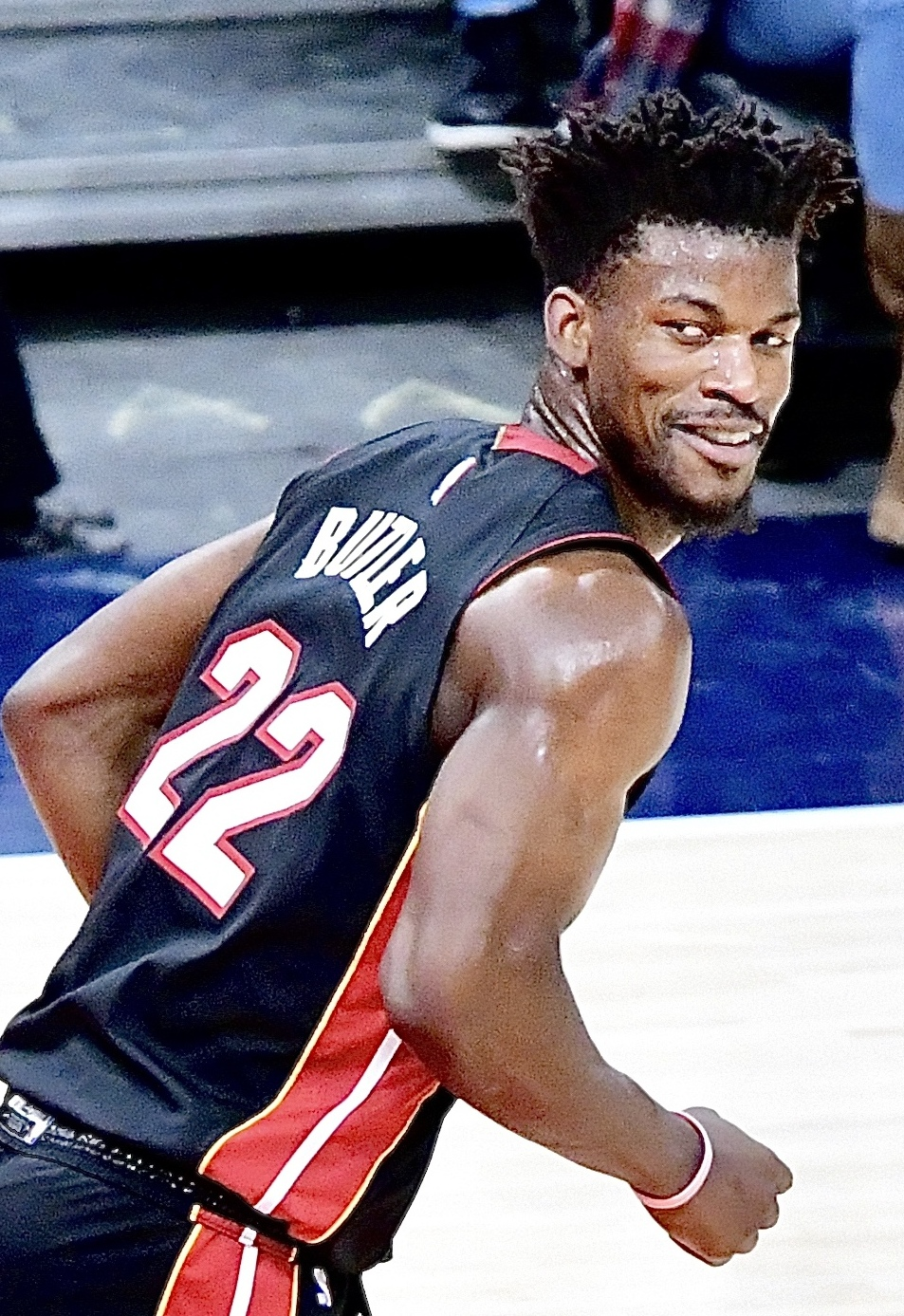
Jimmy Butler (* 1989)

- Butler, John (1728–1796), britischer loyalistischer Kolonist in Nordamerika
- Butler, John (1884–1967), kanadischer Filmschauspieler
- Butler, John (* 1986), US-amerikanischer Basketballschiedsrichter
- Butler, John Alfred Valentine (1899–1977), britischer Chemiker
- Butler, John Cornelius (1887–1953), US-amerikanischer Politiker
- Butler, John Marshall (1897–1978), US-amerikanischer Politiker
- Butler, John S. (* 1947), US-amerikanischer Soziologe und Wirtschaftswissenschaftler
- Butler, Jonathan Lowell (1939–1974), US-amerikanischer Romanist und Italianist
- Butler, Joseph (1692–1752), englischer Bischof, Philosoph und Theologe
- Bütler, Joseph Niklaus († 1885), Schweizer Maler
- Butler, Josephine (1828–1906), britische Feministin und Leitfigur in der Kampagne gegen die Contagious Diseases Acts
- Butler, Joshua, US-amerikanischer Filmregisseur und Filmproduzent
- Butler, Josiah (1779–1854), US-amerikanischer Politiker
- Butler, Judith (* 1956), US-amerikanische Philosophin, Hochschullehrerin und AutorinJudith Butler (* 1956)

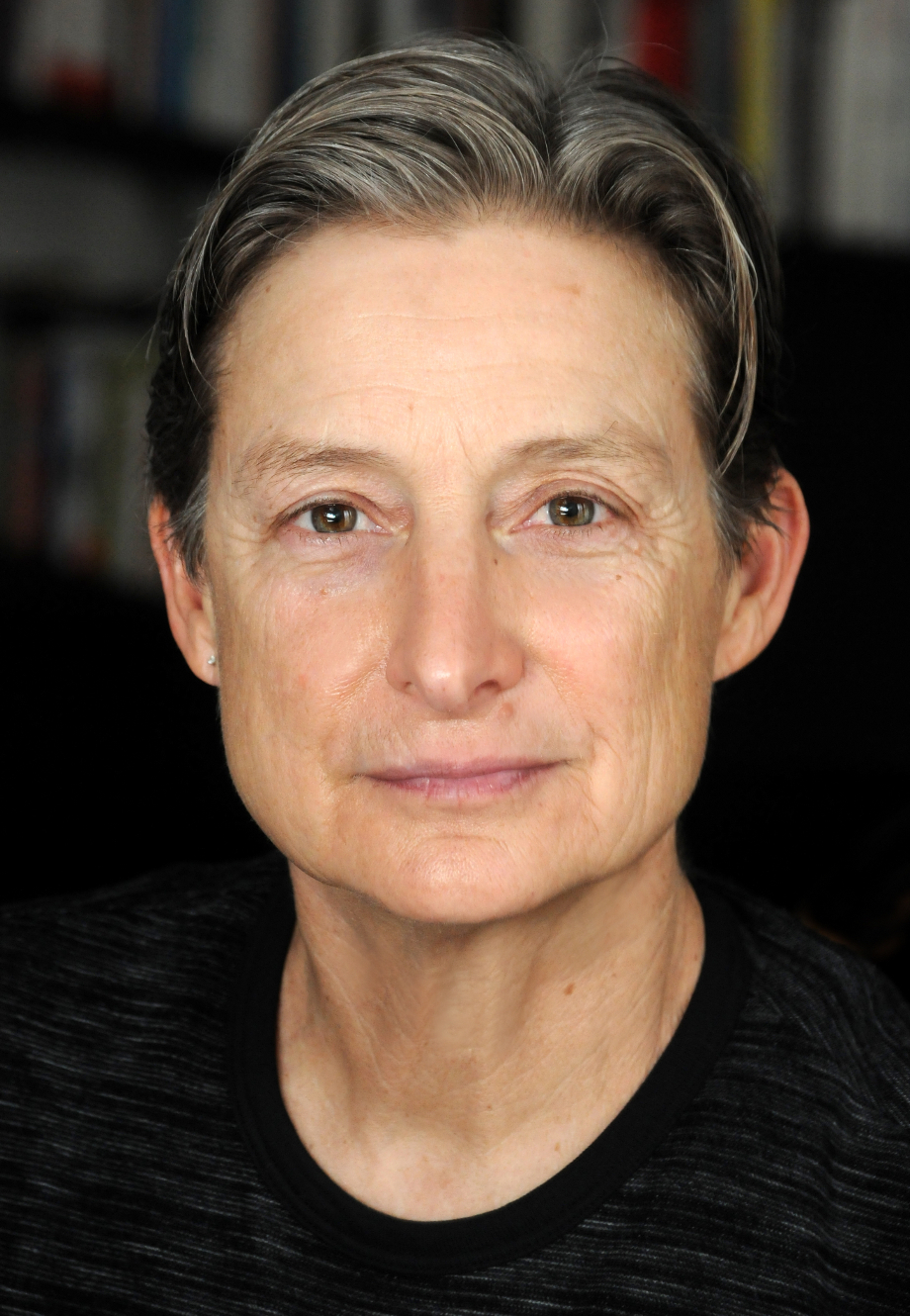
Judith Butler (* 1956)

- Butler, Justin (* 2001), US-amerikanisch-deutscher Fußballspieler
- Butler, Kaila (* 1998), kanadische Hammerwerferin
- Butler, Keith (1938–2019), englischer Radrennfahrer
- Butler, Kind III (* 1989), US-amerikanischer Sprinter
- Butler, Kirker, US-amerikanischer Autor
- Butler, Kyle (* 1998), jamaikanischer Fußballspieler
- Butler, Laphonza (* 1979), US-amerikanische Gewerkschafterin, Politikberaterin und Politikerin (Demokratische Partei)
- Butler, Larry (* 1957), US-amerikanischer Dartspieler
- Butler, LaVerne (* 1962), US-amerikanische Jazzsängerin
- Butler, Lawrence W. (1908–1988), US-amerikanischer Filmtechniker und Spezialeffektkünstler
- Butler, Lester (1959–1998), US-amerikanischer Blues-Musiker
- Butler, Lloyd (1924–1991), US-amerikanischer Ruderer und leitender Angestellter
- Butler, Lucy, US-amerikanische Schauspielerin
- Butler, M. Caldwell (1925–2014), US-amerikanischer Politiker
- Butler, Malcolm (* 1990), US-amerikanischer American-Football-SpielerMalcolm Butler (* 1990)

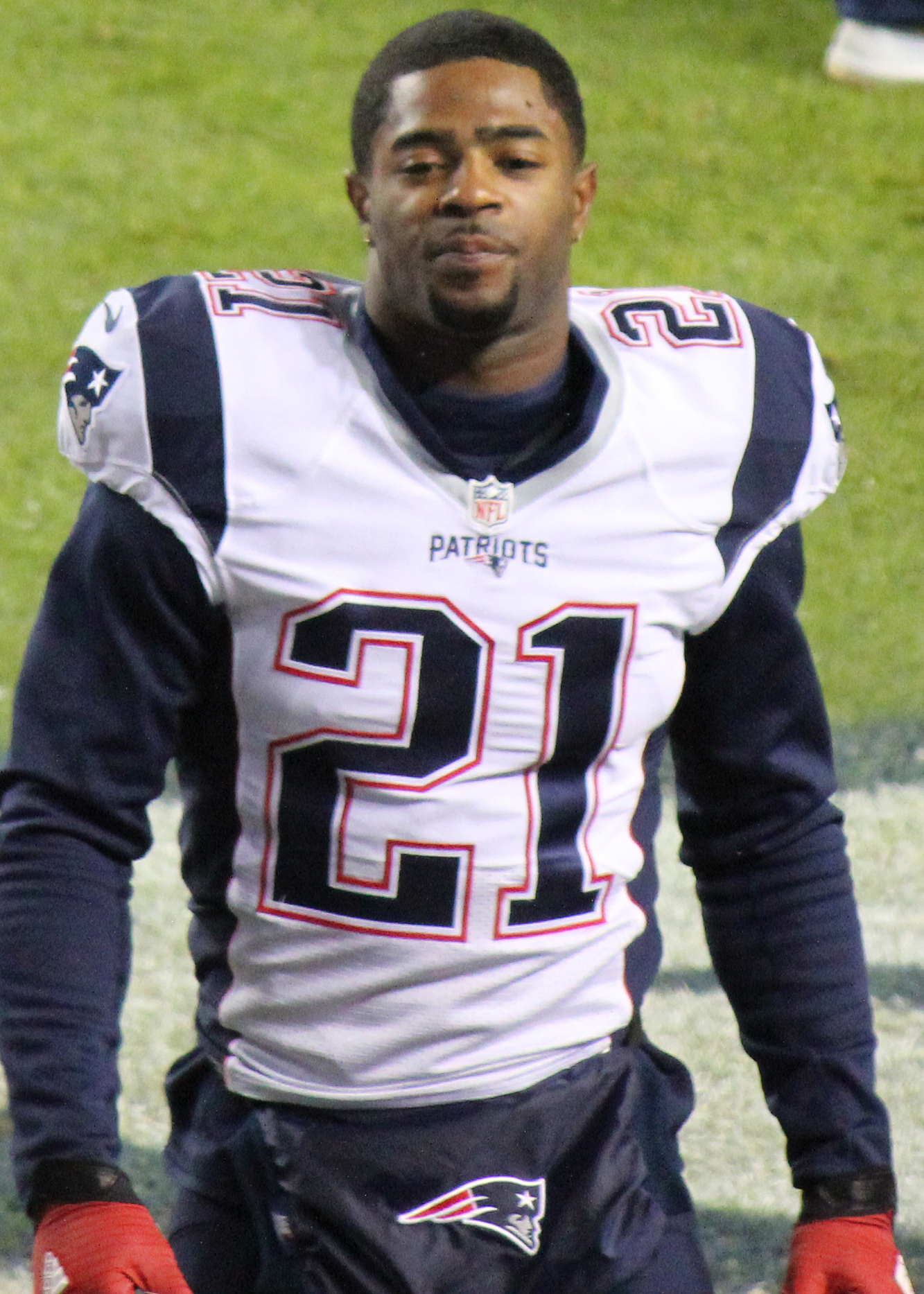
Malcolm Butler (* 1990)

- Butler, Margaret K. (1924–2013), US-amerikanische Mathematikerin
- Butler, Margaret Mary (1883–1947), neuseeländische Aquarellistin und Bildhauerin
- Butler, Margaret, Countess of Ormonde († 1542), irische Adlige
- Butler, Marilyn (1937–2014), britische Literaturwissenschaftlerin
- Butler, Marion (1863–1938), US-amerikanischer Politiker (Populist Party)
- Bütler, Markus (* 1972), Schweizer Eishockeyspieler
- Butler, Martin (* 1952), australischer Filmregisseur, Drehbuchautor und Filmproduzent
- Butler, Mary (* 1966), irische Politikerin (Fianna Fáil)
- Butler, Mary, Countess of Arran (1651–1668), schottisch-englische Adlige
- Butler, Matthew (1836–1909), US-amerikanischer Politiker und Senator, General der Konföderierten Staaten im Amerikanischen Bürgerkrieg
- Butler, Matthew, Filmtechniker für visuelle Effekte
- Butler, Megan, Schauspielerin
- Butler, Mervyn (1913–1976), britischer General
- Butler, Michael (* 1945), US-amerikanischer Kameramann
- Butler, Mike (* 1961), kanadischer Badmintonspieler
- Butler, Milo B. (1906–1979), bahamaischer Politiker und Generalgouverneur der Bahamas
- Butler, Misia (* 2001), britischer Schauspieler
- Bütler, Monika (* 1961), Schweizer Ökonomin
- Butler, Mounce Gore (1849–1917), US-amerikanischer Politiker
- Butler, Nat (1870–1943), US-amerikanischer Radrennfahrer
- Butler, Nathin (* 1985), australischer Schauspieler und Filmschaffende
- Butler, Nicholas Murray (1862–1947), US-amerikanischer Philosoph und Publizist; Friedensnobelpreisträger 1931
- Butler, Nickolas (* 1979), US-amerikanischer Schriftsteller
- Bütler, Niklaus (1786–1864), Schweizer Kunstmaler
- Butler, Octavia E. (1947–2006), amerikanische Science-Fiction-AutorinOctavia E. Butler (1947–2006)

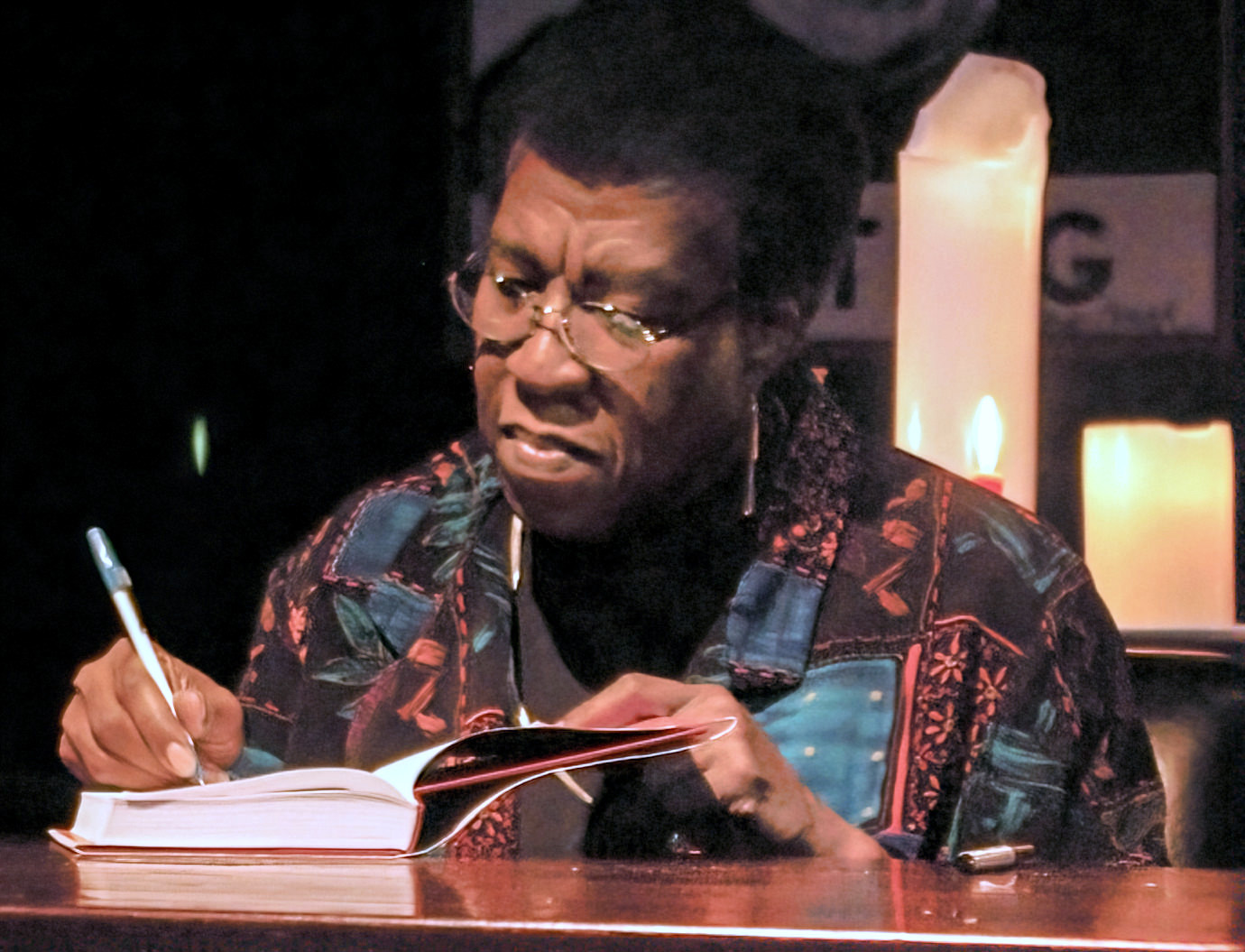
Octavia E. Butler (1947–2006)

- Butler, Paul (* 1955), britischer Bischof der Anglikanischen Gemeinschaft, Mitglied des House of Lords
- Butler, Paul (* 1988), britischer Boxer im Bantamgewicht
- Butler, Percy M. (1912–2015), britischer Wirbeltier-Paläontologe und Zoologe
- Butler, Peter A. (* 1949), britischer experimenteller Kernphysiker
- Butler, Peter von (1913–2010), deutscher Militär, Generalleutnant der Bundeswehr
- Butler, Peter von (1940–2014), deutscher Diplomat
- Butler, Pierce (1744–1822), irisch-amerikanischer Politiker
- Butler, Pierce (1866–1939), US-amerikanischer Jurist
- Butler, Pierce Mason (1798–1846), Gouverneur von South Carolina
- Butler, Piers, 8. Earl of Ormonde († 1539), irischer Peer und Lord Deputy of Ireland
- Butler, Quincy (* 2001), US-amerikanischer Fußballspieler
- Butler, R. Paul (* 1960), US-amerikanischer Astronom
- Butler, Rab (1902–1982), britischer konservativer Politiker, Mitglied des House of Commons
- Butler, Ray (* 1965), irischer Politiker (Fine Gael)
- Butler, Reginald Cotterell (1913–1981), britischer Bildhauer
- Butler, Richard (1850–1925), australischer Politiker (Liberal Party), Premierminister von South Australia
- Butler, Richard (1870–1935), britischer Offizier der Army, zuletzt Lieutenant-General
- Butler, Richard (* 1942), australischer Diplomat, Gouverneur von Tasmanien
- Butler, Richard (* 1956), englischer Sänger und Songwriter
- Butler, Richard Layton (1885–1966), australischer Wirtschaftsmanager und Politiker (Liberal Party), zweimaliger Premierminister von South Australia
- Bütler, Robert (1915–1996), Schweizer Jesuit und Islamwissenschaftler
- Butler, Robert (1927–2023), US-amerikanischer Regisseur und Filmproduzent
- Butler, Robert Neil (1927–2010), US-amerikanischer Mediziner, Gerontologe, Hochschullehrer, Autor und Pulitzer-Preisträger
- Butler, Robert Olen (* 1945), US-amerikanischer Schriftsteller und Hochschullehrer
- Butler, Robert R. (1881–1933), US-amerikanischer Politiker
- Butler, Robin, Baron Butler of Brockwell (* 1938), britischer Staatsbediensteter
- Butler, Roderick R. (1827–1902), US-amerikanischer Politiker
- Butler, Ron, US-amerikanischer Schauspieler
- Butler, Ross (* 1990), US-amerikanischer Schauspieler
- Butler, Rupert (* 1933), englischer Sachbuch-Autor
- Butler, Ruprecht Horst von (* 1967), deutscher Brigadegeneral und Kommandeur der Panzergrenadierbrigade 37Ruprecht Horst von Butler (* 1967)

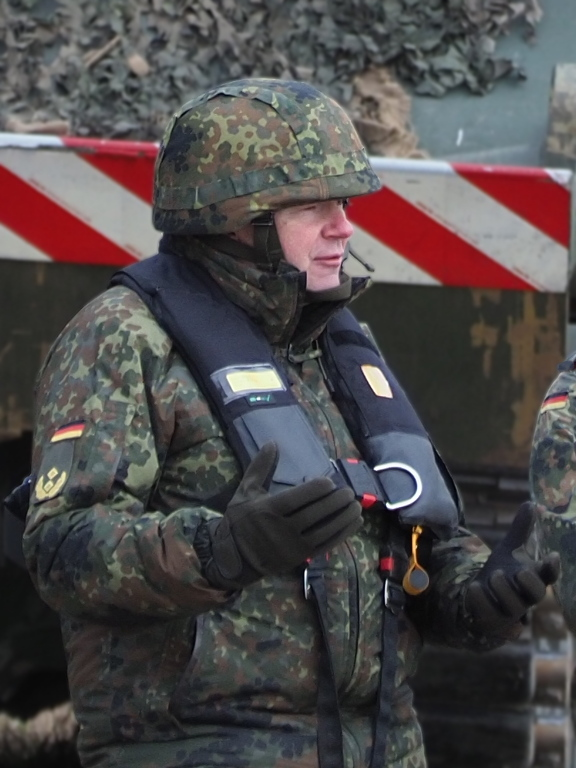
Ruprecht Horst von Butler (* 1967)

- Butler, Ruprecht von (1924–2024), deutscher Offizier, zuletzt Generalmajor der Bundeswehr
- Butler, Sampson H. (1803–1848), US-amerikanischer Politiker
- Butler, Samuel (1612–1680), englischer Dichter
- Butler, Samuel (1774–1839), englischer Gelehrter und anglikanischer Bischof
- Butler, Samuel (1835–1902), britischer Schriftsteller, Komponist, Philologe, Maler und Gelehrter
- Butler, Sarah (* 1985), US-amerikanische SchauspielerinSarah Butler (* 1985)

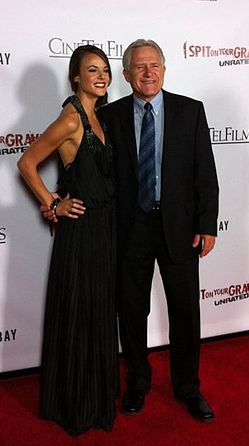
Sarah Butler (* 1985)

- Butler, Smedley D. (1881–1940), Generalmajor beim United States Marine Corps
- Butler, Sol (1895–1954), US-amerikanischer Weitspringer
- Butler, Stefan, britischer Schauspieler
- Butler, Steve (* 1963), englischer Badmintonspieler
- Butler, Stuart Thomas (1926–1982), australischer Physiker
- Butler, Thomas (1785–1847), US-amerikanischer Politiker
- Butler, Thomas (1871–1928), britischer Tauzieher
- Butler, Thomas (1932–2019), US-amerikanischer Bobfahrer
- Butler, Thomas B. (1806–1873), US-amerikanischer Politiker
- Butler, Thomas Bothwell (1866–1931), US-amerikanischer Politiker
- Butler, Thomas Frederick (* 1940), britischer anglikanischer Bischof
- Butler, Thomas S. (1855–1928), US-amerikanischer Politiker
- Butler, Thomas, 6. Earl of Ossory (1634–1680), anglo-irischer Militär und Politiker
- Butler, Tim, US-amerikanischer Basketballtrainer
- Butler, Tom (* 1878), US-amerikanischer Radsportler
- Butler, Tom (* 1951), kanadischer Schauspieler
- Butler, Toure (* 1977), US-amerikanischer Footballspieler
- Butler, Uriah (1897–1977), trinidadischer Politiker, Arbeiterführer und Prediger
- Butler, Victor (* 1987), US-amerikanischer American-Football-Spieler und Canadian-Football-Spieler
- Butler, Walter († 1634), irischer Oberst im Heer Wallensteins und an dessen Ermordung beteiligt
- Butler, Walter Ernest (1898–1978), englischer Parapsychologe, Okkultist und Schriftsteller
- Butler, Walter Halben (1852–1931), US-amerikanischer Politiker
- Butler, William (1759–1821), britisch-amerikanischer Politiker
- Butler, William (1790–1850), US-amerikanischer Politiker
- Butler, William (* 1982), US-amerikanischer Multiinstrumentalist
- Butler, William Francis (1838–1910), britischer Generalleutnant und Autor
- Butler, William J. (1860–1927), US-amerikanischer Schauspieler der Stummfilmzeit
- Butler, William M. (1861–1937), US-amerikanischer Politiker
- Butler, William Orlando (1791–1880), US-amerikanischer Politiker
- Butler, Win (* 1980), amerikanischer Sänger, Gitarrist, Pianist, Bassist und Songwriter
- Butler, Yancy (* 1970), US-amerikanische SchauspielerinYancy Butler (* 1970)

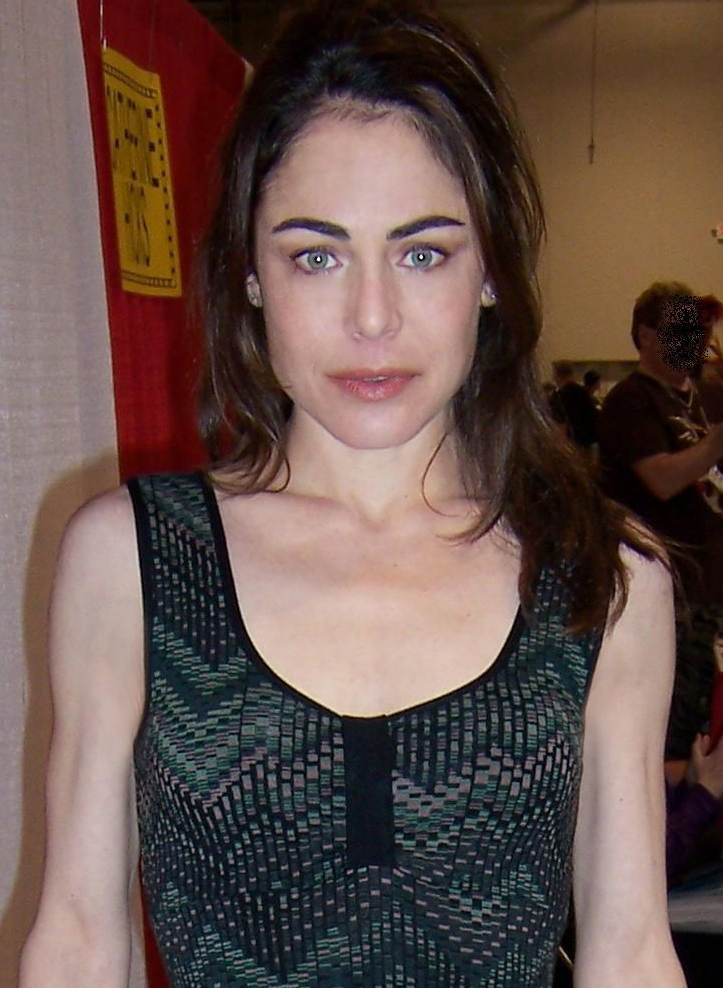
Yancy Butler (* 1970)

- Butler-Emmett, Michelle (* 1983), südafrikanische Badmintonspielerin
- Butler-Haimhausen, Viktorine von (1811–1902), deutsche Sozialreformerin, Philanthropin und Schriftstellerin
- Butler-Henderson, Vicki (* 1972), britische Rennfahrerin und Fernsehmoderatorin
- Butler-Sloss, Elizabeth (* 1933), britische Juristin
- Butlerow, Alexander Michailowitsch (1828–1886), russischer Chemiker
- Butlin, Claude M. (* 1877), Fußballspieler, Tennisspieler und Golfer
- Butlin, Noel George (1921–1991), australischer Wirtschaftswissenschaftler und -historiker
- Butlin, Roger (* 1955), britischer Evolutionsbiologe und Genetiker
- Butlin, Sydney James (1910–1977), australischer Wirtschaftswissenschaftler und -historiker

#### Butm
- Butman, Igor (* 1961), russischer Jazzmusiker und Jazzclubbetreiber
- Butman, Oleg (* 1966), russischer Jazz-Schlagzeuger und Komponist
- Butman, Samuel (1788–1864), US-amerikanischer Politiker

#### Butn
- Butnaru, Leo (* 1949), moldauischer Dichter, Übersetzer und Essayist
- Bütner, Crato (1616–1679), deutscher Komponist
- Butnorius, Algimantas (1946–2017), litauischer Schachspieler

#### Buto
- Butola, Ranbir Singh, indischer Manager
- Butollo, Willi (* 1944), österreichischer Psychologe und Autor
- Butoma, Boris Jewstafjewitsch (1907–1976), sowjetischer Politiker und Minister für die Schiffbauindustrie
- Butön Rinchen Drub (1290–1364), tibetischer Abt des Klosters Xalu und buddhistischer Gelehrter der Sagya-Schule
- Butor, Michel (1926–2016), französischer Schriftsteller des nouveau romanMichel Butor (1926–2016)

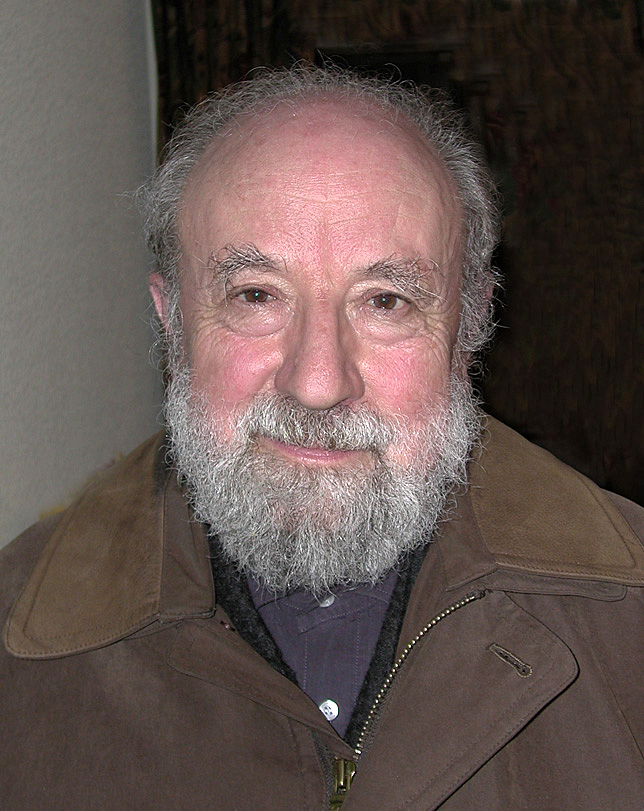
Michel Butor (1926–2016)

- Butorac, Eric (* 1981), US-amerikanischer Tennisspieler
- Butorac, Paul (1888–1966), jugoslawischer Priester, Bischof von Kotor und Dubrovnik
- Bútorová, Zora (* 1949), slowakische Soziologin
- Butotschnow, Anton (* 1983), rumänisch-ukrainischer Eishockeyspieler
- Bütow, Alfred (1902–1986), deutscher Szenenbildner bei Film und Fernsehen
- Bütow, Andreas (* 1967), deutscher Drehbuchautor und Formatentwickler
- Bütow, Birgit (* 1961), deutsche Soziologin und Hochschullehrerin
- Bütow, Buzz (1943–2004), deutscher Cartoonist, Grafik-Designer, Film- und Literaturrezensent
- Bütow, Eberhard (1894–1946), deutscher Politiker (NSDAP), MdR, MdL
- Bütow, Friedrich Carl Wilhelm (* 1813), deutscher Orgelbauer
- Bütow, Hans (1894–1974), deutscher Konteradmiral im Zweiten Weltkrieg
- Bütow, Hans (1900–1991), deutscher Journalist und Schriftsteller
- Bütow, Hellmuth G. (1925–1990), deutscher Soziologe und Hochschullehrer
- Bütow, Johann, deutscher evangelisch-lutherischer Pfarrer und Schriftsteller
- Bütow, Michael (* 1966), deutscher Fernsehproduzent
- Bütow, Paul (1854–1926), deutscher Orgelbauer in der Neumark
- Bütow, Renate (* 1947), deutsche Journalistin und Redakteurin
- Butowa, Alla Alexandrowna (1950–2016), sowjetische Eisschnellläuferin
- Butowskaja, Marina Lwowna (* 1959), sowjetisch-russische Ethologin, Anthropologin und Hochschullehrerin
- Butowski, Alexei Dmitrijewitsch (1838–1917), russischer General, Militärpädagoge und Gründungsmitglied des Internationalen Olympischen Komitees (IOC)

#### Butr
- Butragueño, Emilio (* 1963), spanischer FußballspielerEmilio Butragueño (* 1963)

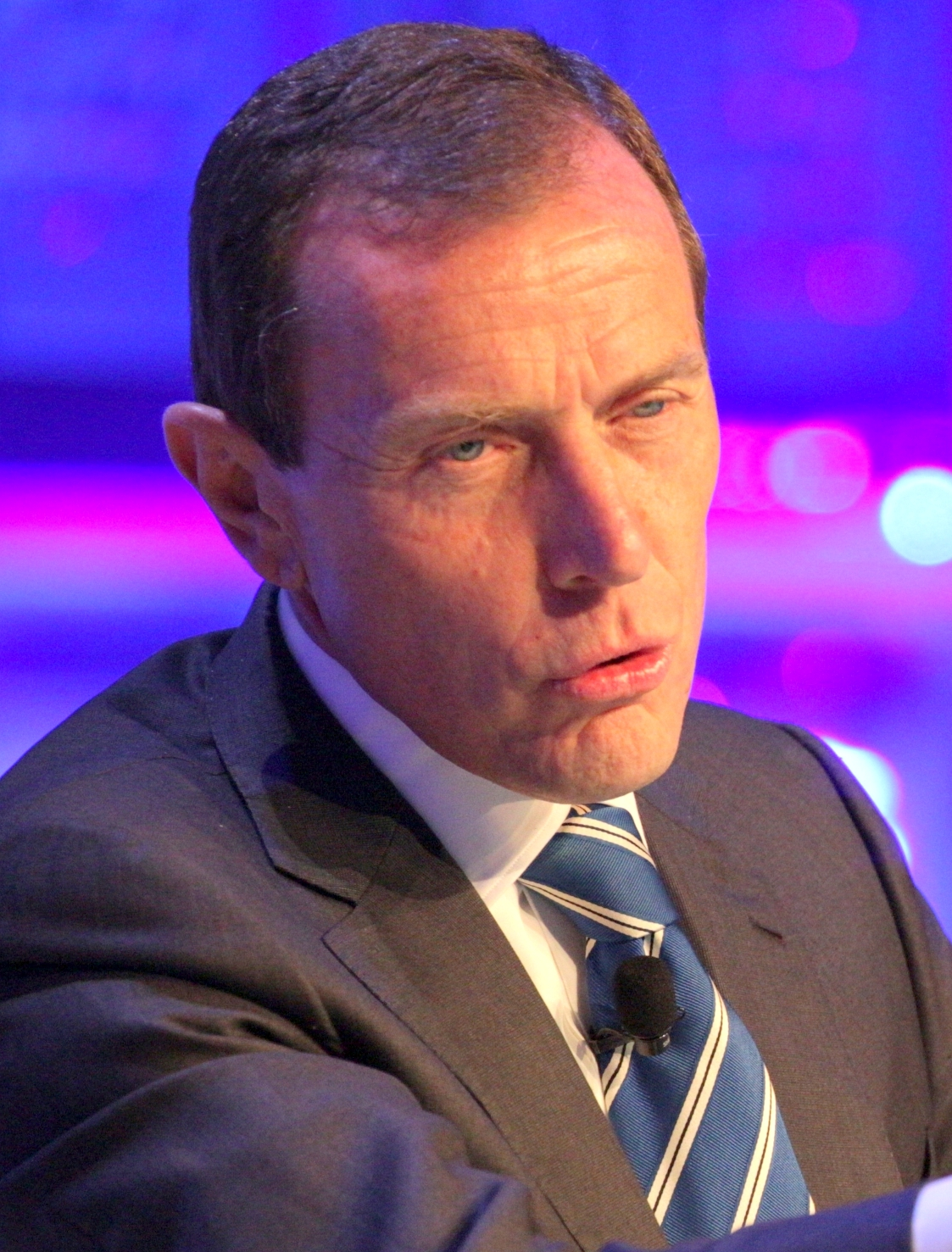
Emilio Butragueño (* 1963)

- Butrej, Michael (* 1968), deutscher Fußballspieler
- Butrick, Merritt (1959–1989), US-amerikanischer Schauspieler
- Butriks, Andrejs (* 1982), lettischer Fußballspieler
- Butrimas, Adomas (* 1955), litauischer Archäologe
- Butrón, Juan (1900–1992), spanischer Karambolagespieler und mehrfacher Weltmeister
- Butrovich, John (1910–1997), US-amerikanischer Politiker
- Butrus, Basimah Yusuf (* 1963), irakische Biochemikerin und Politikerin
- Butrym, Witalij (* 1991), ukrainischer Sprinter

#### Buts
- Buts, Thomas, deutscher Schauspiel-Stimmlehrer
- Butsch, Daniela (* 1957), deutsche Medienkünstlerin
- Butsch, Fidelis (1805–1879), deutscher Buchhändler und Bibliophiler
- Butsch, Karl (1893–1974), deutscher Bankkaufmann
- Butsch, Simon (* 1992), deutscher American-Football-Spieler
- Butschatschenko, Anatoli Leonidowitsch (* 1935), russischer Physikochemiker
- Butscheidt, Anton (1878–1949), deutscher Architekt und Bauunternehmer
- Butscheidt, Walter (1923–1980), deutscher Fußballspieler
- Butschek, Felix (* 1932), österreichischer Wirtschaftshistoriker
- Butscher, Arsenius (1928–2013), deutscher Motorradrennfahrer
- Butscher, Brigitte (* 1957), deutsche Fußballtorhüterin
- Butscher, Heiko (* 1980), deutscher Fußballspieler und -trainerHeiko Butscher (* 1980)

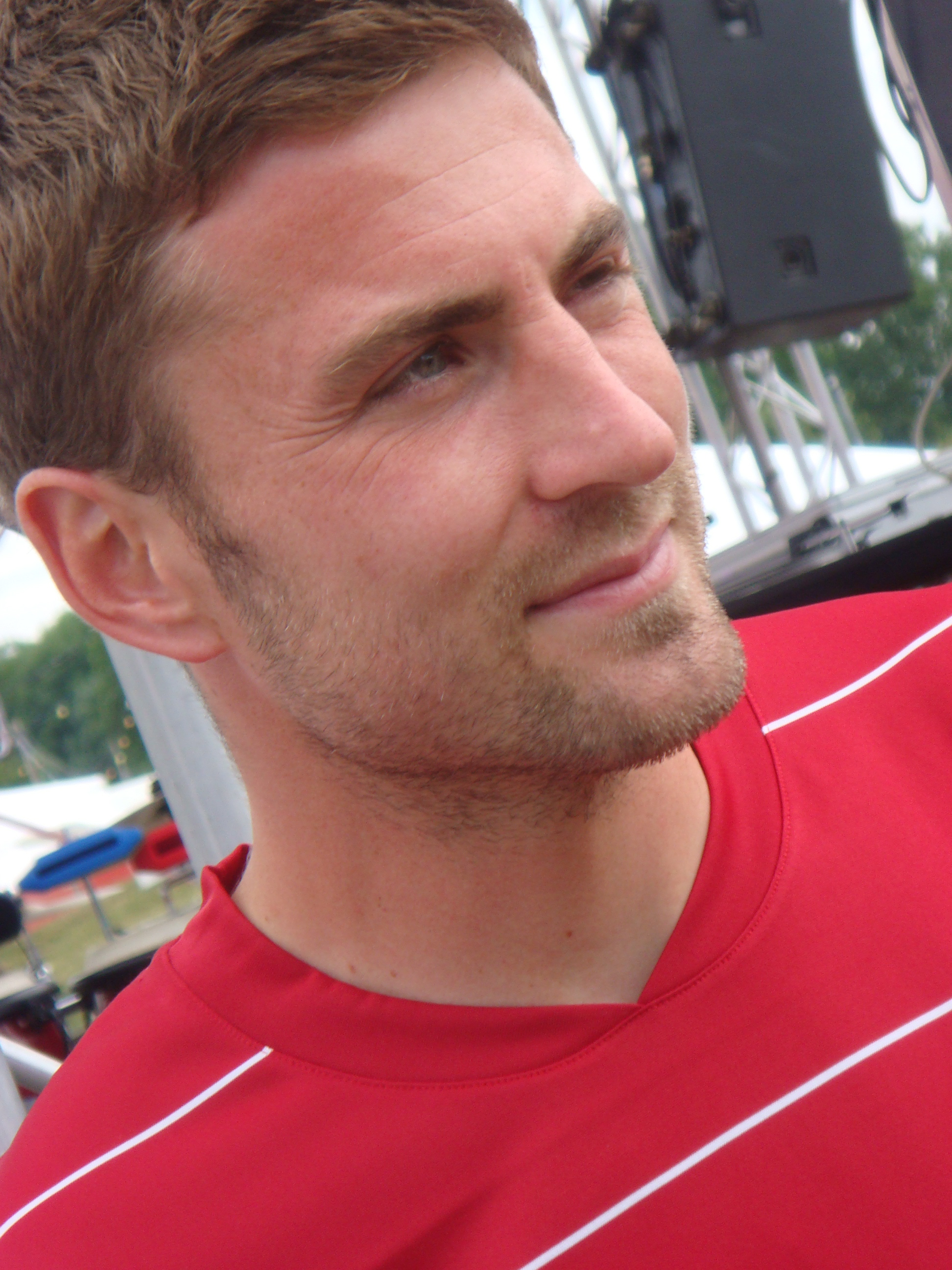
Heiko Butscher (* 1980)

- Butscher, Paul, Schweizer Jazzmusiker (Trompete, Synthesizer)
- Butschina, Jana Alexandrowna (* 1992), russische Tennisspielerin
- Butschkau, Anja (* 1966), deutsche Politikerin (SPD), MdL
- Butschkau, Fritz (1901–1971), deutscher Bankmanager
- Butschkow, Peter (* 1944), deutscher Cartoonist
- Butschkow, Ralf (* 1962), deutscher Illustrator
- Butschky, Samuel von (1612–1678), populärphilosophischer Schriftsteller
- Bütschli, Otto (1848–1920), deutscher Zoologe und Hochschullehrer
- Butschnewitsch, Pawel Andrejewitsch (* 1995), russischer Eishockeyspieler
- Butschukuri, Luka (* 2004), georgischer Skirennläufer

#### Butt
- Butt, Anisa (* 1993), britische Schauspielerin
- Butt, Archibald (1865–1912), US-amerikanischer Militärberater
- Butt, Charles (* 1938), US-amerikanischer Unternehmer
- Butt, Clara (1872–1936), britische Sängerin (Alt)
- Butt, Hans Jörg (* 1974), deutscher FußballtorhüterHans Jörg Butt (* 1974)

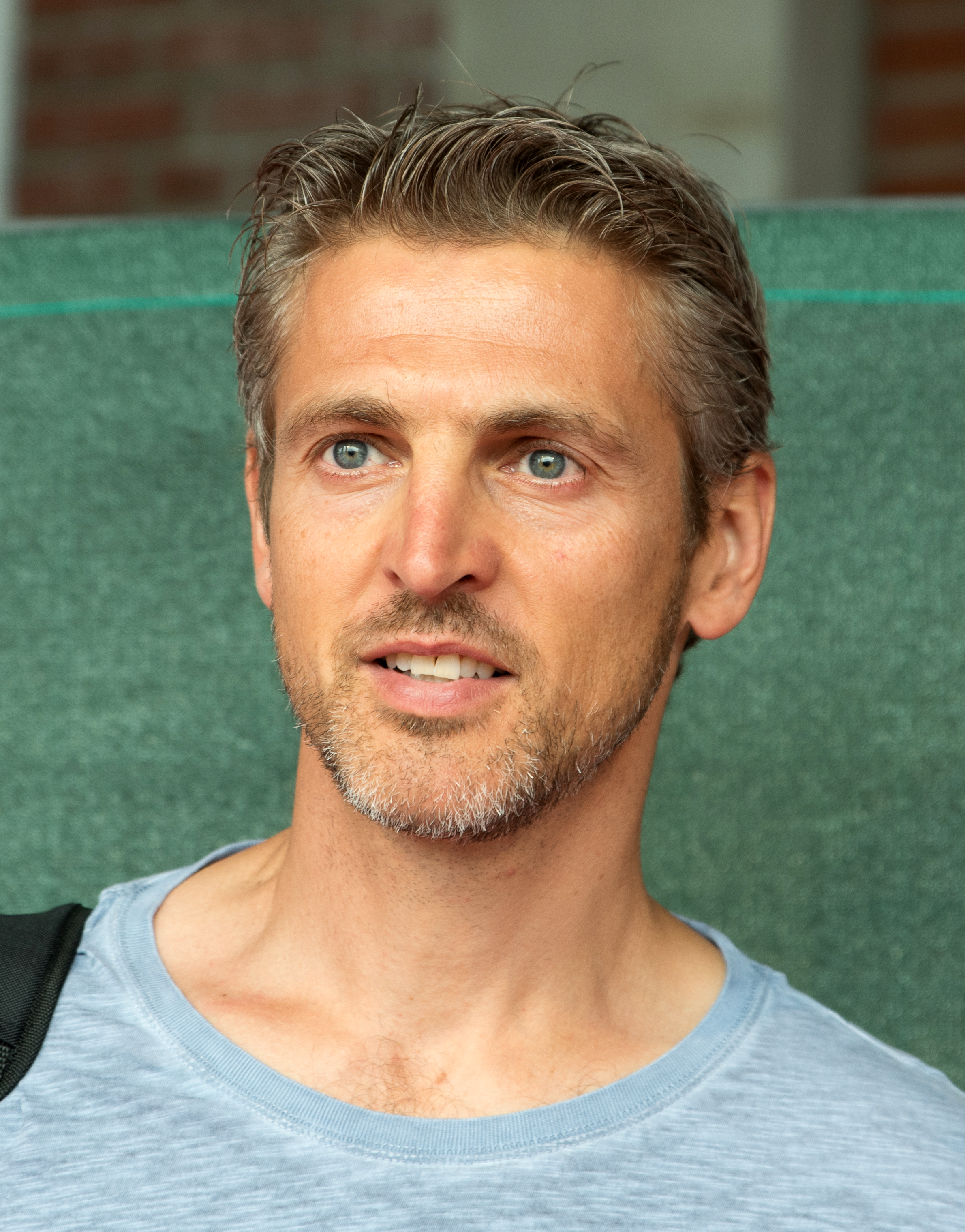
Hans Jörg Butt (* 1974)

- Butt, Hans-Jürgen (* 1961), deutscher Physiker
- Butt, Isaac (1813–1879), irischer Rechtsanwalt, Wirtschaftswissenschaftler und Politiker
- Butt, Jahangir (1943–2021), pakistanischer Hockeyspieler
- Butt, John (1850–1939), britischer Sportschütze
- Butt, Linus (* 1987), deutscher Hockeyspieler
- Butt, Miriam (* 1966), deutsche Linguistin und Hochschullehrerin
- Butt, Muhammad Sharif (1926–2015), pakistanischer Sprinter
- Butt, Nicky (* 1975), englischer FußballspielerNicky Butt (* 1975)

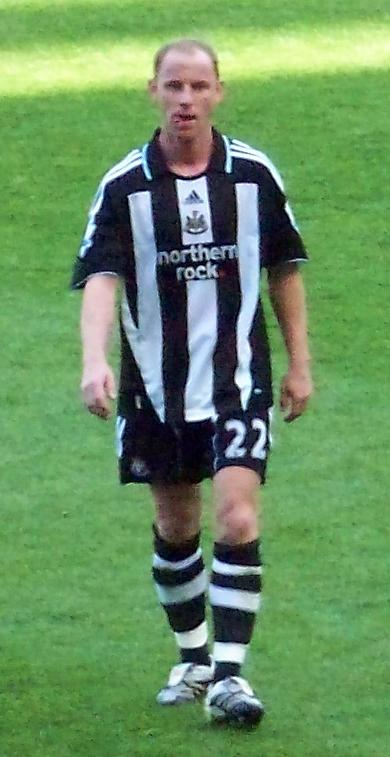
Nicky Butt (* 1975)

- Butt, Ronald (1920–2002), britischer Journalist und Autor
- Butt, Sabir (* 1969), kanadischer Squashspieler
- Butt, Wolfgang (* 1937), deutscher Skandinavist, Verleger und Übersetzer
- Butt, Yasir (* 1988), pakistanischer Squashspieler

##### Butta
- Butta, Carmen (* 1962), deutsch-italienische Journalistin und Regisseurin
- Butta, Tomáš (* 1958), tschechischer Theologe, Geistlicher und Patriarch der Tschechoslowakischen Hussitischen Kirche
- Buttall, Jonathan (1752–1805), englischer Musikenthusiast
- Buttani, Philippe (* 1966), französischer Amateurastronom und Asteroidenentdecker
- Buttaoni, Domenico (1757–1822), italienischer Geistlicher und Bischof von Fabriano e Matelica
- Buttaoni, Domenico (1775–1859), italienischer Dominikaner, päpstlicher Haustheologe und Leiter der Biblioteca Casanatense
- Buttar, Rashid (1966–2023), US-amerikanischer Arzt; alternativmedizinischer Krebstherapeut
- Buttarelli, Giovanni (1957–2019), italienischer Richter und Datenschutzexperte
- Buttarelli, Samuele (* 1992), italienischer Automobilrennfahrer
- Buttari, Giuseppe (* 1951), italienischer Hürdenläufer
- Buttars, Archibald (1838–1926), US-amerikanischer Politiker
- Buttas, Rudi (* 1955), deutscher Rock-GitarristRudi Buttas (* 1955)

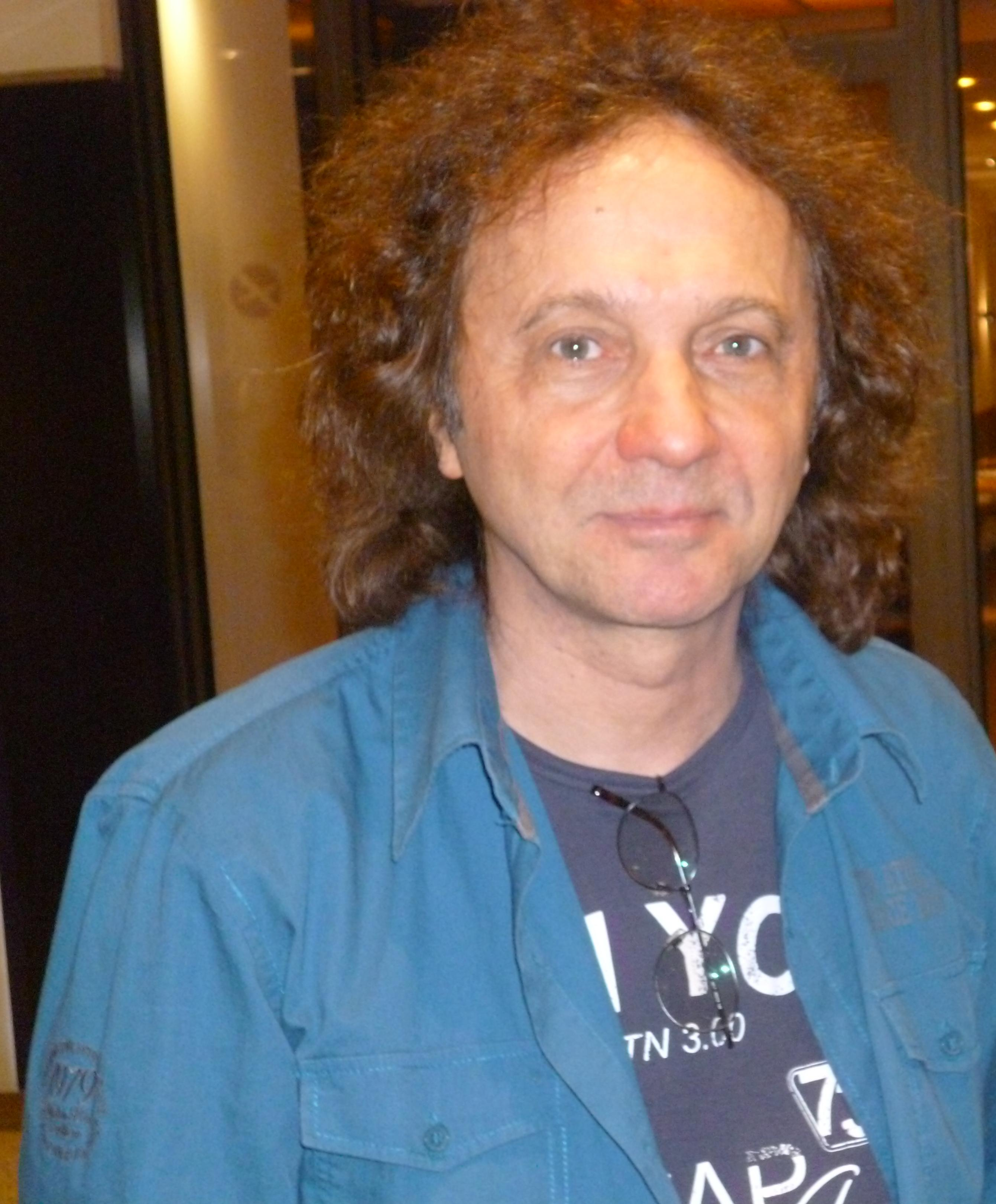
Rudi Buttas (* 1955)

- Buttatz, Iwan Fjodorowitsch (1809–1876), russischer Architekt, Brückenbau-Ingenieur und Hochschullehrer
- Buttazzo, Giuseppe (* 1954), italienischer Mathematiker
- Buttazzoni, Alex (* 1985), italienischer Radrennfahrer

##### Butte
- Butte, George (1877–1940), US-amerikanischer Jurist und Politiker
- Butte, Heinrich (1886–1963), deutscher Bibliothekar
- Butte, Martha (1912–2000), deutsche Arbeiterin, Arbeitersportlerin und Widerstandskämpferin gegen den Nationalsozialismus der Gruppe Uhrig-Römer
- Butte, Rüdiger (1949–2013), deutscher Kriminalbeamter und Politiker (SPD)
- Butte, Wilhelm (1772–1833), deutscher Staatswissenschaftler, Statistiker und Pfarrer
- Buttel, Alexander Christian von (1836–1923), deutscher Jurist und Regierungspräsident
- Buttel, Dietrich Christian von (1801–1878), deutscher Jurist und Politiker
- Buttel, Friedrich Wilhelm (1796–1869), deutscher Architekt, Baubeamter im Großherzogtum Mecklenburg-Strelitz
- Büttel, Georg (* 1969), deutscher Regisseur und Autor
- Buttel-Reepen, Hugo von (1860–1933), deutscher Zoologe, Bienenforscher und Museumsdirektor
- Büttemeyer, Wilhelm (* 1940), deutscher Philosoph
- Büttenbender, Gerhard (* 1938), deutscher Regisseur, Medienwissenschaftler und Hochschullehrer
- Buttenbruch, Theodor (1886–1944), deutscher römisch-katholischer Geistlicher, Steyler Missionar und Märtyrer
- Buttenshaw, Ernest (1876–1950), australischer Politiker, Mitglied der Legislativversammlung und Minister von New South Wales
- Buttenstedt, Carl (1845–1910), deutscher Luftfahrtpionier
- Buttenwieser, Benjamin (1900–1991), US-amerikanischer Bankier
- Butter, Benno (1914–1985), deutscher Maler und Grafiker
- Butter, Birgit (* 1972), deutsche Politikerin (CDU)
- Butter, Christian (* 1938), deutscher Maler und Grafiker
- Butter, Franck (* 1963), französischer Basketballspieler
- Butter, Hille (1891–1968), niederländisches Malermodell
- Butter, Irene (* 1930), Überlebende des Holocaust
- Butter, Joop (* 1936), niederländischer Fußballspieler
- Butter, Markus (* 1973), österreichischer Opernsänger (Bariton)
- Butter, Michael (* 1977), deutscher Amerikanist
- Butter, Rüdiger (* 1963), deutscher Lyriker
- Butter, Werner (1932–2009), deutscher Werber
- Butter, Wolf (* 1949), deutscher Komponist
- Butterbach, Till (* 1979), deutscher Schauspieler
- Butterbro, österreichischer Musikproduzent
- Butterbrodt, Maren (* 1977), deutsche Behindertensportlerin
- Butterell, Jonathan, britischer Choreograf und Film- und Theaterregisseur
- Butterer, Katrin (* 1995), deutsche Sportschützin
- Butterfaß, Theodor (1926–2015), deutscher Botaniker und Hochschullehrer
- Butterfield, Alexander (* 1926), US-amerikanischer Assistent im Weißen Haus, eine der Schlüsselfiguren im Watergate-Skandal
- Butterfield, Asa (* 1997), britischer SchauspielerAsa Butterfield (* 1997)

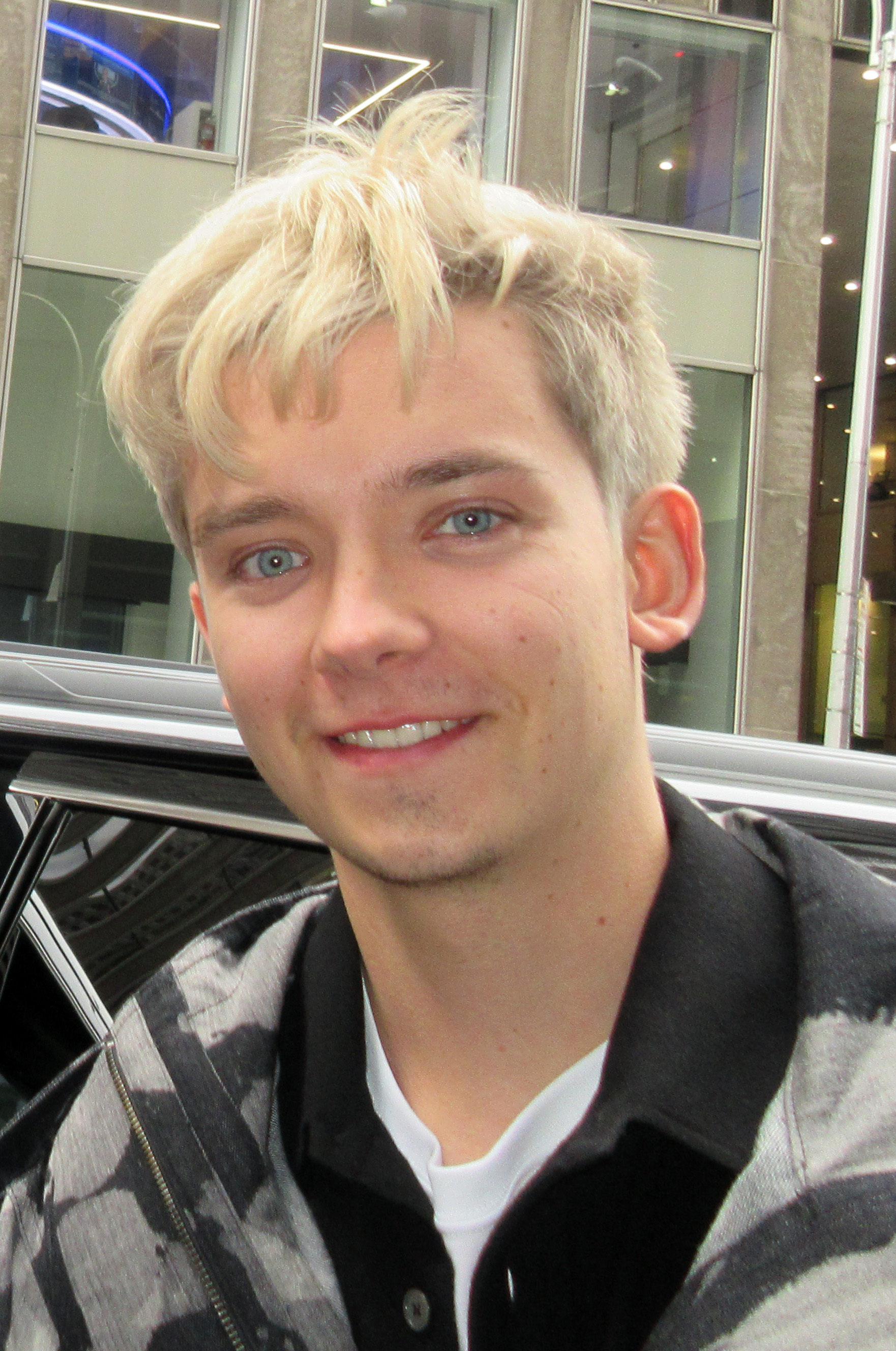
Asa Butterfield (* 1997)

- Butterfield, Billy (1917–1988), amerikanischer Jazz-Trompeter
- Butterfield, Christopher (* 1952), kanadischer Komponist, Musikpädagoge, Performancekünstler und Rockgitarrist
- Butterfield, Deborah (* 1949), US-amerikanische Künstlerin
- Butterfield, Don (1923–2006), US-amerikanischer Tubaspieler
- Butterfield, Dorothy (1909–1991), britische Mittelstreckenläuferin
- Butterfield, Emily Helen (1884–1958), US-amerikanische Frauenrechtlerin, Architektin, Künstlerin
- Butterfield, Erskine (1913–1961), US-amerikanischer Jazzpianist, Arrangeur und Songwriter
- Butterfield, G. K. (* 1947), amerikanischer Jurist und Politiker der Demokratischen Partei
- Butterfield, Herbert (1900–1979), britischer Historiker und Geschichtsphilosoph
- Butterfield, Jacob (* 1990), englischer Fußballspieler
- Butterfield, Jeff (1929–2004), englischer Rugbyspieler
- Butterfield, John, Baron Butterfield (1920–2000), britischer Mediziner und Hochschullehrer, Life Peer
- Butterfield, Martin (1790–1866), US-amerikanischer Politiker
- Butterfield, Michael (1635–1724), englischer Instrumentenbauer
- Butterfield, Nikki (* 1982), australische Triathletin und Radrennfahrerin
- Butterfield, Paul (1942–1987), US-amerikanischer Bluesmusiker (Mundharmonika)
- Butterfield, Rosaria (* 1962), US-amerikanische Schriftstellerin
- Butterfield, Spencer (* 1992), US-amerikanischer Basketballspieler
- Butterfield, Stewart (* 1973), kanadischer Unternehmer
- Butterfield, Stu, britischer Jazzmusiker
- Butterfield, Tyler (* 1983), bermudischer Radrennfahrer
- Butterfield, William (1814–1900), englischer Architekt
- Butterlin, Otto (1900–1956), deutsch-mexikanischer Maler
- Butterly, Paula, irische Politikerin (Fine Gael)
- Buttermaker (* 1968), deutscher Musiker und Komiker
- Butterman, Ted (1935–2022), US-amerikanischer Jazzmusiker (Trompete, Gitarre)
- Butters, Julia (* 2009), US-amerikanische SchauspielerinJulia Butters (* 2009)
- Butters, Lance (* 1988), deutscher Rapper

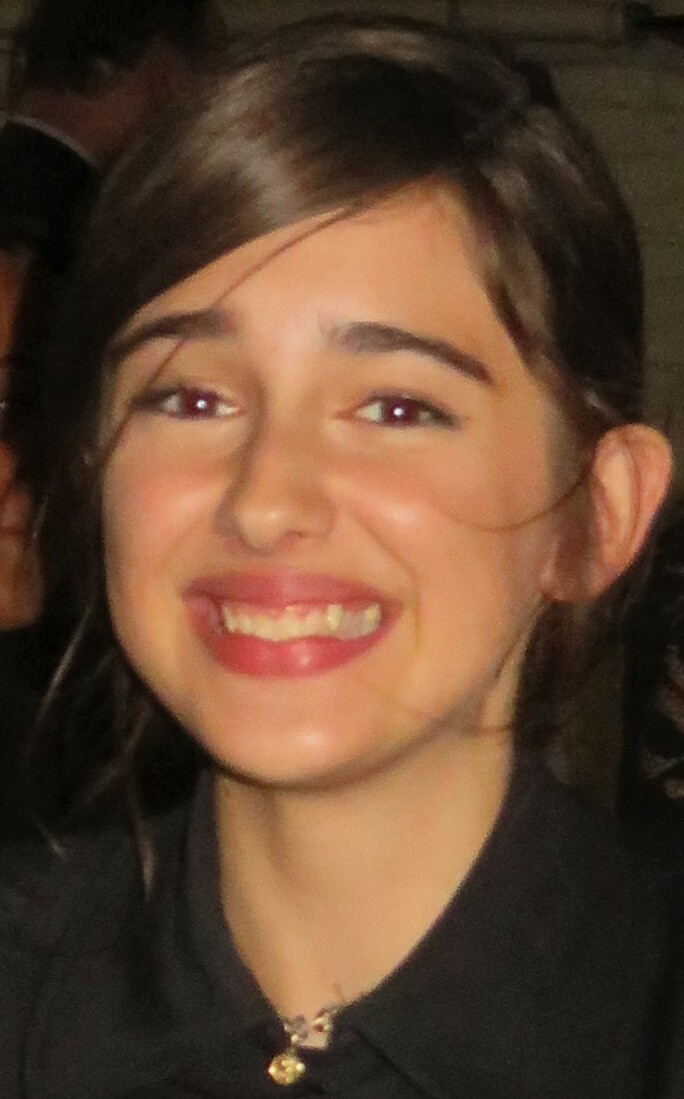
Julia Butters (* 2009)

- Buttersack, Bernhard (1858–1925), deutscher Maler
- Buttersack, Felix (1865–1950), deutscher Militärarzt und Schriftsteller
- Buttersack, Felix (1900–1986), deutscher Journalist
- Buttersack, Hans (1880–1945), deutscher Rechtsanwalt
- Buttersack, Theodor (1834–1899), deutscher Arzt, Ausbilder der Olgaschwestern
- Butterscotch (* 1985), US-amerikanische Musikerin
- Butterss, Anna, australische Jazzmusikerin (Bass, Komposition)
- Butterweck, Hellmut (* 1927), österreichischer Journalist und Publizist
- Butterweck, Hermann (1816–1898), deutscher Tänzer und Theaterschauspieler
- Butterweck, Konrad (1825–1899), deutscher Theaterschauspieler
- Butterweck, Wilhelm (1874–1943), deutscher Pastor und Heimatforscher
- Butterwegge, Carolin (* 1974), deutsche Politikerin (Die Linke, BSW), MdL
- Butterwegge, Christoph (* 1951), deutscher PolitikwissenschaftlerChristoph Butterwegge (* 1951)

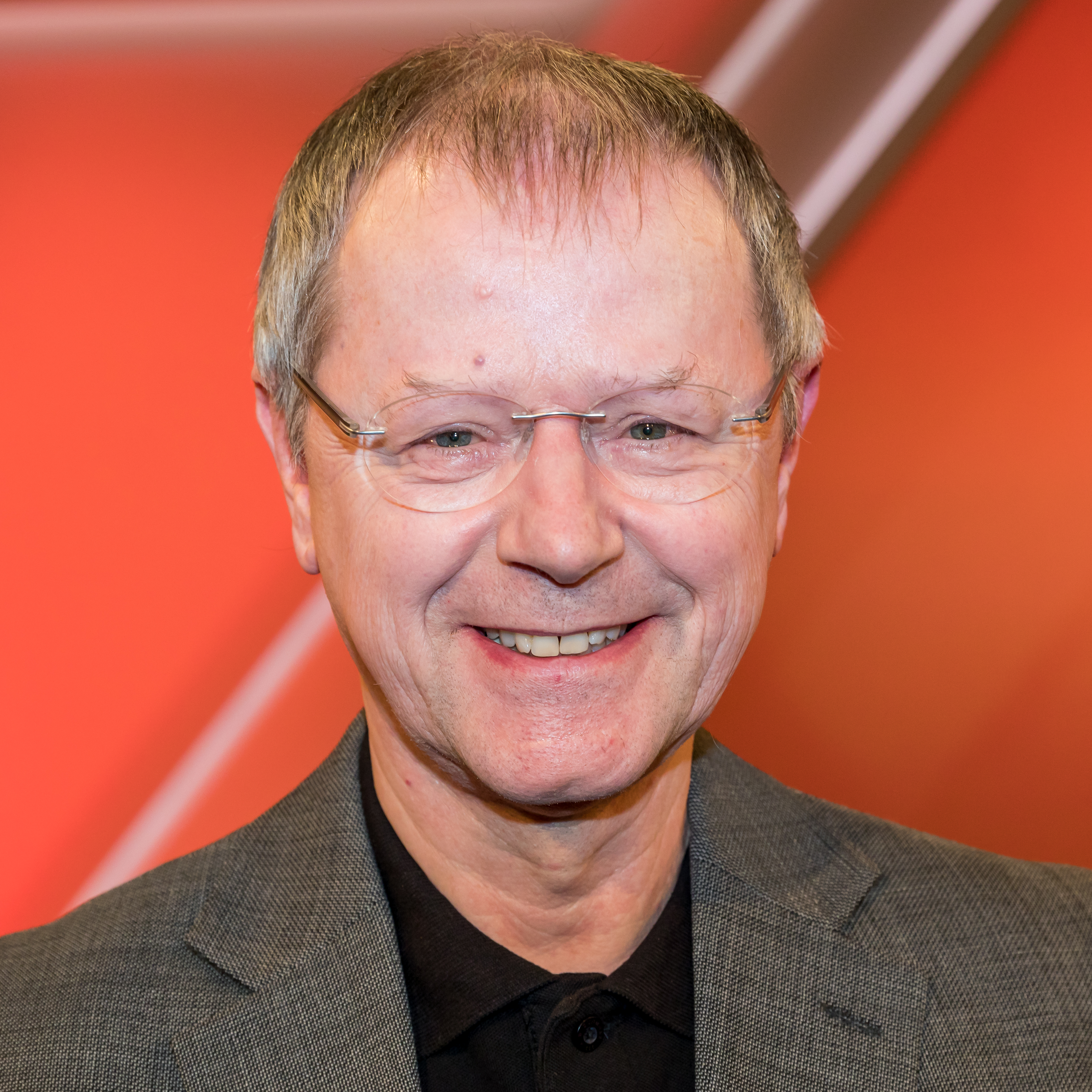
Christoph Butterwegge (* 1951)

- Butterworth, Alycia (* 1992), kanadische Hindernisläuferin
- Butterworth, Annina (* 1980), Schweizer Schauspielerin
- Butterworth, Anthony (* 1945), britischer Mediziner
- Butterworth, Arthur (1923–2014), britischer Komponist, Dirigent und Musikpädagoge
- Butterworth, Benjamin (1837–1898), US-amerikanischer Politiker (Republikanische Partei)
- Butterworth, Brad (* 1959), neuseeländischer Segler
- Butterworth, Charles (1896–1946), US-amerikanischer Filmschauspieler und Broadway-Darsteller
- Butterworth, Charles E. (* 1938), US-amerikanischer Politikwissenschaftler, Islamwissenschaftler und Philosophiehistoriker
- Butterworth, Eliza (* 1993), britische Schauspielerin und Synchronsprecherin
- Butterworth, Elizabeth (* 1949), britische Vogelmalerin
- Butterworth, George (1885–1916), englischer Komponist
- Butterworth, George Montague (1858–1941), britischer Rechtsanwalt und Tennisspieler
- Butterworth, Jez (* 1969), britischer Dramatiker, Filmregisseur, Drehbuchautor und SchauspielerJez Butterworth (* 1969)

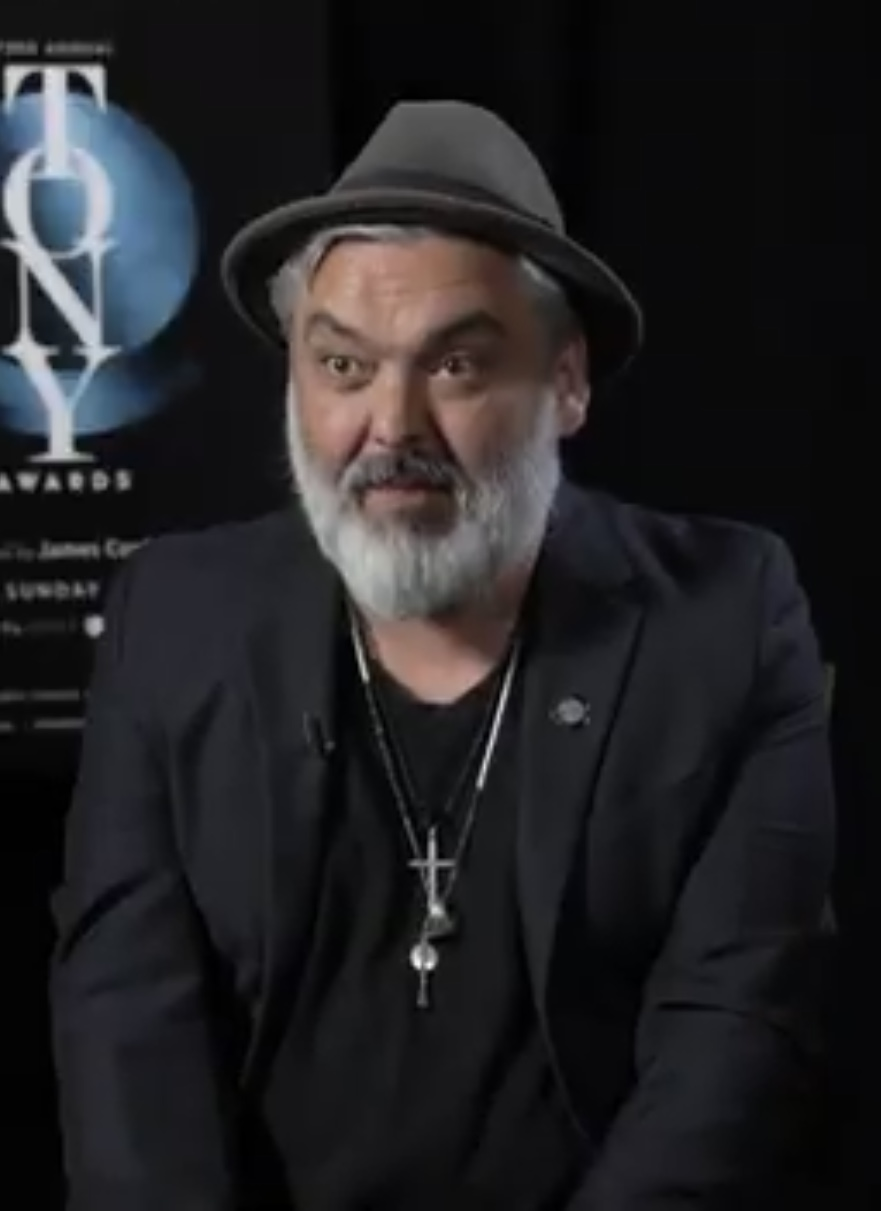
Jez Butterworth (* 1969)

- Butterworth, John-Henry (* 1976), britischer Drehbuchautor
- Butterworth, Jon-Allan (* 1986), britischer Radsportler
- Butterworth, Lindsey (* 1992), kanadische Mittelstreckenläuferin
- Butterworth, Michael (1924–1986), britischer Schriftsteller und Comicautor
- Butterworth, Michael (* 1947), britischer Science-Fiction- und Horror-Autor und Verleger
- Butterworth, Nick (* 1946), britischer Bilderbuchautor
- Butterworth, Peter (1919–1979), britischer Schauspieler und Komiker
- Butterworth, Shane (* 1969), US-amerikanischer Schauspieler und Kinderdarsteller
- Butterworth, Stephen (1885–1958), britischer Physiker
- Butterworth, Tom (* 1966), britischer Drehbuchautor
- Butterworth, William Walton (1903–1975), US-amerikanischer Diplomat
- Buttet, Marc-Claude de (1529–1586), savoyischer Dichter französischer Sprache
- Buttet, Serge (1954–2021), französischer Schwimmer
- Buttet, Yannick (* 1977), Schweizer Politiker

##### Buttg
- Büttgen, Heinrich (1821–1876), deutscher Theaterschauspieler
- Buttgenbach, Henri (1874–1964), belgischer Geologe und Mineraloge
- Büttger, Carl (1838–1919), deutscher Landschaftsmaler und Genremaler der Düsseldorfer Schule
- Buttgereit, Dieter (1932–2010), deutscher Unternehmer
- Buttgereit, Jörg (* 1963), deutscher Autor, Film-, Hörspiel-, Theater-Regisseur und FilmkritikerJörg Buttgereit (* 1963)

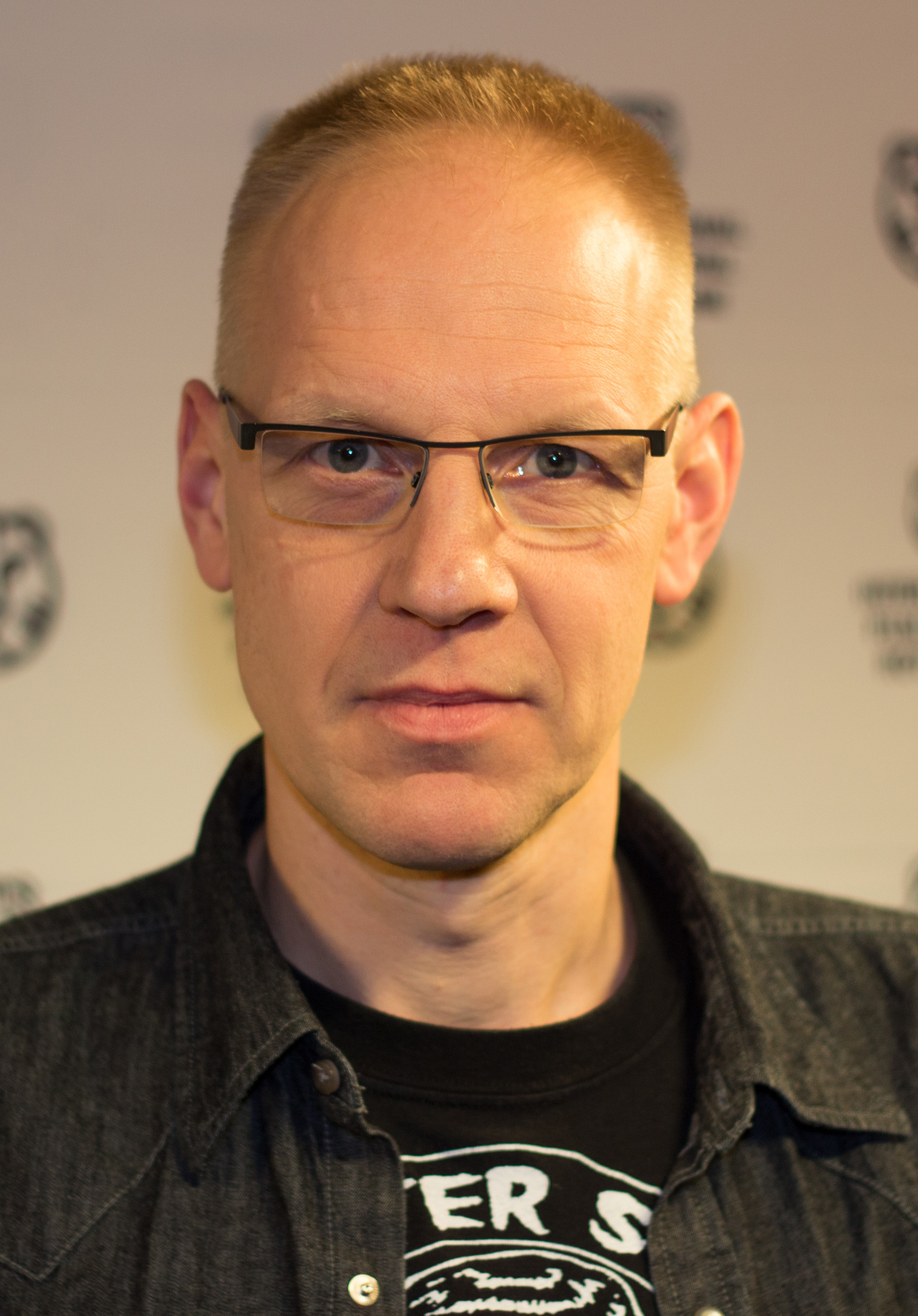
Jörg Buttgereit (* 1963)

- Buttgereit, Werner (* 1959), deutscher Fußballspieler und -trainer

##### Butti
- Butti, Alessandro (1893–1959), italienischer Schriftendesigner
- Butti, Cédric (* 1999), Schweizer Radrennfahrer
- Butti, Enrico (1847–1932), italienischer Bildhauer und Maler
- Butticaz, Cécile (1884–1966), Schweizer Ingenieurin, erste Ingenieurin Europas
- Buttiero, Stefano (* 1966), italienischer Automobilrennfahrer
- Büttig, Wilhelm August (1809–1879), Arzt, Staatsrat und Leibarzt von Zar Alexander II. und des Großfürsten Konstantin Nikolajewitsch Romanow in St
- Buttiġieġ, Anton (1912–1983), maltesischer Politiker, Präsident von Malta (1976–1981)
- Buttigieg, Claudette (* 1968), maltesische Sängerin, Fernsehmoderatorin und Politikerin
- Buttigieg, Eugène (* 1961), maltesischer Jurist
- Buttigieg, John (* 1963), maltesischer Fußballspieler
- Buttigieg, Michele Francesco (1793–1866), maltesischer römisch-katholischer Geistlicher und der erste Bischof von Gozo
- Buttigieg, Pete (* 1982), US-amerikanischer Politiker (Demokratische Partei)Pete Buttigieg (* 1982)

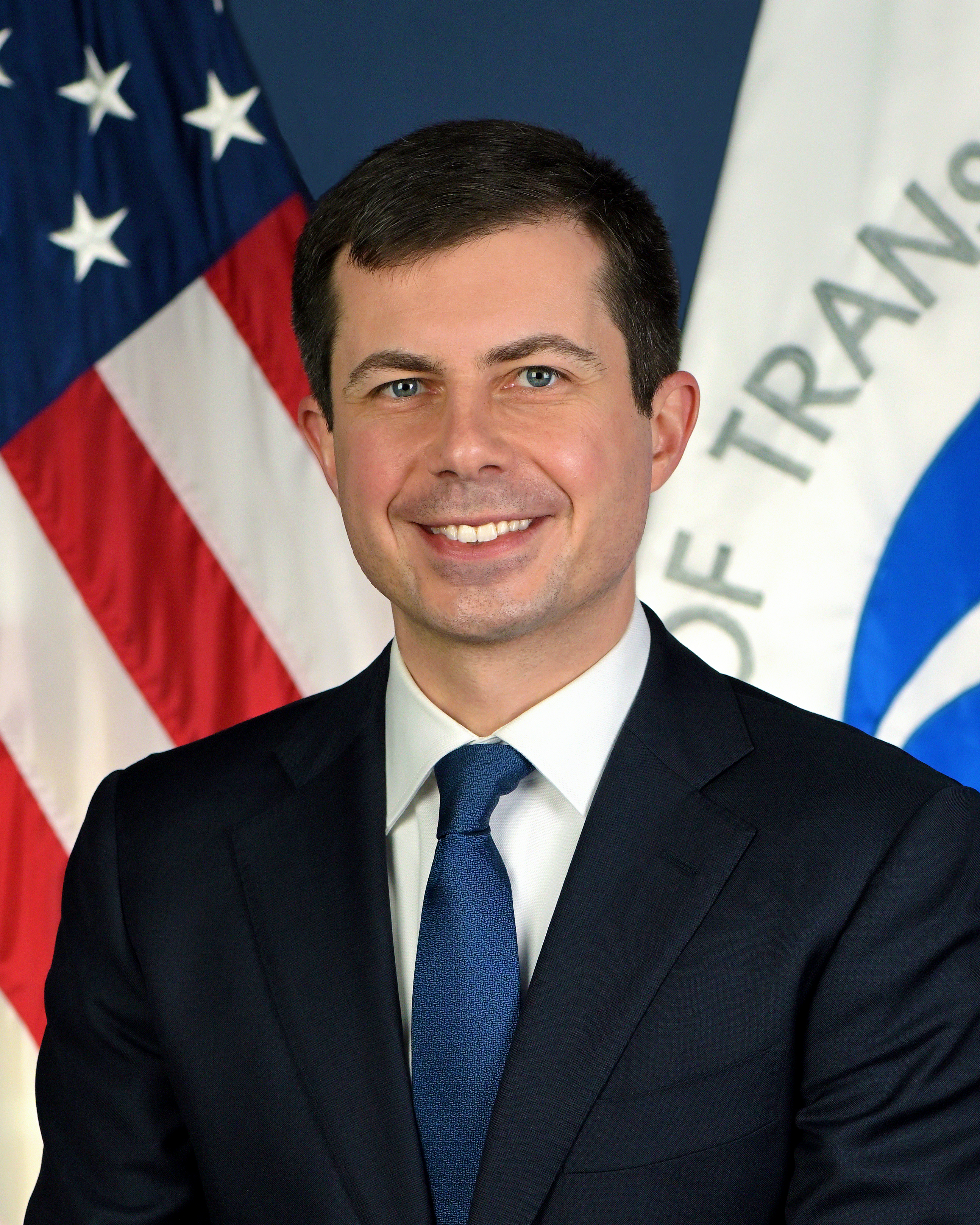
Pete Buttigieg (* 1982)

- Buttigieg, Victoria (* 1976), maltesische Juristin
- Buttiglione, Rocco (* 1948), italienischer Politiker (UdC), Mitglied der Camera, MdEP
- Buttignon, Stefania (* 1997), italienische Ruderin
- Büttiker, Clara (1886–1967), Schweizer Journalistin, Frauenrechtlerin und Schriftstellerin
- Büttiker, Markus (1950–2013), Schweizer Physiker
- Büttiker, Rolf (* 1950), Schweizer Politiker (FDP)
- Büttikofer, Johann (1850–1927), Schweizer Zoologe
- Buttimer, Anne (1938–2017), irische Geographin
- Buttimer, Jerry (* 1967), irischer Politiker (Fine Gael)
- Butting, Klara (* 1959), deutsche evangelische Theologin und Autorin
- Butting, Max (1888–1976), deutscher Komponist
- Buttinger, Alois (1909–1996), österreichischer Funktionär der Sozialdemokratischen Arbeiterpartei
- Buttinger, Floridus (1888–1963), österreichischer Ordensgeistlicher
- Buttinger, Haymon Maria (* 1953), österreichischer Schauspieler
- Buttinger, Johann (1900–1984), österreichischer Politiker (SPÖ), Landtagsabgeordneter, Abgeordneter zum Nationalrat
- Buttinger, Joseph (1906–1992), österreichischer Politiker
- Buttinger, Monika (* 1971), österreichische Kostümbildnerin
- Buttinger-Förster, Barbara (* 1959), österreichische Malerin, Bildhauerin und Land-Art-Künstlerin
- Büttinghausen, Carl († 1786), deutscher evangelischer Theologe, Historiker und Hochschullehrer
- Buttitta, Ignazio (1899–1997), italienischer Lyriker

##### Buttk
- Buttkereit, Christian (* 1967), deutscher Journalist und Hörfunkmoderator
- Buttkereit, Helge (* 1976), deutscher Journalist und Autor
- Buttkereit, Nina Louise (* 1979), deutsche Schauspielerin
- Buttkus, Christian (1944–1965), deutsches Todesopfer der Berliner Mauer
- Buttkus, Lothar (1947–2018), deutscher Stadionsprecher und DJ

##### Buttl
- Buttlar, Adrian von (* 1948), deutscher Kunsthistoriker
- Buttlar, Augusta von (1796–1857), deutsche Porträt- und Miniaturmalerin
- Buttlar, Emil von (1817–1895), deutscher Forstmeister, Mitglied der Kurhessischen Ständeversammlung
- Buttlar, Eva von (1670–1721), deutsche Mysterin
- Buttlar, Georg Daniel von (1671–1727), Ritter des Deutschen Ordens
- Buttlar, Georg von (1763–1811), Kammerherr, Generalpostmeister im Königreich Westphalen
- Buttlar, Herbert von (1912–1976), deutscher Klassischer Archäologe und Wissenschaftsmanager
- Buttlar, Horst von (* 1975), deutscher Zeitungsjournalist und Redakteur
- Buttlar, Johann Anton Franz von (1685–1731), oberrheinischer, preußischer und kaiserlicher Generalmajor, Reichsgraf, Erbherr auf Buttlar und Mariengart
- Buttlar, Johann Christoph von († 1705), deutscher Adeliger und Generalmajor
- Buttlar, Johannes von (* 1940), deutscher Sachbuchautor
- Buttlar, Johannes von (* 1982), deutscher Schlagzeuger (Neue Musik, Improvisationsmusik)
- Buttlar, Julius von (1805–1855), kurhessischer Kammerherr, Landrat des Kreises Fritzlar
- Buttlar, Konstantin von (1679–1726), Fürstabt von Fulda (1714–1726)
- Buttlar, Ludwig (1891–1945), preußischer Verwaltungsbeamter und Landrat
- Buttlar, Ludwig von (1850–1928), deutscher Verwaltungsbeamter
- Buttlar, Richard von († 1466), Großprior
- Buttlar, Rudolf von (1802–1875), deutscher Forstwirt, Erfinder und Politiker
- Buttlar, Wilhelm von (1789–1839), kurhessischer Hofmarschall, Kammerherr und Mitglied der kurhessischen Ständeversammlung
- Buttlar-Brandenfels, Wilhelm Treusch von († 1889), preußischer Generalmajor
- Buttlar-Elberberg, Gertrud (1934–2023), österreichische Historikerin
- Buttlar-Elberberg, Rudolf von (1835–1905), deutscher Gutsbesitzer, Genealoge und Autor
- Buttlar-Moscon, Alfred von (1898–1972), österreichischer Schriftsteller, Lyriker und Übersetzer
- Buttle, Jeffrey (* 1982), kanadischer Eiskunstläufer
- Buttle, Steve (1953–2012), englischer Fußballspieler
- Buttler, Andreas (* 1966), deutscher Schauspieler
- Buttler, Friedrich (* 1941), deutscher Ökonom und Hochschullehrer
- Buttler, Hans (1894–1970), deutscher lutherischer Pfarrer und NS-Gegner
- Büttler, Johann Carl Ernst (1780–1866), deutscher Schreinermeister und Politiker
- Buttler, Jos (* 1990), englischer Cricketspieler
- Buttler, Joseph (1902–1962), deutscher Politiker (NSDAP), Landtagsabgeordneter Volksstaat Hessen
- Buttler, Karl Peter (1942–2018), deutscher Botaniker und Orchideen-Experte
- Buttler, Ljiljana (1944–2010), jugoslawische Sängerin
- Buttler, Monika (* 1939), deutsche Journalistin und Schriftstellerin
- Buttler, Werner (1907–1940), deutscher Prähistoriker
- Buttler, Werner (1922–1984), deutscher Schauspieler

##### Buttm
- Buttmann, Alexander (1813–1893), deutscher Altphilologe
- Buttmann, August (1806–1890), deutscher klassischer Philologe
- Buttmann, Constanze (* 1994), deutsche Synchronsprecherin
- Buttmann, Erhardt († 1559), deutscher Buchdrucker
- Buttmann, Karl (1906–2005), deutscher Architekt und Hochschullehrer
- Buttmann, Philipp (1764–1829), deutscher Bibliothekar, Altphilologe, Pädagoge und Mitglied der Berliner Aufklärung
- Buttmann, Philipp (1809–1901), deutscher Theologe und Prediger
- Buttmann, Rudolf (1855–1927), deutscher Gymnasialprofessor, Historiker und bayerischer Landtagsabgeordneter
- Buttmann, Rudolf (1879–1945), deutscher Konsul
- Buttmann, Rudolf (1885–1947), deutscher Jurist, Bibliothekar und Politiker (NSDAP), MdR

##### Buttn
- Büttner Pfänner zu Thal, Franz (1859–1919), deutscher Kunsthistoriker und Gemälderestaurator
- Büttner, Albert (1879–1949), deutscher Erfinder und Unternehmer
- Büttner, Albert (1900–1967), deutscher Priester
- Büttner, Alexander (* 1989), niederländischer Fußballspieler
- Büttner, Andrea (* 1971), deutsche Lebensmittelchemikerin
- Büttner, Andrea (* 1972), deutsche Installationskünstlerin, Grafikerin und Bildhauerin
- Büttner, Andreas (* 1961), deutscher Rechtsmediziner
- Büttner, Andreas (* 1973), deutscher Politiker (FDP, Die Linke), MdLAndreas Büttner (* 1973)

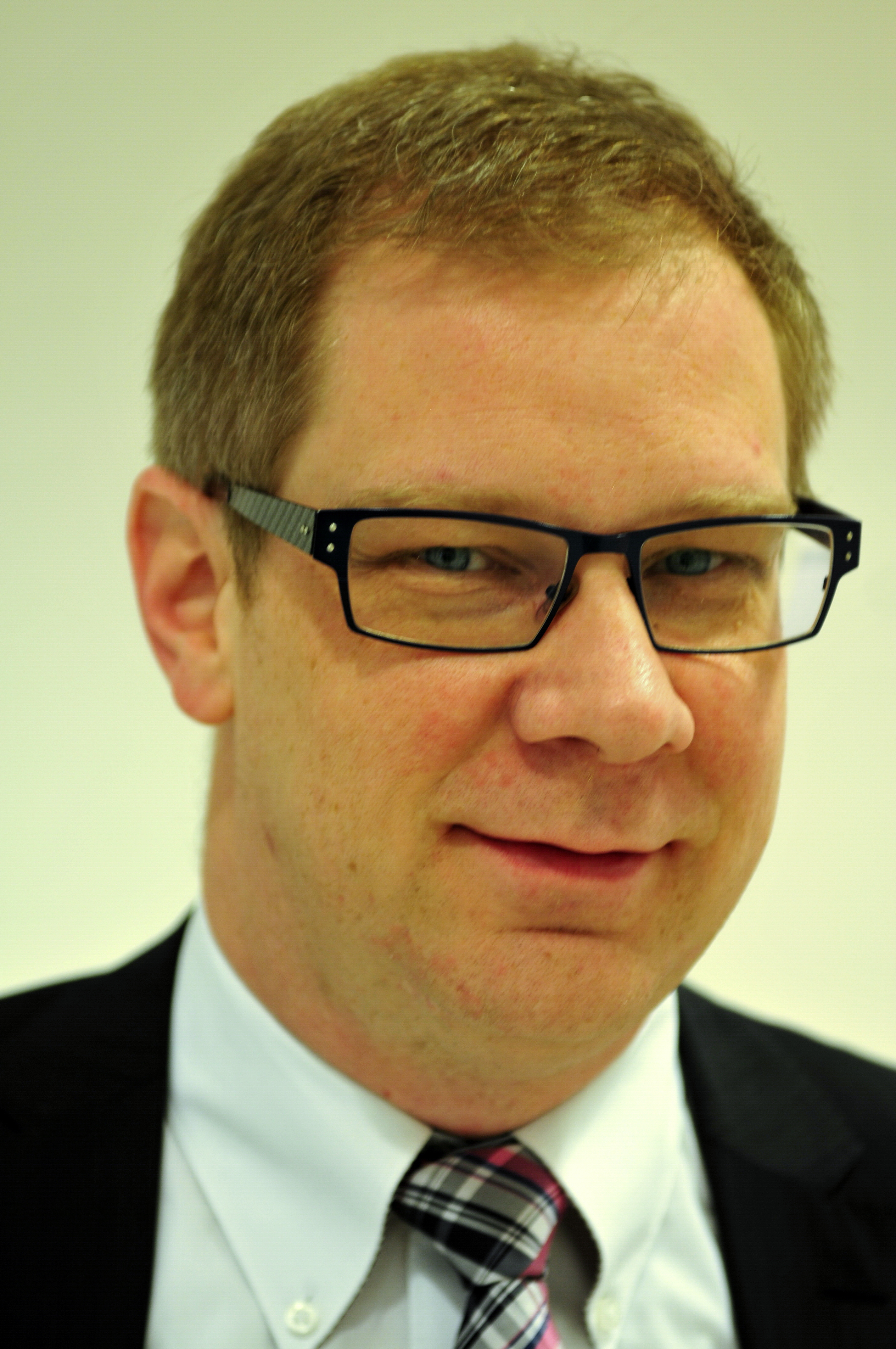
Andreas Büttner (* 1973)

- Büttner, Andreas (* 1981), deutscher Historiker
- Büttner, Anita (1924–2008), deutsche Klassische Archäologin
- Büttner, Anton Wilhelm (1797–1877), königlich hannoverscher Oberst, königlich preußischer Generalmajor, zuletzt Kommandant von Lüneburg
- Büttner, Arthur (1859–1933), deutscher Schriftsteller
- Büttner, August (1846–1919), deutscher Unternehmer
- Büttner, Carl Dietrich (1831–1913), deutscher Reeder
- Büttner, Carl Dietrich (1897–1970), deutscher Reeder
- Büttner, Carl Gotthilf (1848–1893), deutscher evangelischer Pastor, Missionar und Sprachwissenschaftler
- Büttner, Christian Wilhelm (1716–1801), deutscher Naturforscher
- Büttner, Christoph (1526–1586), deutscher Mediziner und Alchemist
- Büttner, Christoph (* 1949), deutscher Militär, Stellvertreter des Inspekteurs des Sanitätsdienstes der Bundeswehr und Chef des Stabes BMVg-FüSan
- Büttner, Christoph Andreas (1708–1774), deutscher Pädagoge
- Büttner, Christoph Gottlieb (1708–1776), deutscher Mediziner
- Büttner, David Sigmund (1660–1719), deutscher evangelischer Geistlicher und früher Geologe und Paläontologe
- Büttner, Dieter (* 1949), deutscher Leichtathlet
- Büttner, Dietmar (1939–2021), deutscher Maler und Grafiker
- Büttner, Elisabeth (1853–1934), deutsche Porträt- und Landschaftsmalerin sowie Pädagogin
- Büttner, Elisabeth (1961–2016), deutsche Filmwissenschaftlerin
- Büttner, Elli (1901–1973), deutsche Bühnenbildnerin und Kostümbildnerin
- Büttner, Erich (1889–1936), deutscher Maler
- Büttner, Ernst (1881–1955), deutscher Geschichtslehrer und Heimatforscher
- Büttner, Eugen Walter (1907–1975), deutscher Lagerführer von Außenlagern des KZ Natzweiler-Struthof
- Büttner, Eva (1886–1969), deutsche Publizistin, Musikkritikerin und Politikerin
- Büttner, Feliks (* 1940), deutscher Maler und Grafiker
- Büttner, Ferdinand (1815–1899), deutscher Unternehmer und Politiker
- Büttner, Florentina (* 1988), deutsche Volleyball- und Beachvolleyball-Spielerin
- Büttner, Frank (1944–2016), deutscher Kunsthistoriker
- Büttner, Frank (* 1960), deutscher Schauspieler
- Büttner, Franz (1694–1754), deutscher Mediziner
- Büttner, Fred (1957–2013), deutscher Musikwissenschaftler
- Büttner, Friedemann (1938–2012), deutscher Politikwissenschaftler
- Büttner, Friedrich (1886–1942), deutscher Verwaltungsjurist und Landrat
- Büttner, Friedrich Carl (1743–1822), Jurist und sachsen-weimarischer Geheimer Kammerrat in Weimar
- Büttner, Fritz (1903–1991), württembergischer Verwaltungsjurist
- Büttner, Fritz (1908–1983), deutscher Politiker (SPD), MdB
- Büttner, Georg (1858–1914), deutscher Architekt und preußischer Baubeamter
- Büttner, Georg Konrad (1648–1693), deutscher Kirchenlieddichter und Verwaltungsbeamter
- Büttner, Gerhard (* 1948), deutscher evangelischer Theologieprofessor
- Büttner, Gisela (1927–2015), deutsche Politikerin (CDU), MdL
- Büttner, Gisela (1941–2024), deutsche Schauspielerin
- Büttner, Hans (1944–2004), deutscher Politiker (SPD), MdB
- Büttner, Hans-Joachim (1900–1973), deutscher Schauspieler bei Bühne und Film
- Büttner, Harald (* 1953), deutscher Ringer
- Büttner, Hartmut (* 1952), deutscher Politiker (CDU), MdB
- Büttner, Heinrich (1908–1970), deutscher Historiker und Archivar
- Büttner, Heinrich Christoph (1766–1816), deutscher Historiker, Topograf und Verwaltungsjurist
- Büttner, Heinz (1907–1992), deutscher Maler, Expressionist
- Büttner, Hellena (* 1951), deutsche Schauspielerin
- Büttner, Helmut (1941–2011), deutscher Richter und Rechtsgelehrter
- Büttner, Henry (* 1928), deutscher Karikaturist
- Büttner, Horst (* 1927), deutscher Bergmann und Mitglied der Volkskammer der DDR
- Büttner, Jan, deutscher Sänger, Gitarrist und Songwriter
- Büttner, Jan (* 1961), deutscher Journalist
- Büttner, Johann Gottfried (1809–1876), evangelischer Pfarrer in Ohio und Thüringen, Auswanderungsexperte und Autor
- Büttner, Johann Heinrich (* 1666), deutscher Kantor, Historiker, Bibliothekar, Genealoge, Urkundensammler und Ratssekretär
- Büttner, Johannes (1931–2019), deutscher Mediziner, Biochemiker und Wissenschaftshistoriker
- Büttner, Johannes III. († 1540), deutscher Benediktinerabt
- Büttner, Johannes Samuel (1831–1905), deutscher lutherischer Geistlicher
- Büttner, Joseph (1898–1978), deutscher Politiker (Zentrum, CDU), MdL
- Büttner, Karl August (1792–1843), deutscher Jurist und sachsen-weimarischer Hofadvokat und Regierungsrat in Weimar
- Büttner, Klaus (* 1949), deutscher Kommunalpolitiker (CDU), 1990–1994 Oberbürgermeister von Weimar
- Büttner, Konrad (1830–1913), deutscher Kommunalpolitiker, Ortsvorsteher, Maurermeister und Ziegeleibesitzer
- Büttner, Konrad (1903–1970), deutsch-amerikanischer Meteorologe und Hochschullehrer
- Büttner, Kurt (1926–1999), deutscher Historiker und Afrikanist
- Büttner, Ludwig Daniel (1712–1786), sachsen-weimarischer Jurist und Kammerherr
- Büttner, Malin (* 1975), deutsche Redakteurin und Fernsehmoderatorin, insbesondere für Kindersendungen
- Büttner, Manfred (1923–2016), deutscher Geograph, evangelischer Theologe, Musikwissenschaftler, Religionswissenschaftler und Wissenschaftshistoriker
- Büttner, Margot (1900–1987), deutsche Naturschützerin
- Büttner, Martin (1567–1611), deutscher evangelischer Theologe
- Büttner, Matthias (* 1983), deutscher Politiker (AfD), MdL
- Büttner, Matthias (* 1990), deutscher Politiker (AfD), MdBMatthias Büttner (* 1990)

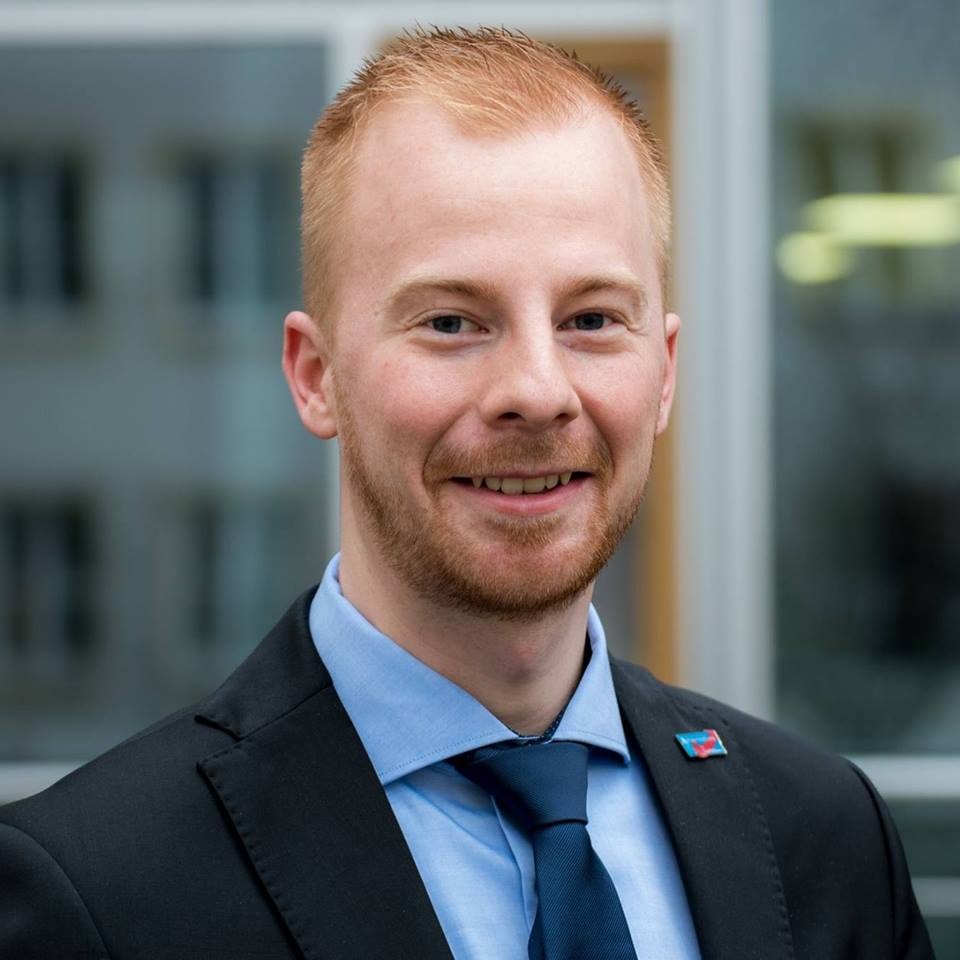
Matthias Büttner (* 1990)

- Büttner, Max († 1946), deutscher Gendarmerieoffizier, zuletzt Major der Gendarmerie
- Büttner, Max (1859–1927), deutscher Opernsänger (Bariton)
- Büttner, Max (1891–1959), deutscher Komponist und Harfenist
- Büttner, Max Julius (1866–1940), deutscher Pfarrer und Autor
- Büttner, Melanie (* 1972), deutsche Sexualmedizinerin sowie Podcasterin und Autorin
- Büttner, Michael (1599–1677), Domherr des evangelischen Damenstiftes Gandersheim
- Büttner, Nicole (* 1985), deutsche Unternehmerin und Politikerin (FDP)
- Büttner, Nils (* 1967), deutscher Kunsthistoriker
- Büttner, Olaf (* 1956), deutscher Schriftsteller von Romanen und Erzählungen für Erwachsene und Jugendliche
- Büttner, Oskar (1875–1956), deutscher Pfarrer und Publizist
- Büttner, Otto (1868–1955), deutscher Mediziner und Hochschullehrer
- Büttner, Otto (* 1893), deutscher Radrennfahrer
- Büttner, Paul (1870–1943), deutscher Chorleiter, Musikkritiker und Komponist der Spätromantik
- Büttner, Peter (* 1938), Schweizer Eisschnellläufer
- Büttner, Peter (* 1946), deutscher Psychologe
- Büttner, Philipp (* 1991), deutscher MusicaldarstellerPhilipp Büttner (* 1991)

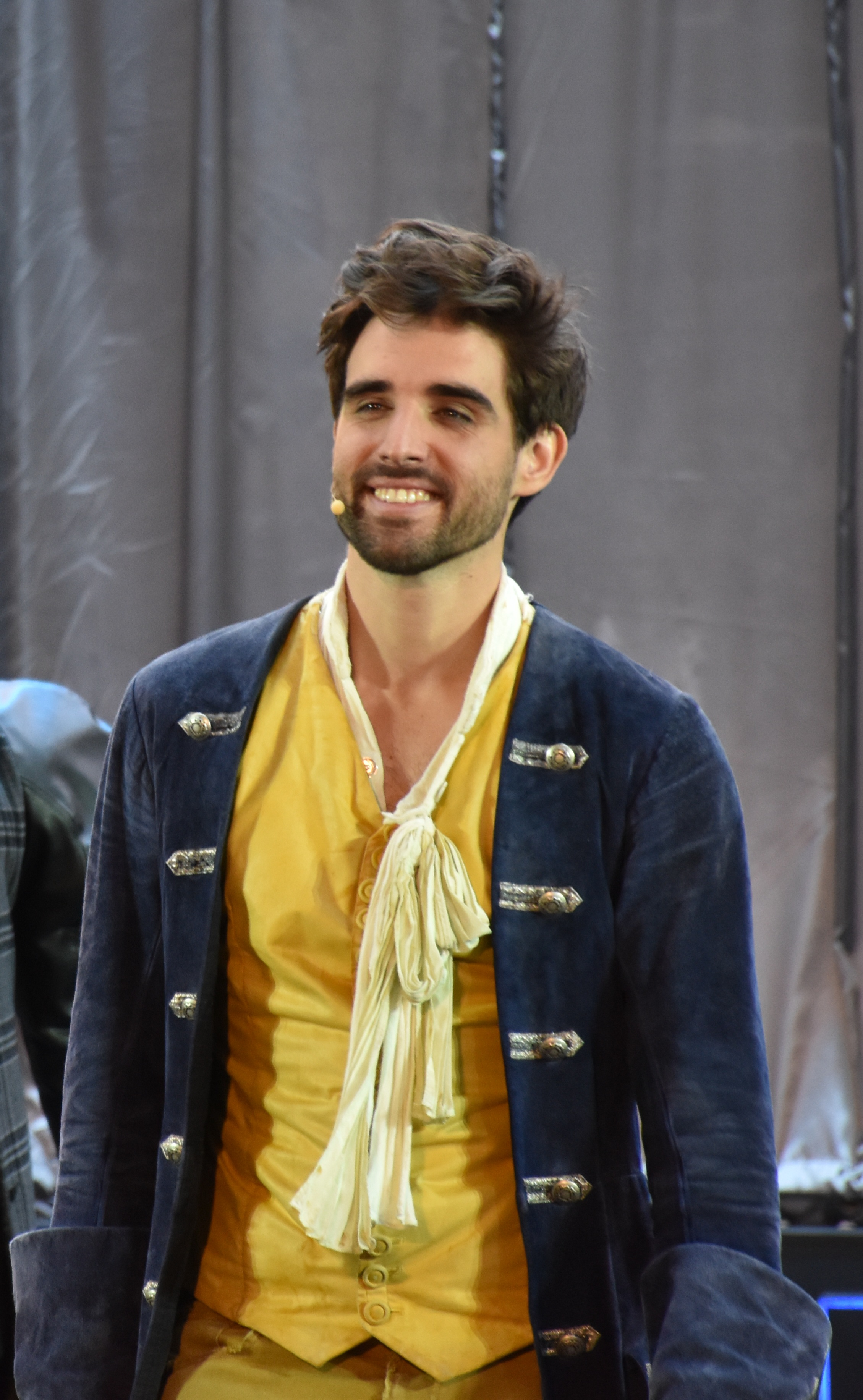
Philipp Büttner (* 1991)

- Büttner, Rainer (1945–2017), deutscher Synchronsprecher und Schauspieler
- Büttner, Reinhard (* 1960), deutscher Mediziner und Hochschullehrer
- Büttner, Ricardo (* 1976), deutscher Wirtschaftsinformatiker
- Büttner, Richard (1858–1927), deutscher Botaniker
- Büttner, Rolf (* 1949), deutscher Gewerkschafter
- Büttner, Rosalie (1846–1914), deutsche Pädagogin und Autorin
- Büttner, Rudi (1929–2014), deutscher Conférencier und Textdichter
- Büttner, Rudolf (1900–1972), deutscher nationalsozialistischer Funktionär
- Büttner, Sebastian (* 1976), deutscher Drehbuchautor, Schriftsteller und Produzent
- Büttner, Sigismund (1691–1742), deutscher Augustinerpater, Philosoph und Theologe
- Büttner, Stefan (* 1967), deutscher Klassischer Philologe
- Büttner, Steffen (* 1963), deutscher Fußballspieler
- Büttner, Theodora (* 1930), deutsche Historikerin, Afrikawissenschaftlerin und Hochschullehrerin
- Büttner, Thiess (* 1966), deutscher Wirtschaftswissenschaftler
- Büttner, Tilman (* 1964), deutscher Kameramann
- Büttner, Ursula (* 1946), deutsche Historikerin
- Büttner, Volker (* 1939), deutscher Fernsehregisseur, Tontechniker und Beleuchter
- Büttner, Waldemar (* 1951), deutscher Politiker (CDU)
- Büttner, Walter (1907–1990), deutscher Puppenspieler
- Büttner, Wenzel (1809–1883), österreichischer Richter und Politiker, Landtagsabgeordneter
- Büttner, Werner (* 1954), deutscher Maler
- Büttner, Wilhelm (* 1887), deutscher Scharfschütze im Ersten Weltkrieg
- Büttner, Wilhelm Gotthold († 1848), Wundarzt und Berliner Gutsbesitzer
- Büttner, Wolfgang (1912–1990), deutscher Schauspieler, Hörspiel- und Synchronsprecher
- Büttner, Wolfgang (1926–2005), deutscher Historiker und Politologe
- Büttner, Wolfgang (1926–1981), deutscher Zahnarzt
- Büttner, Wolfgang (* 1931), deutscher Generalmajor der NVA
- Büttner-Janz, Karin (* 1952), deutsche Kunstturnerin und Direktorin einer Orthopädischen Klinik
- Büttner-Wobst, Theodor (1854–1905), deutscher Klassischer Philologe und Gymnasiallehrer

##### Butto
- Buttò, Saturno (* 1957), italienischer Maler
- Buttolo, Albrecht (* 1947), deutscher Politiker (CDU), MdL, Staatsminister in Sachsen
- Buttolph, David (1902–1983), US-amerikanischer Filmkomponist
- Button, Daniel E. (1917–2009), US-amerikanischer Politiker
- Button, David (* 1989), englischer Fußballspieler
- Button, Fiona (* 1983), britische Schauspielerin
- Button, Jemmy († 1864), Ureinwohner von Feuerland
- Button, Jenson (* 1980), britischer AutomobilrennfahrerJenson Button (* 1980)

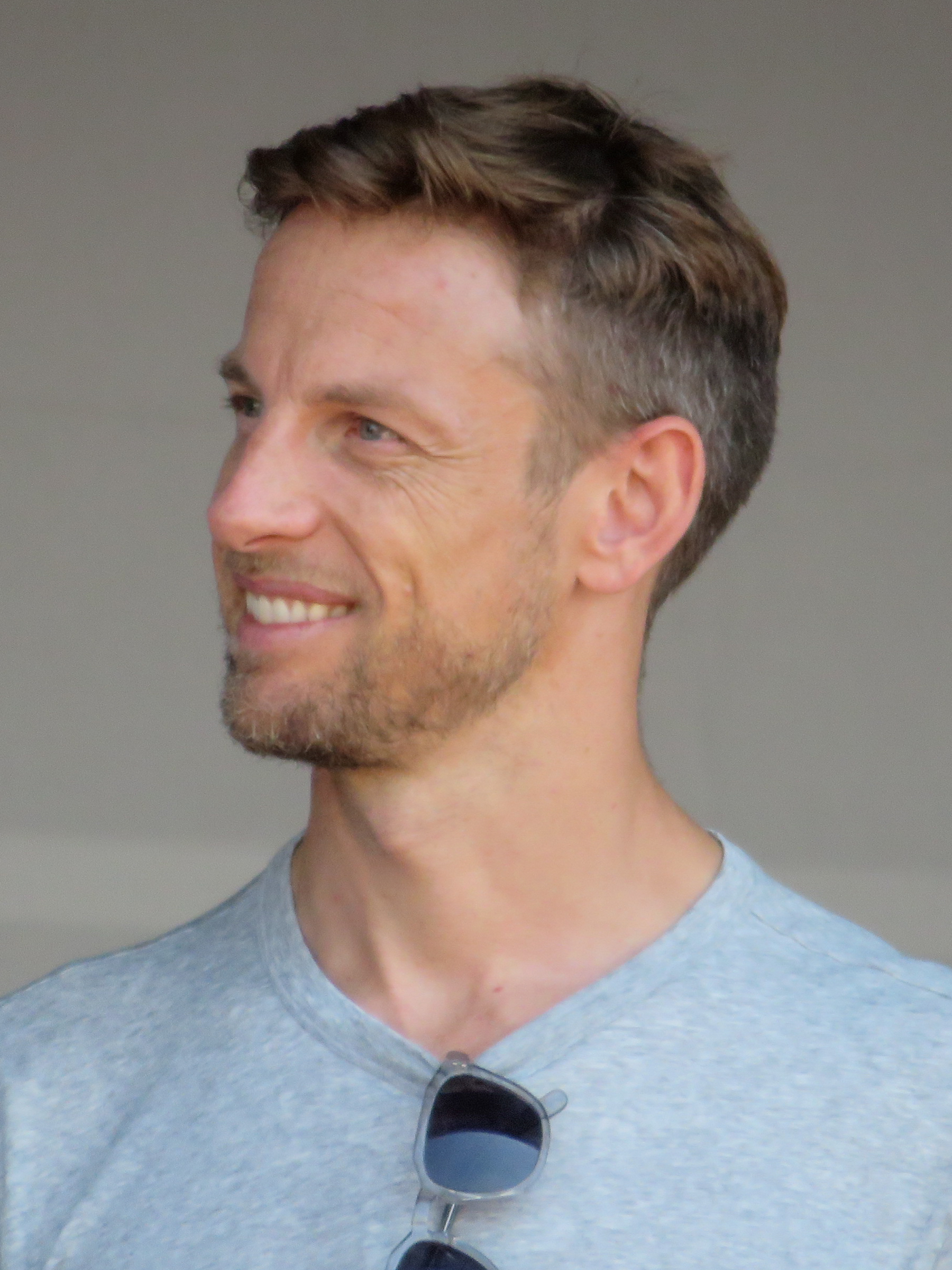
Jenson Button (* 1980)

- Button, John (1933–2008), australischer Jurist und Politiker (ALP)
- Button, John (1943–2014), britischer Rallycross-Fahrer
- Button, Lina (* 1983), Schweizer Sängerin, Musikerin und Songwriterin
- Button, Richard (1929–2025), US-amerikanischer Eiskunstläufer
- Button, Ryan (* 1991), deutsch-kanadischer Eishockeyspieler
- Button, Thomas († 1634), englischer Seefahrer und Polarforscher
- Button, William († 1264), englischer Geistlicher, Bischof von Bath und Wells
- Button, William († 1274), englischer Geistlicher, Bischof von Bath und Wells
- Buttons, Red (1919–2006), US-amerikanischer Schauspieler und KomödiantRed Buttons (1919–2006)

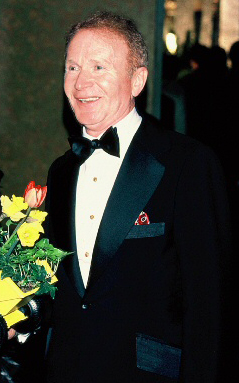
Red Buttons (1919–2006)

##### Buttr
- Buttram, Pat (1915–1994), US-amerikanischer Schauspieler und Sprecher
- Buttrey, Kenny (1945–2004), US-amerikanischer Schlagzeuger und Studiomusiker
- Buttrey, Theodore V. Jr. (1929–2018), amerikanischer Klassischer Philologe und Numismatiker
- Buttrey, W. Douglas (* 1945), US-amerikanischer Chairman des Surface Transportation Boards 2006
- Büttrich, Christian (1935–2004), deutscher Germanist und Bibliothekar
- Buttrich, Martin, deutscher Musikproduzent

##### Butts
- Butts, Aaron Michael (* 1981), US-amerikanischer Semitist
- Butts, Alfred Mosher (1899–1993), US-amerikanischer Architekt und Spieleautor, Erfinder von Scrabble
- Butts, Eddie, US-amerikanischer Perkussionist und Bandleader
- Butts, Ingrid (* 1963), US-amerikanische Skilangläuferin
- Butts, James (* 1950), US-amerikanischer Dreispringer
- Butts, Jerry (* 1945), US-amerikanischer Filmregisseur, Filmproduzent und Autor
- Butts, Jimmy (1917–1998), US-amerikanischer Jazzmusiker
- Butts, John (1941–1966), britischer Jazzschlagzeuger
- Butts, Mary Francis (1890–1937), englische Schriftstellerin der literarischen Moderne
- Butts, Peggy (1924–2004), römisch-katholische Ordensfrau, Professorin für politische Theorie und kanadische Senatorin
- Butts, R. Dale (1910–1990), US-amerikanischer Filmkomponist
- Butts, Seymore (* 1964), US-amerikanischer Pornoregisseur und -darstellerSeymore Butts (* 1964)

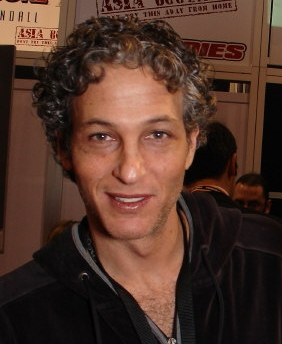
Seymore Butts (* 1964)

- Butts-Townsend, Tynita (* 1990), US-amerikanische Hochspringerin
- Buttschardt, Tillmann (* 1966), deutscher Geoökologe
- Buttstedt, Franz Vollrath (1735–1814), deutscher Komponist und Organist
- Buttstedt, Johann Andreas (1701–1765), deutscher evangelischer Geistlicher und Hochschullehrer
- Buttstett, Johann Heinrich (1666–1727), deutscher Komponist
- Buttsworth, Coral (1900–1985), australische Tennisspielerin

##### Butty
- Butty, Laurent (1925–1990), Schweizer Politiker (CVP)
- Buttykay, Ákos (1871–1935), ungarischer Komponist

##### Buttz
- Buttz, Charles W. (1837–1913), US-amerikanischer Politiker

#### Butu
- Butuk, Marija (* 1993), moldauische Schachspielerin
- Butulija, Igor (* 1970), serbischer Handballspieler und -trainer
- Buturlin, Alexander Borissowitsch (1694–1767), russischer Feldherr
- Buturlin, Alexander Michailowitsch (* 1981), russischer Eishockeyspieler
- Buturlin, Michail Michailowitsch (1978–2017), russischer Eishockeyspieler
- Buturlin, Sergei Alexandrowitsch (1872–1938), russischer Ornithologe
- Buturlin, Wassili Wassiljewitsch († 1656), russischer Diplomat, Bojar und Militärführer
- Butusowa, Natalja Anatoljewna (* 1954), sowjetische Bogenschützin
- Butussow, Wjatscheslaw Gennadjewitsch (* 1961), russischer RockmusikerWjatscheslaw Gennadjewitsch Butussow (* 1961)

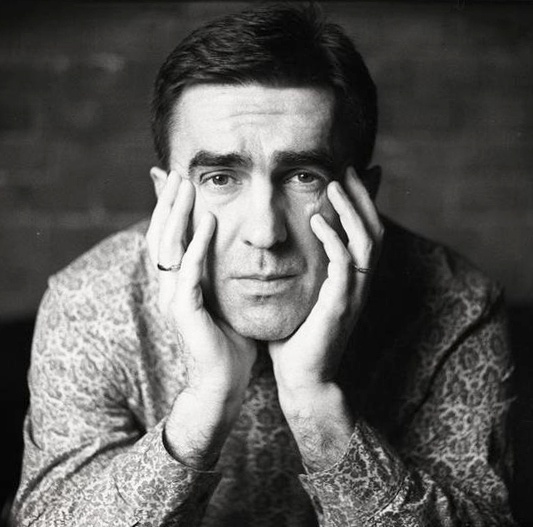
Wjatscheslaw Gennadjewitsch Butussow (* 1961)

#### Butv
- Butvilas, Edas (* 2004), litauischer Tennisspieler

#### Buty
- Butynski, Thomas M. (* 1948), US-amerikanischer Wildökologe, Naturschutzbiologe und Primatologe
- Butyrskaja, Marija Wiktorowna (* 1972), russische Eiskunstläuferin

#### Butz
- Butz von Rolsberg, Johann Mathias (1712–1803), österreichischer katholischer Geistlicher
- Butz, Albert (1849–1904), schweizerisch-amerikanischer Erfinder und Geschäftsmann
- Butz, Andreas († 1657), deutscher Orgelbauer
- Butz, Andreas (* 1965), deutscher Buchautor
- Butz, Andreas (* 1967), deutscher Informatiker und Hochschullehrer
- Butz, Arthur (* 1933), US-amerikanischer Elektroingenieur und Dozent, Holocaustleugner
- Butz, Caspar (1825–1885), deutsch-amerikanischer Buchhändler, Schriftsteller und Politiker
- Butz, Christian Samuel († 1775), sächsischer Bergmeister und Berggeschworener
- Butz, Dave (1950–2022), US-amerikanischer American-Football-Spieler
- Butz, Denis (* 1989), deutscher American-Football-Spieler
- Butz, Earl (1909–2008), US-amerikanischer Politiker und Landwirtschaftsminister
- Butz, Eva-Maria (* 1969), deutsche Historikerin
- Butz, Fritz (1909–1989), deutsch-schweizerischer Filmarchitekt, Bühnen- und Kostümbildner sowie Illustrator
- Butz, Hans (1890–1970), deutscher Tierzuchtwissenschaftler
- Butz, Heinz (1925–2022), deutscher Maler und Zeichner
- Butz, Josef (1891–1989), deutscher Musikverleger, Komponist und Musikwissenschaftler
- Butz, Michael (* 1965), deutscher Fußballspieler
- Butz, Michael-Andreas (* 1948), deutscher Jurist und Staatssekretär (Berlin)
- Butz, Norbert Leo (* 1967), US-amerikanischer Schauspieler und MusikerNorbert Leo Butz (* 1967)

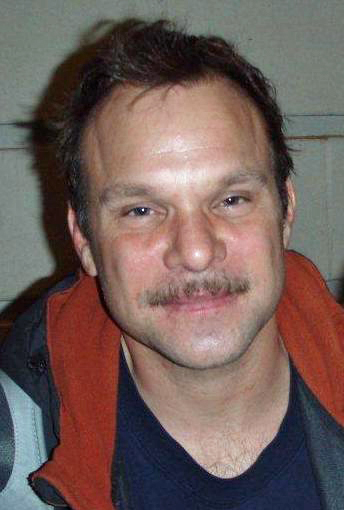
Norbert Leo Butz (* 1967)

- Butz, Otto (1876–1958), deutscher Tierzuchtwissenschaftler
- Butz, Philip (* 1988), deutscher Schauspieler
- Butz, Sebastian (* 1988), deutscher Sozialpsychologe und ehemaliger Schauspieler
- Butz, Stefan (* 1962), deutscher Fußballspieler
- Butz, Steffen (* 1964), deutscher Cartoonist
- Butz, Ulrike (1954–2000), deutsche Schauspielerin und Fotomodell
- Butz, Wilhelm (1836–1903), deutscher Fabrikant
- Butz, Wilhelm (1872–1939), deutscher Unternehmer
- Butz, Wilhelm (1918–1978), deutscher Konzert- und Gastspielunternehmer
- Butz, Wolfgang (1903–1971), deutscher Textilunternehmer und Politiker
- Butz-Kofer, Martina (* 1958), deutsche Filmeditorin
- Butz’aj Sak Chiik (* 459), Herrscher der Maya-Stadt Palenque (487–501)
- Butzbach, Georg (* 1956), deutscher Boxer
- Butzbach, Johannes (1477–1516), deutscher Benediktiner und Schriftsteller, Prior des Klosters Laach
- Bützberger, Fritz (1862–1922), Schweizer Mathematiker
- Bützberger, Johann (1820–1886), Schweizer Politiker
- Butze, Gerhard (1926–2013), deutscher Bibliothekar, Kunsthändler und Antiquitätensammler
- Butze, Nuscha (1860–1913), deutsche Theaterschauspielerin und Theaterleiterin und Intendantin
- Butzeck, Gerd (* 1959), deutscher Handballschiedsrichter, Handballfunktionär und Manager
- Butzek, Chantal (* 1997), deutsche Leichtathletin
- Butzek, Walter (1886–1965), deutscher Architekt
- Butzen, Nils (* 1993), deutscher FußballspielerNils Butzen (* 1993)

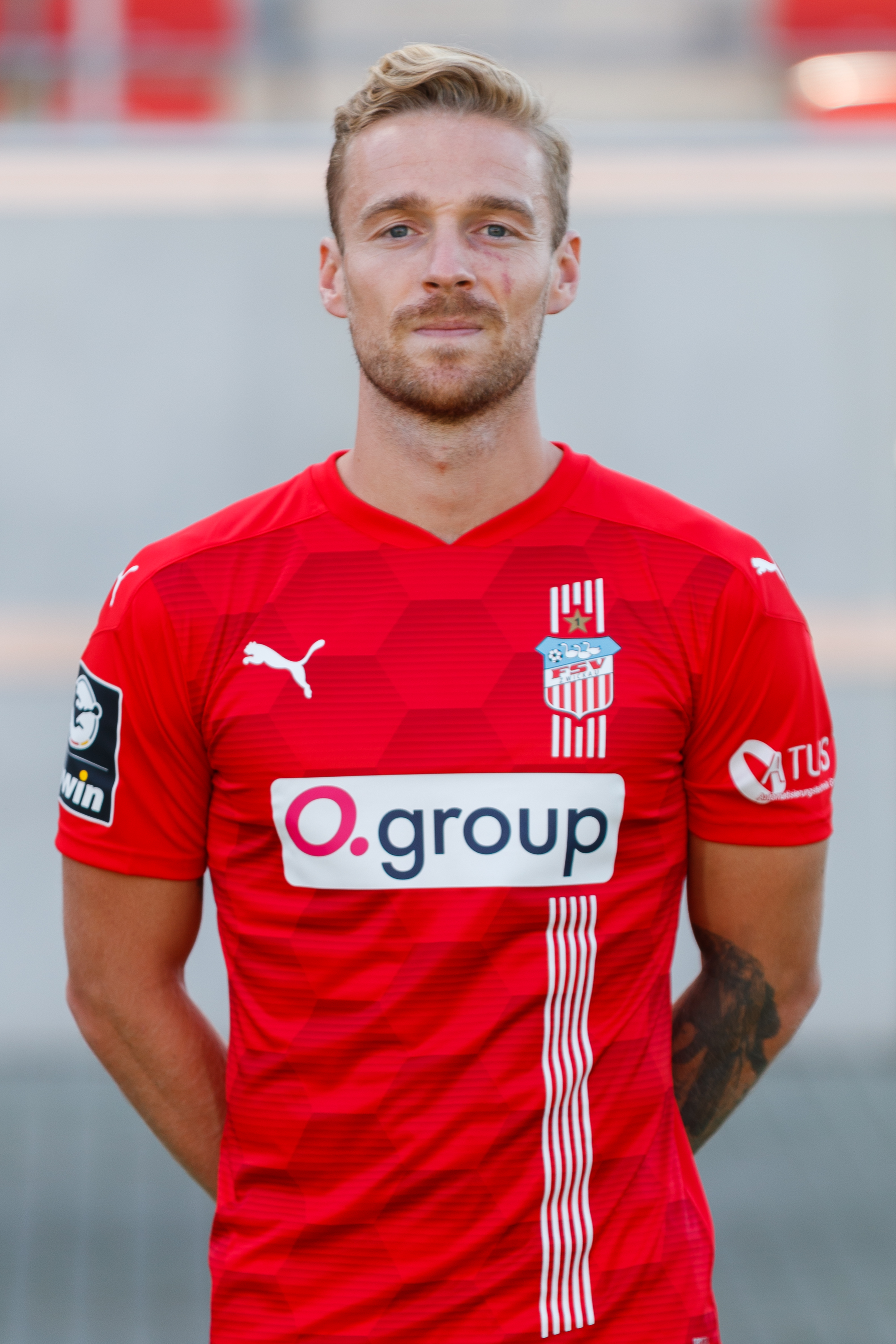
Nils Butzen (* 1993)

- Butzen, Willy (1933–1997), belgischer Radrennfahrer
- Butzenberger, Klaus (* 1964), deutscher Indologe und Hochschullehrer
- Butzengeiger, Friederike (* 1984), deutsche Theaterschauspielerin und Sängerin
- Butzengeiger, Karl (1882–1962), deutscher Bankmanager
- Butzengeiger, Otto (1885–1968), deutscher Chirurg
- Butzer, André (* 1973), deutscher bildender Künstler
- Butzer, Günter (* 1964), deutscher Germanist
- Butzer, Hermann (* 1961), deutscher Rechtswissenschaftler
- Butzer, Karl W. (1934–2016), US-amerikanischer Geoarchäologe
- Butzer, Paul (* 1928), deutscher Mathematiker
- Butzig, Marie-Louise (1944–2017), französische Fußballspielerin
- Butziger, Kurt (* 1936), deutscher Politiker (SED), OB von Görlitz
- Butzkamm, Aloys (1935–2016), deutscher römisch-katholischer Theologe, Priester, Psychologe und Kunsthistoriker
- Butzkamm, Wolfgang (* 1938), deutscher Anglist
- Butzke, Bernhard (1876–1952), deutscher Bildhauer
- Butzke, Eberhard (* 1940), deutscher Radrennfahrer
- Butzke, Erich (1920–1988), deutscher Diplomat, Botschafter der DDR
- Butzke, Kirsten (* 1974), deutsche Verwaltungsjuristin
- Butzke, Martin (* 1974), deutscher Schauspieler und Hörspielsprecher
- Butzki, Andreas (* 1960), deutscher Politiker (SPD) und Schulleiter
- Butzko, HG. (* 1965), deutscher Schauspieler und KabarettistHG. Butzko (* 1965)

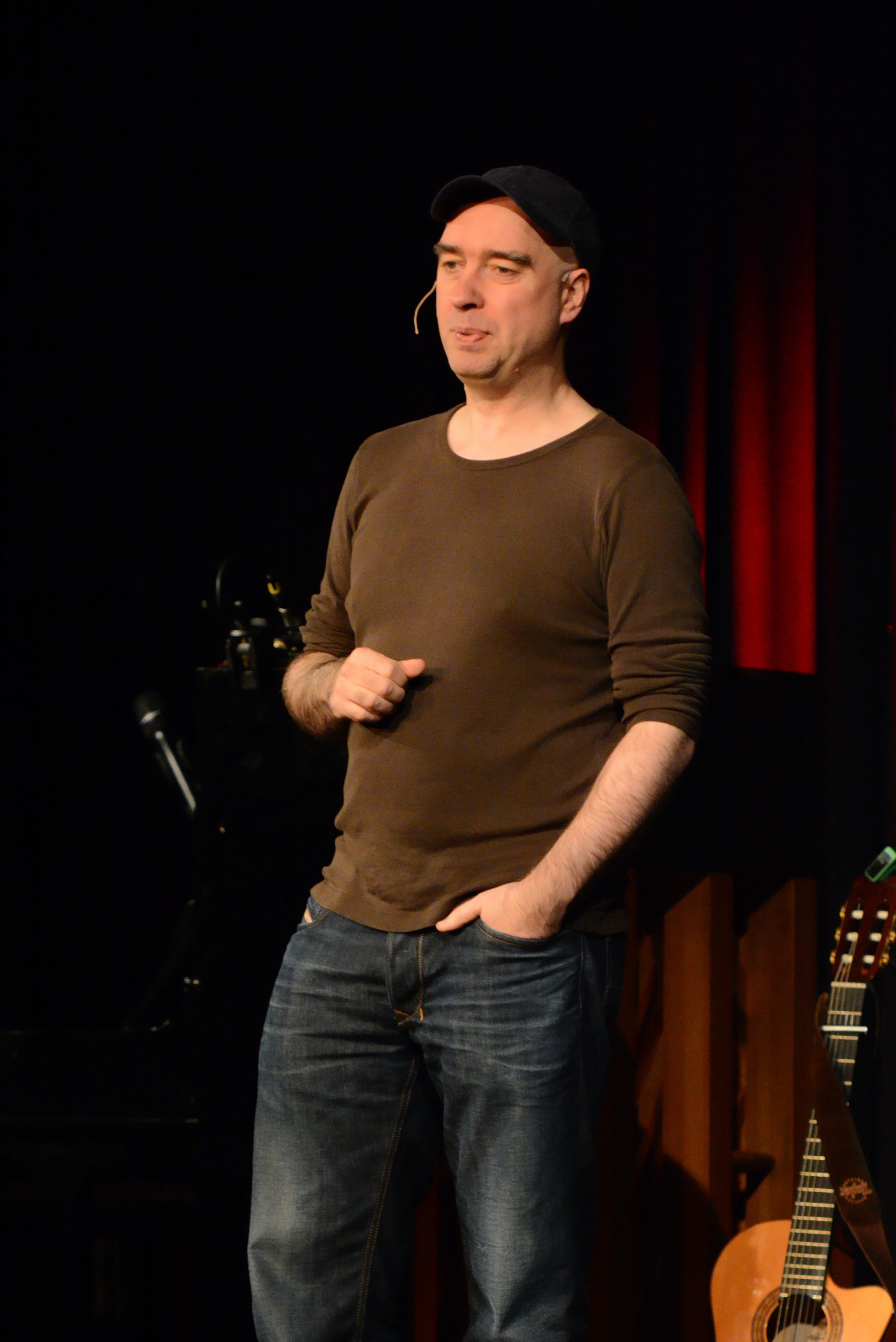
HG. Butzko (* 1965)

- Butzlaff, Felix (* 1981), deutscher Politologe
- Butzlaff, Wolfgang (1925–2014), deutscher Philologe, Gymnasiallehrer, Goetheforscher und Schriftsteller
- Butzlaff, Wolfgang (* 1973), deutscher Schauspieler
- Bützler, Heinrich (1862–1936), deutscher Lehrer und Heimatforscher
- Butzmann, Frieder (* 1954), deutscher Komponist, Hörspielautor und Performance-Künstler
- Butzmann, Hans (1903–1982), deutscher Bibliothekar, Germanist und Handschriftengelehrter
- Butzmann, Manfred (* 1942), deutscher Grafiker
- Butzmühlen, Stefan (* 1982), deutscher Regisseur, Autor und Verleiher

### Buu
- Buud, Jonas (* 1974), schwedischer Ultraläufer
- Buudai, Luwsangiin (* 1940), mongolischer Radrennfahrer
- Buul, Henricus Johannes van (1795–1862), alt-katholischer Bischof von Haarlem (1842–1862)
- Buunk, Ton (* 1952), niederländischer Wasserballspieler
- Buur Sinding, Jonas (* 1975), dänischer Basketballspieler
- Buur, Oskar (* 1998), dänischer Fußballspieler
- Buuren, Armin van (* 1976), niederländischer Trance-DJ und -ProduzentArmin van Buuren (* 1976)

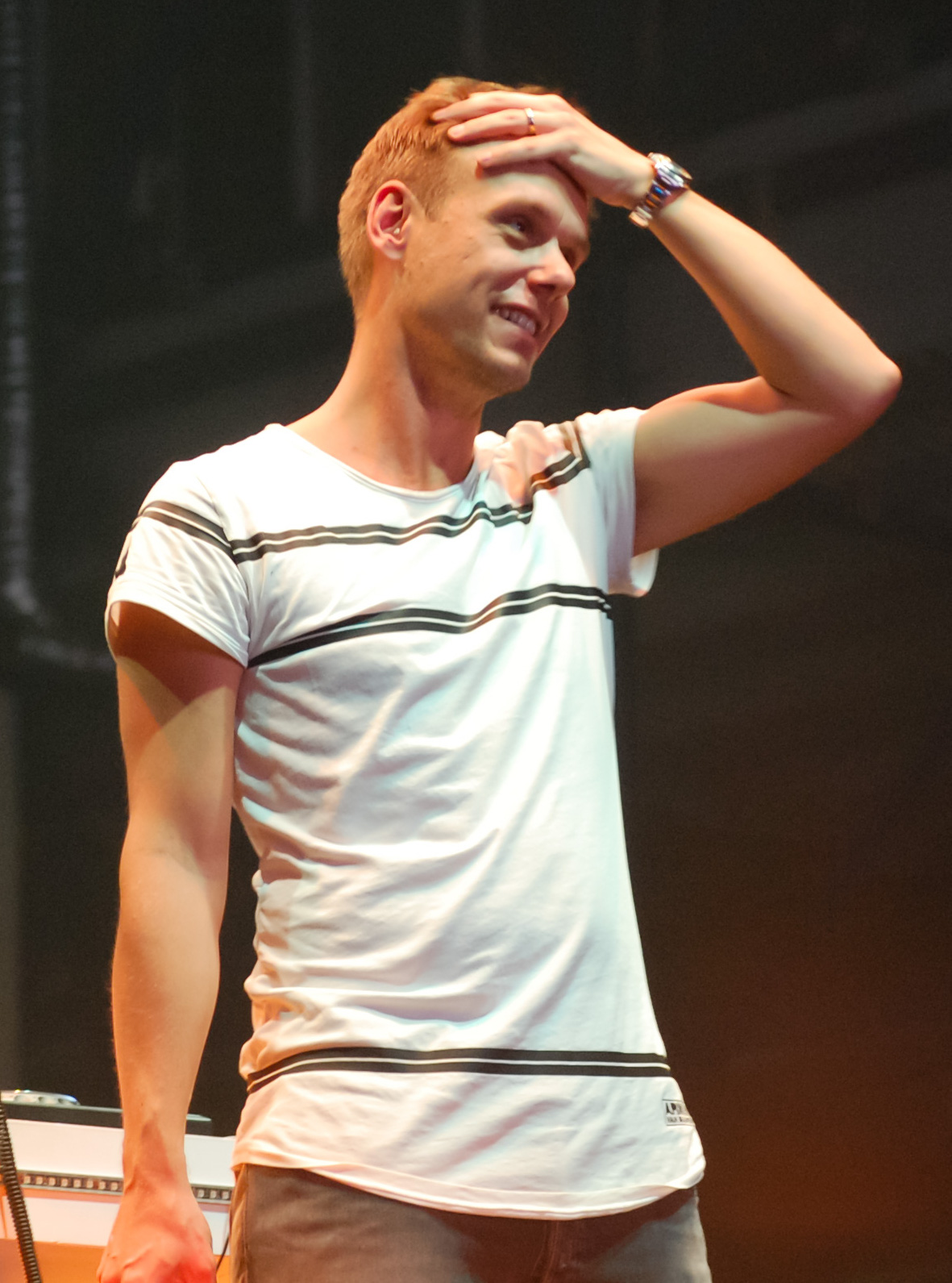
Armin van Buuren (* 1976)

- Buuren, Kees van (* 1986), niederländischer Fußballspieler
- Buuren, Meindert junior van (* 1995), niederländischer Automobilrennfahrer
- Buurman, Gerhard M. (* 1961), deutscher Designer und Hochschullehrer
- Buurman, Gert-Ulrich (1936–2013), deutscher Pädagoge, Unternehmer und Internatsleiter
- Buurman, Otto (1890–1967), deutscher Arzt und Gesundheitspolitiker
- Buurman, Veerle (* 2006), niederländische Fußballspielerin
- Buurman, Yelmer (* 1987), niederländischer Automobilrennfahrer
- Buurmann, Gerd (* 1976), deutscher Autor, Schauspieler, Moderator, Comedian und Regisseur
- Buus Nielsen, Thomas (* 1976), dänischer Fußballspieler
- Buus, Bastian (* 2003), dänischer Automobilrennfahrer
- Buus, Eva Louise (* 1979), dänische Malerin und Künstlerin
- Buus, Jakob († 1565), franko-flämischer Komponist und Organist der Renaissance

### Buv
- Buvač, Željko (* 1961), jugoslawischer bzw. bosnisch-herzegowinischer Fußballspieler und -trainer
- Buval, Bedi (* 1986), französischer Fußballspieler
- Buvelot, Louis (1814–1888), Schweizer Landschaftsmaler, Grafiker, Kunstpädagoge und Fotograf
- Buvelot, Quentin (* 1969), niederländischer Kunsthistoriker und Kurator
- Buvinić, Marko (* 1992), kroatischer Handballspieler
- Buvry, Leopold (* 1822), deutscher Naturforscher

### Buw
- Buwalda, Nico (1890–1970), niederländischer Fußballspieler
- Buwalda, Peter (* 1971), niederländischer Journalist und Buchautor
- Buwalda, Robin (* 1994), niederländischer Fußballspieler
- Buwanika, Keita (* 2002), japanischer Fußballspieler
- Buwaro, Ola (* 2001), gambische Leichtathletin und Fußballspielerin
- Buwen, Dieter (1955–2020), deutscher Komponist und Hochschullehrer
- Buwert, Hans (1897–1989), deutscher Wirtschaftsrechtsexperte und Wirtschaftsprüfer
- Buwert, Harald, deutscher Science-Fiction-Autor
- Buwitt, Dankward (* 1939), deutscher Politiker (CDU), MdA, MdB

### Bux
- Bux, Ernst (1890–1951), deutscher Althistoriker und Gymnasiallehrer
- Bux, Karlheinz (* 1952), deutscher Zeichner und Bildhauer
- Bux, Luciano (1936–2014), italienischer Geistlicher, römisch-katholischer Bischof
- Bux, Nicola (* 1947), italienischer GeistlicherNicola Bux (* 1947)

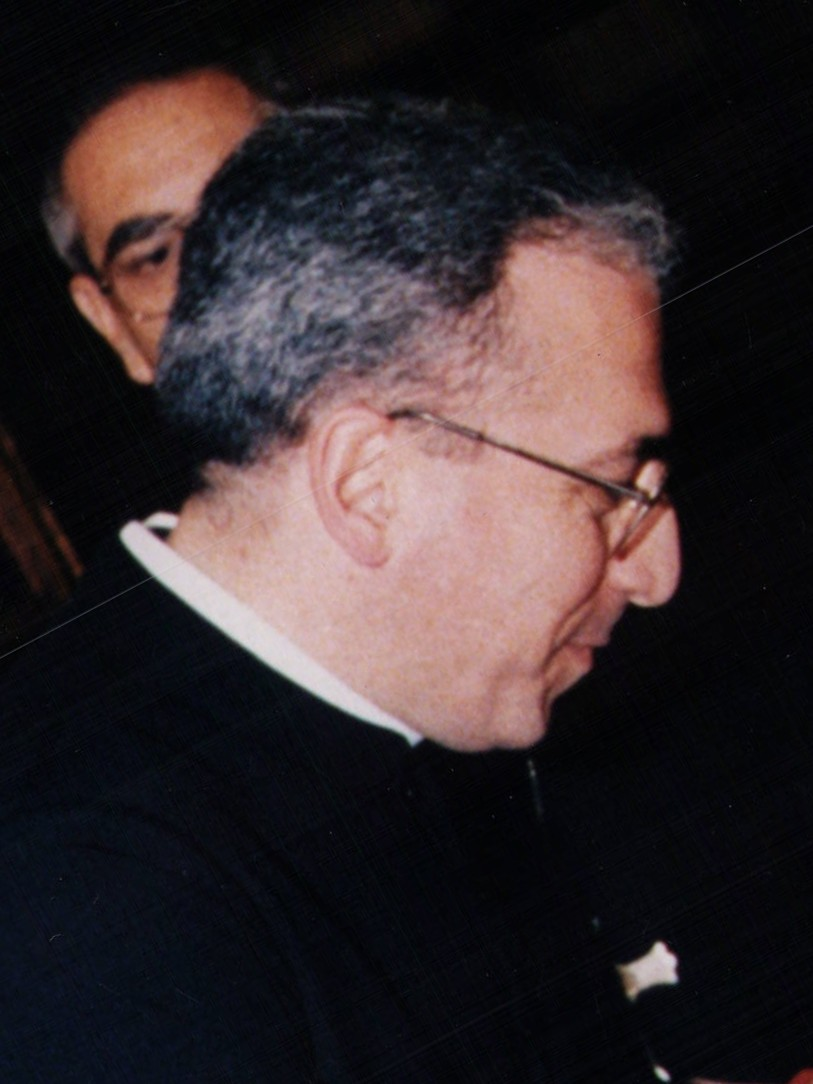
Nicola Bux (* 1947)

- Buxa, Werner (1916–1998), deutscher Offizier und Autor
- Buxadé Villalba, Jorge (* 1975), spanischer Rechtsanwalt und Politiker (Vox), Mitglied des Europäischen Parlaments
- Buxarrais Ventura, Ramón (* 1929), spanischer Geistlicher, emeritierter Bischof von Málaga
- Buxbaum, August (1876–1960), deutscher Architekt und Baubeamter, Stadtbaurat in Darmstadt
- Buxbaum, Buddy (* 1977), deutscher Musiker, Rapper, DJ und Musikproduzent
- Buxbaum, Edith (1902–1982), austroamerikanische Psychoanalytikerin
- Buxbaum, Engelbert (1831–1911), deutscher Maschinenbauer und Politiker (Zentrum), MdR
- Buxbaum, Engelbert Maximilian (1934–2019), deutscher römisch-katholischer Geistlicher und Kirchenhistoriker
- Buxbaum, Erik (* 1943), österreichischer Polizist, Generaldirektor für die öffentliche Sicherheit
- Buxbaum, Franz (1900–1979), österreichischer Botaniker
- Buxbaum, Friedrich (1869–1948), österreichischer Cellist und Komponist
- Buxbaum, Hans (1893–1947), deutscher Theaterregisseur, Redakteur bei der BBC
- Buxbaum, Johann Christian (1693–1730), deutscher Botaniker
- Buxbaum, Richard M. (* 1930), deutsch-amerikanischer Rechtswissenschaftler
- Buxel, Reinhard (1953–2016), deutscher Bildhauer
- Büxenstein, Friedrich Wilhelm Georg (1857–1924), deutscher Verleger und Förderer des Rudersports
- Büxenstein, Wilhelm (1822–1886), deutscher Druckereibesitzer
- Buxhoeveden, Alexander Peter Eduard von (1856–1919), deutsch-baltischer Freiherr, Landespolitiker und Landmarschall
- Buxhoeveden, Arthur von (1882–1964), deutsch-baltischer Baron, Oberst und Freiheitskämpfer in Estland

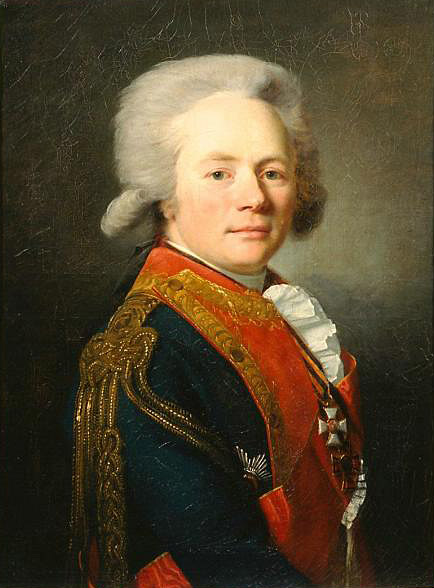
Friedrich von Buxhoeveden (1750–1811)

- Buxhoeveden, Friedrich von (1750–1811), deutsch-baltischer GeneralFriedrich von Buxhoeveden (1750–1811)
- Buxhoeveden, Friedrich von (1800–1866), baltischer Landrat
- Buxhoeveden, Karlos von (1856–1935), deutsch-baltischer Freiherr und öselscher Abgeordneter
- Buxhoeveden, Otto Balthasar von (1839–1907), deutsch-baltischer Jurist, Landespolitiker und Geheimrat auf Ösel
- Buxhoeveden, Otto Magnus von (1770–1830), Landmarschall
- Buxhoeveden, Peter Wilhelm von (1787–1841), Landmarschall
- Buxhoeveden, Reinhold von († 1557), römisch-katholischer Bischof von Estland
- Buxhoeveden, Sophie Karlowna von (1883–1956), letzte Hofdame der Zarin Alexandra Fjodorowna
- Buxhofer, Matthias (* 1973), österreichischer ehemaliger Radrennfahrer, heutiger Duathlet und Triathlet
- Buxhofer, Sabine (* 1979), österreichische Triathletin
- Buxmann, Joachim (1933–1996), deutscher Ingenieurwissenschaftler
- Buxmann, Peter (* 1964), deutscher Wirtschaftsinformatiker
- Buxó i Pujadas, Tomàs (1882–1962), katalanischer Komponist, Pianist und Musikpädagoge
- Buxo, David (* 1981), andorranischer Fußballspieler
- Buxoriy, Sadriddin (1946–2010), usbekischer Schriftsteller, Dichter, Publizist, Historiker und Übersetzer
- Buxschott, Adrian († 1561), Theologe, Reformator
- Buxtehude, Dieterich († 1707), dänisch-deutscher Organist und KomponistDieterich Buxtehude († 1707)

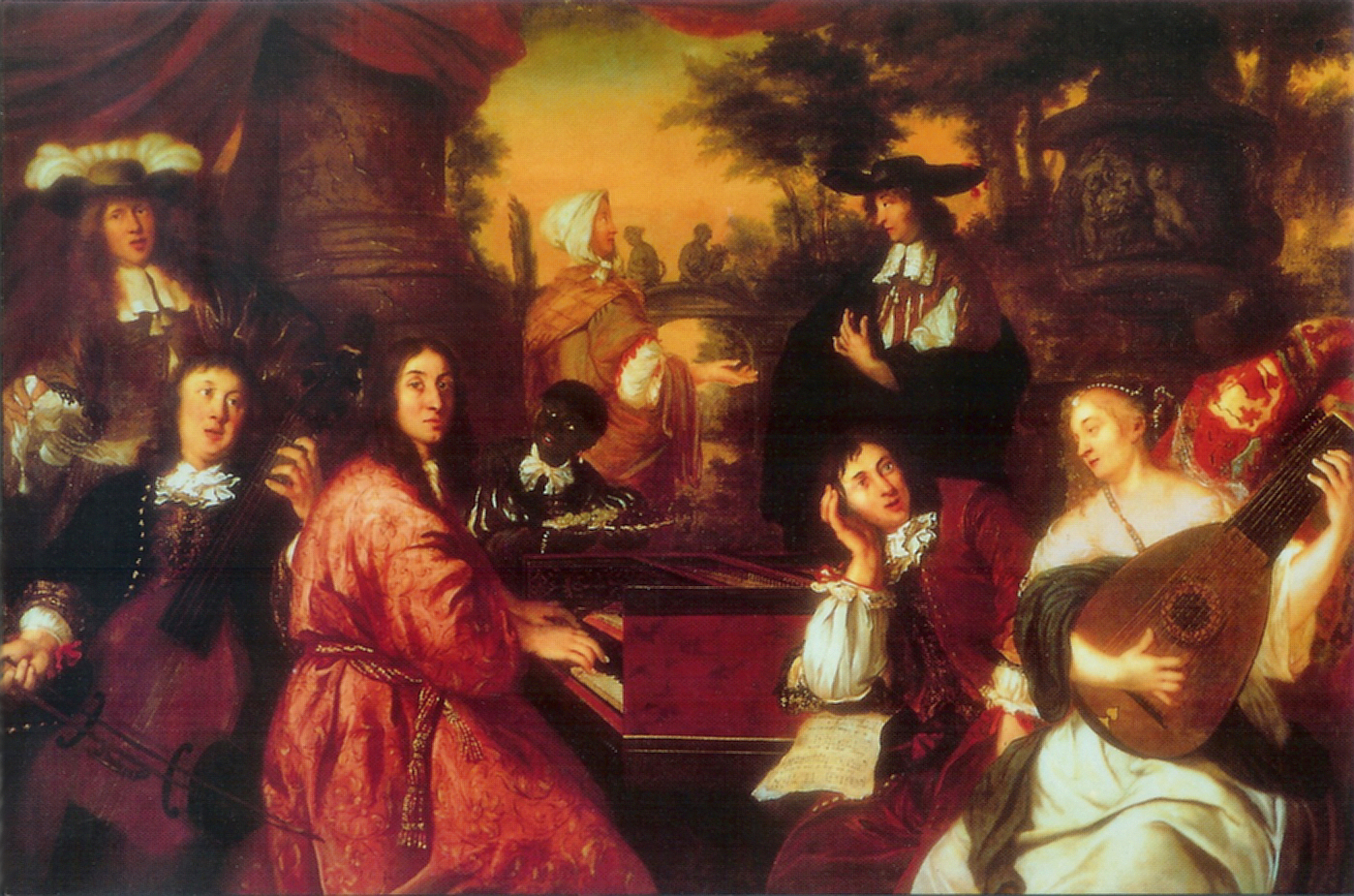
Dieterich Buxtehude († 1707)

- Büxten, Wilhelm (1810–1892), deutscher Gutsbesitzer und Politiker (DFP), MdR
- Buxton, Angela (1934–2020), britische Tennisspielerin
- Buxton, Aubrey, Baron Buxton of Alsa (1918–2009), britischer Autor, Fernsehproduzent und Politiker
- Buxton, Douglas (1917–1984), australischer Segler
- Buxton, Jake (* 1985), englischer Fußballspieler und -trainer
- Buxton, Judy (* 1949), britische Schauspielerin
- Buxton, Mary Ann († 1888), neuseeländische Lehrerin und Landbesitzerin
- Buxton, Patrick Alfred (1892–1955), britischer Entomologe, spezialisiert auf medizinische Entomologie (Parasitologie)
- Buxton, Priscilla (1808–1852), britische Abolitionistin
- Buxton, Richard (1786–1865), britischer Schuhmacher und Amateurbotaniker
- Buxton, Richard G. A., britischer Gräzist
- Buxton, Sarah (* 1980), US-amerikanische Countrysängerin
- Buxton, Sydney, 1. Earl Buxton (1853–1934), radikal-liberaler britischer Politiker
- Buxton, Thomas, 3. Baronet (1837–1915), englischer Politiker, Mitglied des House of Commons, Gouverneur von South Australia
- Buxton, Victor, 4. Baronet (1865–1919), britischer Adliger
- Buxtorf, August (1877–1969), Schweizer Geologe
- Buxtorf, August Johann (1696–1765), Schweizer reformierter Theologe, Historiker und Autor
- Buxtorf, Johann (1663–1732), Schweizer reformierter Theologe und Orientalist
- Buxtorf, Johann der Ältere (1564–1629), deutscher reformierter Theologe, Sprachwissenschaftler und Orientalist
- Buxtorf, Johann der Jüngere (1599–1664), Schweizer reformierter Theologe und Orientalist
- Buxtorf, Johann Jakob (1645–1704), Schweizer reformierter Theologe und Orientalist
- Buxtorf, Johann Rudolf (1747–1831), Schweizer reformierter Theologe
- Buxtun, Peter (1937–2024), amerikanischer Sozialarbeiter und Whistleblower

### Buy
- Buy, Frans du (* 1931), niederländischer Jurist und Völkerrechtler
- Buy, Margherita (* 1962), italienische Schauspielerin
- Buya Turay, Mohamed (* 1995), sierra-leonischer Fußballspieler
- Buyantu Khan (1285–1320), Kaiser der Yuan-Dynastie (1311–1320)
- Buydens, Albert (* 1905), belgischer Schwimmer
- Buydens, Anne (1919–2021), US-amerikanische Filmschauspielerin und FilmproduzentinAnne Buydens (1919–2021)

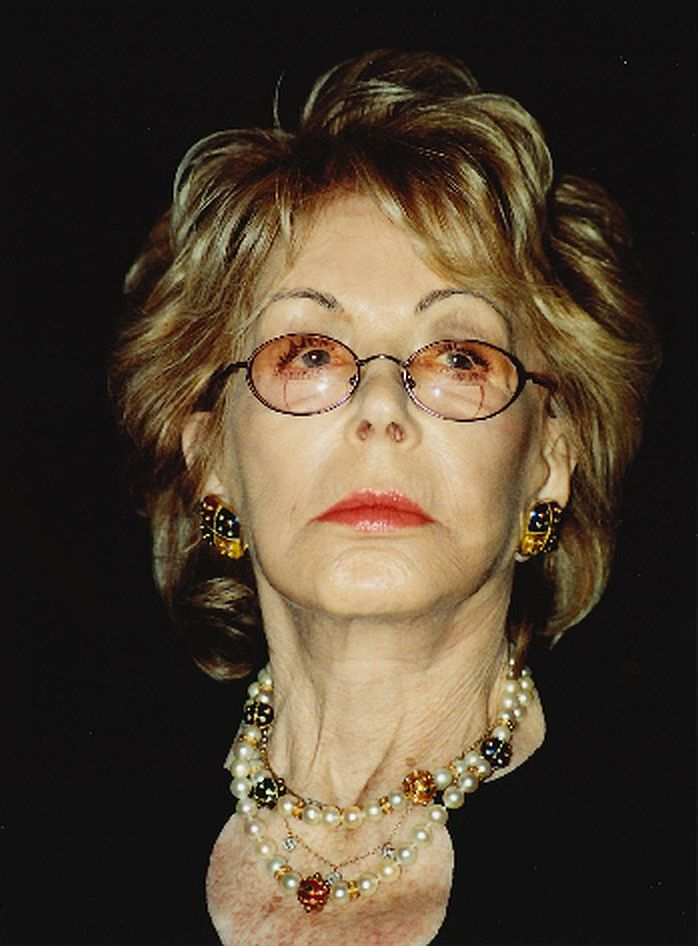
Anne Buydens (1919–2021)

- Buyens, Frans (1924–2004), belgischer Filmemacher, Schriftsteller, Zeitschriftenchefredakteur und Theaterleiter
- Buyer, Steve (* 1958), US-amerikanischer Politiker (Republikanische Partei)
- Buyken, Anette (* 1967), deutsche Ökotrophologin
- Buyken, Thea (1906–1993), deutsche Historikerin
- Buyo, Francisco (* 1958), spanischer Fußballspieler
- Buyoya, Pierre (1949–2020), burundischer Politiker, Staatspräsident von Burundi (1987–1993, 1996–2003)
- Buyraç, Zeynep (* 1982), türkisch-österreichische SchauspielerinZeynep Buyraç (* 1982)

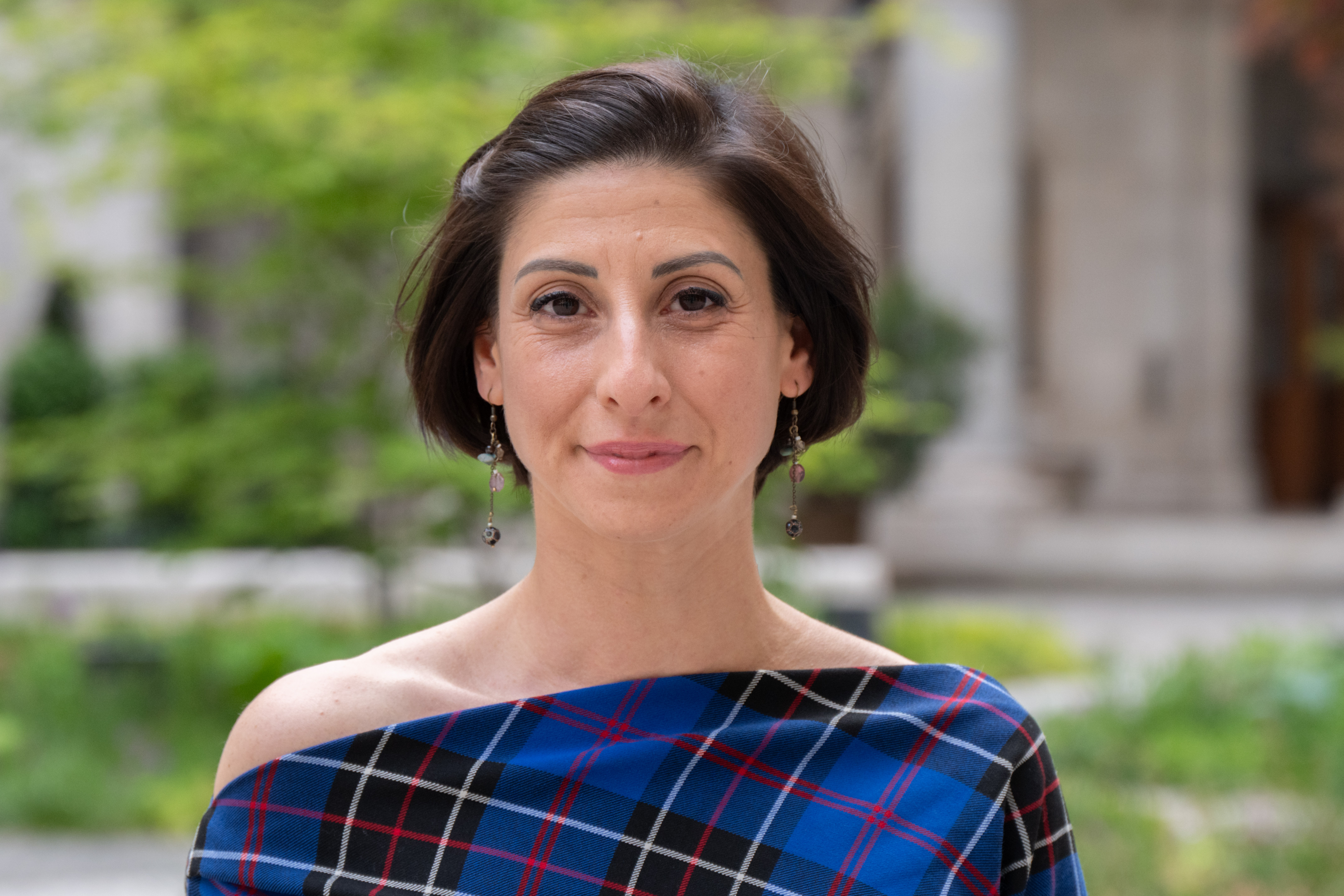
Zeynep Buyraç (* 1982)

- Büyrü, Canan (* 1972), deutsche Journalistin, Moderatorin und Medienexpertin
- Buys Ballot, Christoph (1817–1890), niederländischer Naturwissenschaftler, Begründer der Meteorologie in den Niederlanden und Initiator der internationalen Klimaforschung
- Buys Roessingh, Henry de (1899–1954), deutscher Maler
- Buys, Anton Sigismund de († 1693), kurbrandenburgischer Oberst und Regimentschef
- Buys, Johannes Theodoor (1828–1893), niederländischer Rechtswissenschaftler und Politiker
- Buys, Paulus (1531–1594), Staatsmann, holländischer Landesadvokat zwischen den Jahren 1572 und 1585
- Buys, Philip (* 1988), südafrikanischer Radrennfahrer
- Buys, Stijn († 1558), niederländische Stifterin
- Buys, Willem (1661–1749), niederländischer Politiker, holländischer Ratspensionär (1745–1746)
- Buyse, Antoine (* 1977), niederländischer Rechtswissenschaftler und Hochschullehrer
- Buysman, Nina (* 1997), niederländische Radrennfahrerin
- Buysse, Achiel (1918–1984), belgischer Radrennfahrer
- Buysse, Albert (1911–1998), belgischer Radrennfahrer
- Buysse, Bart (* 1986), belgischer Fußballspieler
- Buysse, Carlos (1883–1944), belgischer römisch-katholischer Geistlicher und Märtyrer
- Buysse, Cyriel (1859–1932), flämisch schreibender, naturalistischer belgischer Schriftsteller
- Buysse, Henri-Corentin (* 1988), französischer Eishockeytorwart
- Buysse, Kamiel (1934–2020), belgischer Radrennfahrer
- Buysse, Lucien (1892–1980), belgischer Radrennfahrer
- Buysse, Marcel (1889–1939), belgischer Radrennfahrer
- Buyssens, Eric (1910–2000), belgischer Linguist, Anglist, Germanist und Französist
- Buytaert, Dries (* 1978), belgischer Unternehmer
- Buytendijk, Frederik Jacobus Johannes (1887–1974), niederländischer Biologe, Anthropologe, Psychologe, Physiologe und Sportmediziner
- Buytewech, Willem Pietersz. († 1624), niederländischer Maler, Zeichner und Radierer
- Büyük Süleyman Pascha, Statthalter von Bagdad
- Büyük, Adem (* 1987), türkischer Fußballspieler
- Büyükağaç, Nihan (* 1981), türkische Schauspielerin
- Büyükakçay, Çağla (* 1989), türkische Tennisspielerin
- Büyükanıt, Mehmet Yaşar (1940–2019), türkischer General
- Büyükatalay, Mehmet Akif (* 1987), deutsch-türkischer Filmregisseur und Drehbuchautor
- Büyükbayraktar, Dilara (* 1989), türkische Theater- und Filmschauspielerin
- Büyükberber, Oğuz (* 1970), türkischer Jazzmusiker (Bassklarinette, Komposition)
- Büyükbezci, Göksen (* 1966), deutscher Fernsehredakteur und -autor
- Büyükerşen, Yılmaz (* 1937), türkischer Politiker und Bürgermeister
- Büyükkökten, Orkut (* 1975), türkischer Softwareentwickler
- Büyükkolancı, Mustafa (* 1949), türkischer Klassischer Archäologe
- Büyüksakarya, Marvin (* 1995), deutsch-türkischer Fußballspieler
- Büyüksaraç, Merve (* 1988), türkische Miss (2006)
- Büyüküstün, Tuba (* 1982), türkische Schauspielerin
- Buyx, Alena (* 1977), deutsche Medizinethikerin und HochschullehrerinAlena Buyx (* 1977)

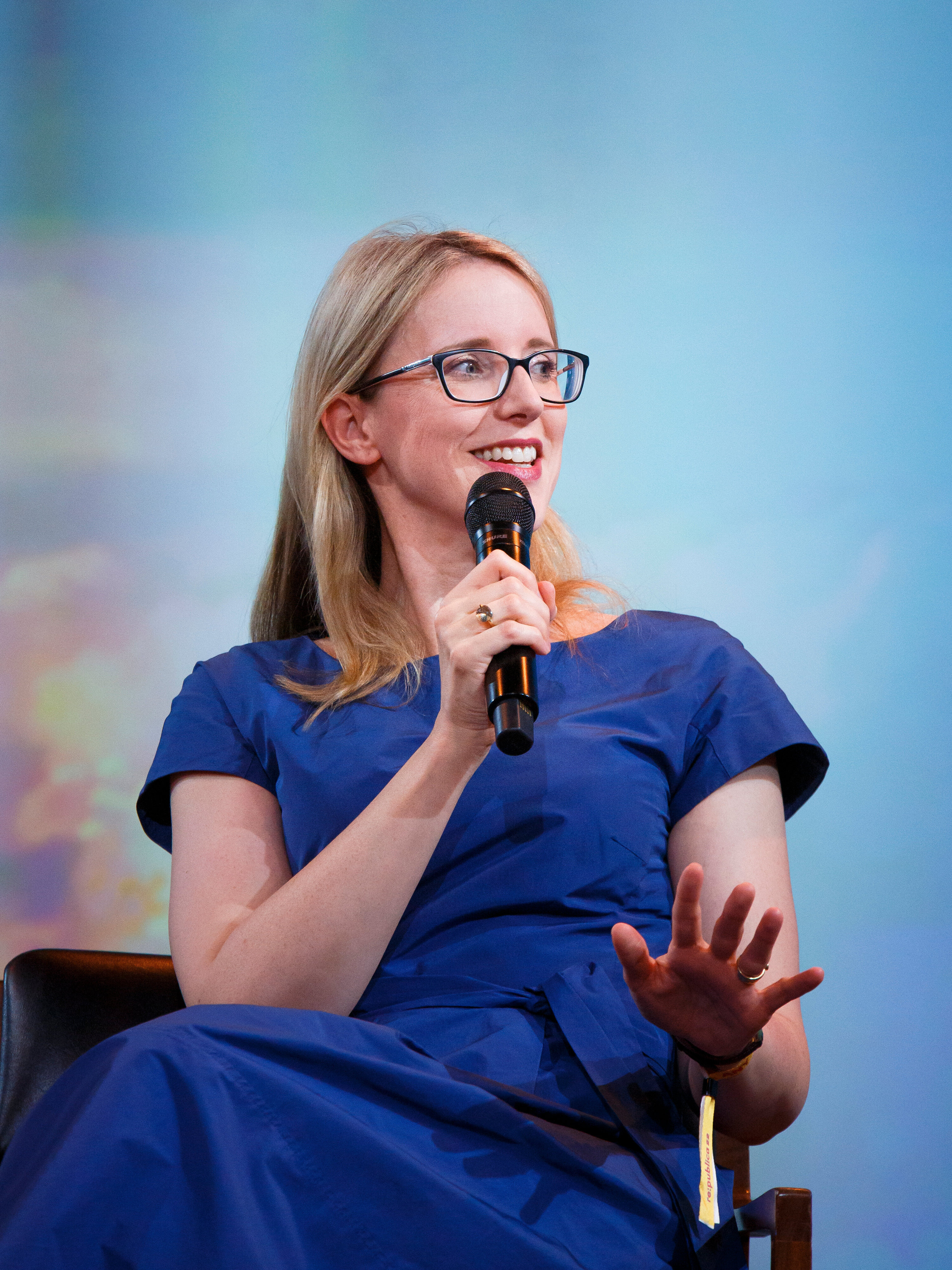
Alena Buyx (* 1977)

- Buyx, Michael (1795–1882), deutscher Geometer

### Buz
- Buz, Carl (1803–1870), deutscher Maschinenbauingenieur und Industrieller
- Buz, Franz (1849–1916), bayerischer Generalleutnant
- Buz, Friedrich von (1815–1902), bayerischer General der Infanterie
- Buz, Heinrich von (1801–1876), bayerischer Generalleutnant
- Buz, Heinrich von (1833–1918), deutscher Techniker und IndustriellerHeinrich von Buz (1833–1918)

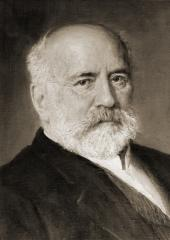
Heinrich von Buz (1833–1918)

- Buz, İrfan (* 1967), deutsch-türkischer Fußballspieler
- Buz, Metin (* 1960), deutscher Germanist
- Buz, Sahabeddin (* 1951), deutscher Ingenieur und Sozialpädagoge, Träger des Bundesverdienstkreuzes am Bande
- Buz, Witalij (* 1986), ukrainischer Radrennfahrer
- Buza, Abdurrahim (1905–1986), albanischer Maler und Hochschullehrer
- Buza, George (* 1949), US-amerikanischer Schauspieler und Synchronsprecher
- Buza, Nedim (* 1995), bosnischer Basketballspieler
- Buzaglo, Maor (* 1988), israelischer Fußballnationalspieler
- Buzaid, Adriano (* 1988), brasilianischer Rennfahrer
- Buzajew, Juri Gennadjewitsch (* 1978), russischer Eishockeyspieler
- Buzajew, Wjatscheslaw Gennadjewitsch (* 1970), russischer Eishockeyspieler
- Buzalka, Michal (1885–1961), slowakischer römisch-katholischer Geistlicher, Weihbischof in Trnava
- Buzalka, Nora (* 1982), deutsche Schauspielerin
- Buzalski, Johannes (1918–1977), deutscher Schauspieler
- Buzan, Barry (* 1946), britischer Hochschullehrer
- Buzan, Tony (1942–2019), britischer Autor populärwissenschaftlicher Bücher zu den Themen Kreativität, Mnemotechnik sowie Lernen
- Buzánszky, Jenő (1925–2015), ungarischer Fußballspieler
- Buzărnescu, Mihaela (* 1988), rumänische Tennisspielerin
- Buzás, Ladislaus (1915–1997), deutscher Bibliothekar
- Buzás, Patrick (* 1987), deutsch-ungarischer Eishockeyspieler
- Buzas, Vytautas (* 1988), litauischer Basketballtrainer
- Buzási, Enikő (* 1948), ungarische Kunsthistorikerin
- Bužauskas, Saulius (* 1972), litauischer römisch-katholischer Geistlicher und Weihbischof in Kaunas
- Buždon, Maja (1923–1945), kroatische KZ-Wärterin und Kriegsverbrecherin nach SWC
- Buzea, Ion (* 1934), rumänischer Opernsänger (Tenor)
- Buzean, Ionuț (* 1982), rumänischer Fußballspieler
- Buzek, Agata (* 1976), polnische SchauspielerinAgata Buzek (* 1976)

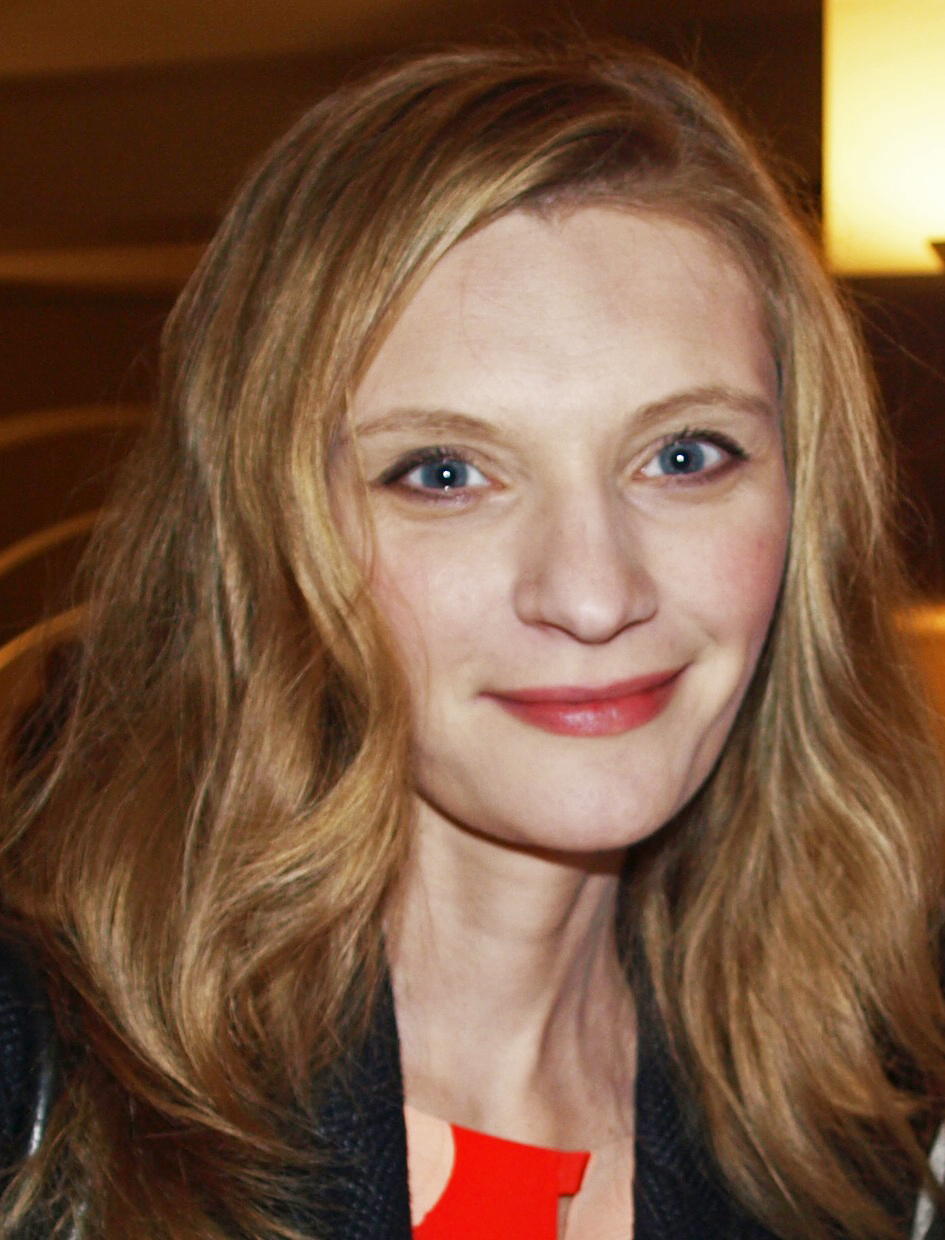
Agata Buzek (* 1976)

- Buzek, Bonifác (1788–1839), mährischer Priester, Volksaufklärer, Philosoph und Pädagoge
- Buzek, Bruno (1911–1973), österreichischer Architekt
- Buzek, Hans (* 1938), österreichischer Fußballspieler
- Buzek, Jerzy (* 1940), polnischer Politiker, Mitglied des Sejm, MdEP, Ministerpräsident (1997–2001)Jerzy Buzek (* 1940)

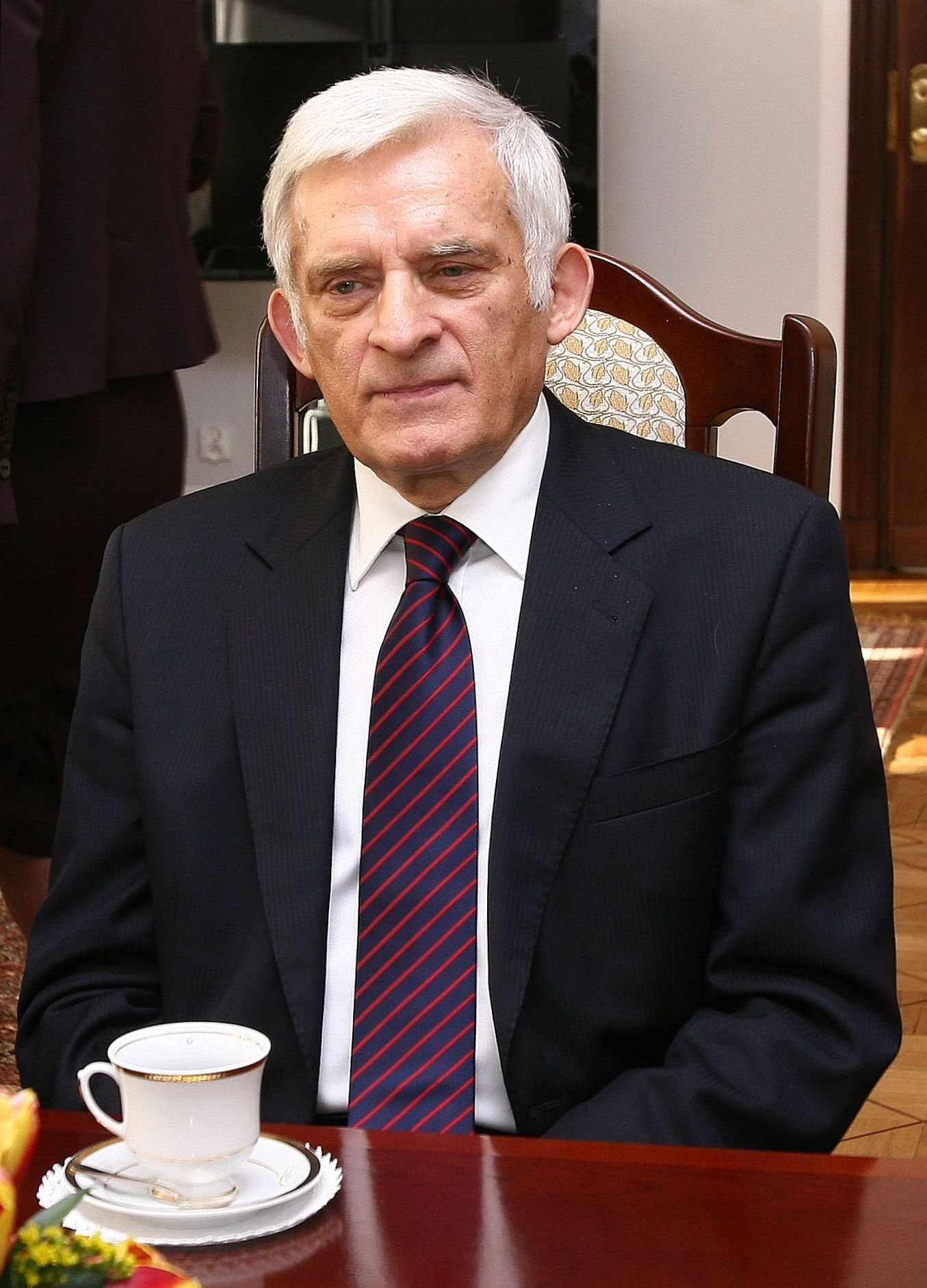
Jerzy Buzek (* 1940)

- Buzek, László (* 1945), ungarischer Volleyballspieler und -trainer
- Buzek, Petr (* 1977), tschechischer Eishockeyspieler
- Buzelis, Matas (* 2004), US-amerikanisch-litauischer Basketballspieler
- Buzello, Arthur (1890–1967), deutscher Mediziner
- Buzengeiger, Carl (1771–1835), deutscher Mathematiker, Mineraloge und Hochschullehrer
- Buzengeiger, Johann Wilhelm Gottlob (1778–1836), deutscher Mechaniker und Instrumentenbauer
- Buzengeiger, Karl (1872–1948), deutscher Jurist und Oberlandesgerichtspräsident Karlsruhe
- Buzenko, Mykola (* 1991), ukrainischer Boxer
- Buzenko, Mykyta (* 1990), ukrainischer Eishockeyspieler
- Buzianis, Micah (* 1970), US-amerikanischer Windsurfer
- Bužim, Franz Jelačić von (1746–1810), Feldmarschall-Leutnant und Ritter des Maria Theresien-Ordens
- Buzin, André (* 1946), belgischer Tier- und Blumenmaler
- Bužinskas, Gintautas (* 1960), litauischer Rechtswissenschaftler, Jurist und Politiker
- Bužinskas, Jonas (1917–1948), litauischer Fußballspieler
- Bužinskas, Petras, litauischer Forstwirt und Politiker
- Buzko, Juri Markowitsch (1938–2015), russischer Komponist
- Buzmanjuk, Julian (1885–1967), ukrainischer und kanadischer Künstler
- Buzmann, Sascha (* 1976), deutsches Entführungsopfer, Autor
- Buzo, Alex (1944–2006), australischer Dramatiker und Autor
- Buzogány, Dezső (* 1957), rumänischer protestantischer Theologe und Hochschullehrer
- Buzoianu, Colin (* 1979), rumänischer Schauspieler
- Buzoli, Sami, jugoslawischer Boxer
- Buzolic, Nathaniel (* 1983), australischer Schauspieler und FotografNathaniel Buzolic (* 1983)

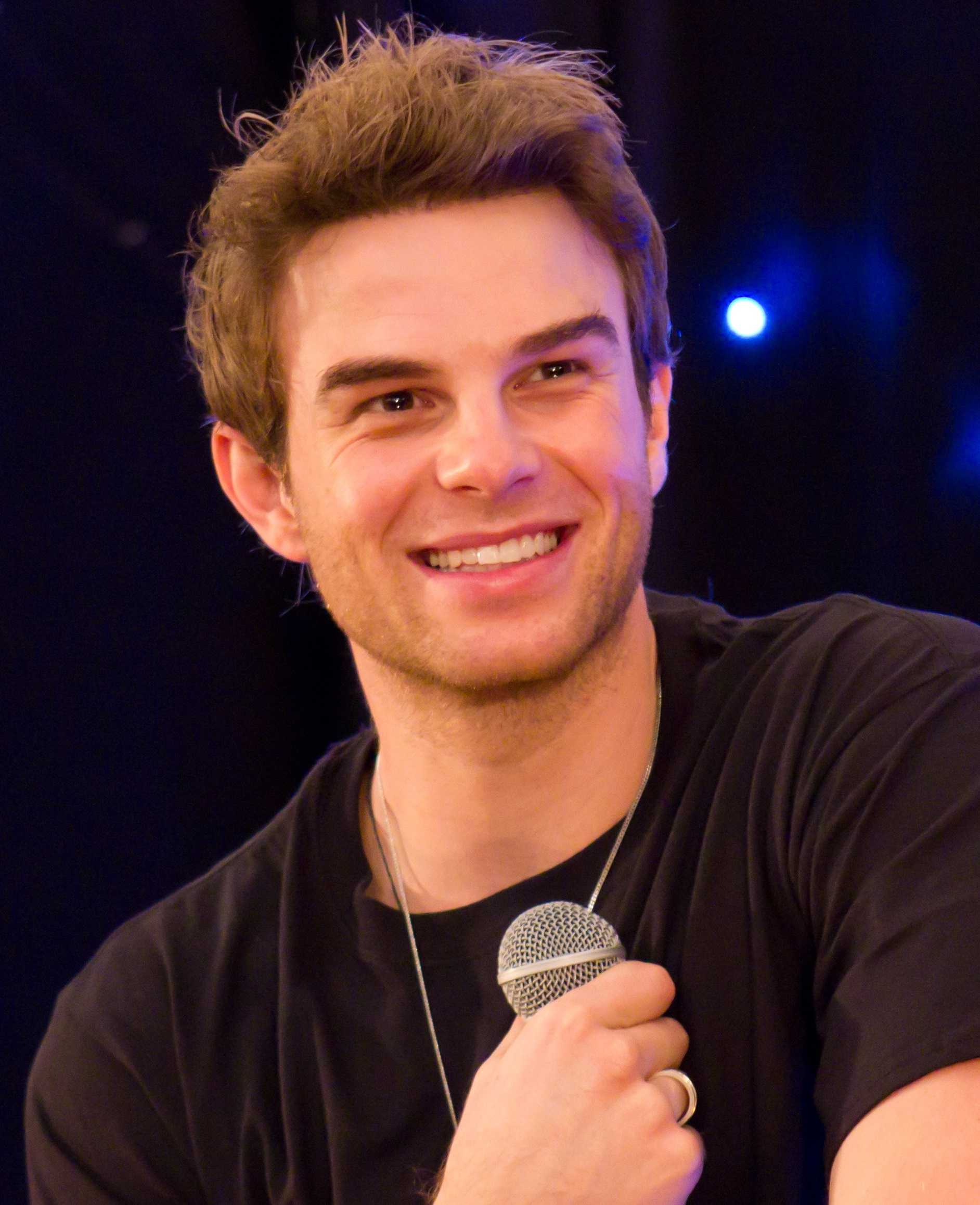
Nathaniel Buzolic (* 1983)

- Buzón, Manuel (1904–1954), argentinischer Tangopianist, Sänger, Bandleader und Komponist
- Buzon, Patricio Abella (* 1950), philippinischer Ordensgeistlicher und römisch-katholischer Bischof von Bacolod
- Buzón, Yan (* 1993), uruguayischer Fußballspieler
- Buzot, François-Nicolas-Léonard (1760–1794), französischer Revolutionär
- Buzsáki, Virág (* 2000), ungarische Radrennfahrerin
- Buzsáky, Ákos (* 1982), ungarischer Fußballspieler
- Buzuku, Gjon, albanischer katholischer Priester
- Buzun, Łukasz (* 1968), polnischer römisch-katholischer Ordensgeistlicher und Weihbischof in Kalisz
- Buzyn, Agnès (* 1962), französische Ärztin und Gesundheitsministerin
- Buzz Fuzz, niederländischer Produzent und DJ
- Buzzacott, Kevin (* 1947), politischer Führer der Aborigines
- Buzzanca, Gino (1912–1985), italienischer Schauspieler
- Buzzanca, Lando (1935–2022), italienischer SchauspielerLando Buzzanca (1935–2022)

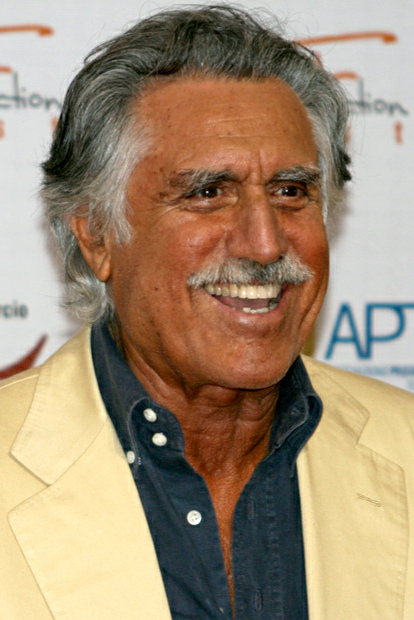
Lando Buzzanca (1935–2022)

- Buzzard, Anthony (* 1935), unitarischer Theologe und Autor
- Buzzard, Kevin (* 1968), britischer Mathematiker
- Buzzati, Dino (1906–1972), italienischer Schriftsteller
- Buzzell, Edward (1895–1985), US-amerikanischer Regisseur
- Buzzelli, Guido (1927–1992), italienischer Comiczeichner und Illustrator
- Buzzetta, Joe (1936–2023), US-amerikanischer Autorennfahrer
- Buzzetti, Juan Carlos (* 1945), uruguayischer Fußballtrainer
- Buzzi, Aldo (1910–2009), italienischer Autor und Drehbuchautor
- Buzzi, Andreas von (1779–1864), österreichischer Politiker und Schriftsteller
- Buzzi, Carlo († 1658), italienischer Architekt
- Buzzi, Daniele (1890–1974), Schweizer Grafiker, Zeichner, Plakatkünstler, Ingenieur und Architekt
- Buzzi, Emanuele (* 1994), italienischer Skirennläufer
- Buzzi, Fabio (1943–2019), italienischer Motorboot-Konstrukteur sowie Motorboot-Weltmeister
- Buzzi, Paolo (1874–1956), italienischer Dichter des Futurismus
- Buzzi, Raffaele (* 1995), italienischer Nordischer Kombinierer
- Buzzi, Ruth (1936–2025), US-amerikanische SchauspielerinRuth Buzzi (1936–2025)

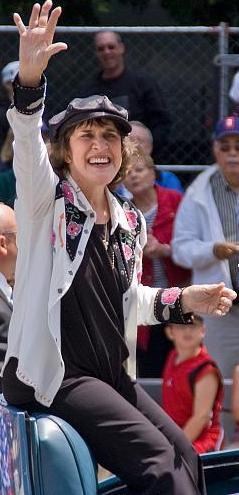
Ruth Buzzi (1936–2025)

- Buzzi, Tomaso (1900–1981), italienischer Architekt und Designer
- Buzzi-Cantone, Giovan Battista (1825–1898), Schweizer Pädagoge und Herausgeber
- Buzzi-Quattrini, Angelo (1879–1941), österreichischer Bildhauer
- Buzzolla, Antonio (1815–1871), italienischer Komponist
- Buzzotta, Dave, US-amerikanischer Schauspieler, Sänger und Songschreiber